# Украина
Украи́на (укр. Украї́на, МФА: [ʊkrɐˈjinɐ]о файле) — государство в Восточной и Центральной Европе. Население — 40 997 699 постоянных жителей и 41 167 336 человек наличного населения (34-е место в мире). Общая площадь — 603 549 км² (44-е место в мире); крупнейшее по площади государство, полностью находящееся в Европе.
Столица и крупнейший город — Киев, другие крупные города — Харьков, Одесса, Днепр, Донецк, Львов, Запорожье, Кривой Рог и Николаев. Государственный язык — украинский.
Украина — унитарное государство и смешанная республика. Президент Украины с 20 мая 2019 года — Владимир Зеленский, премьер-министр с 17 июля 2025 года — Юлия Свириденко.
Страна подразделяется на 27 административно-территориальных единиц, 24 из которых являются областями, 1 — автономная республика (Крым) и 2 города (Киев, Севастополь) со специальным статусом.
Граничит с Беларусью на севере, Польшей, Словакией и Венгрией — на западе, Румынией и Молдовой — на юго-западе, Россией — на востоке и северо-востоке. На юге и юго-востоке омывается Чёрным и Азовским морями; имеет морские границы с Румынией в Чёрном море и с Россией — в Чёрном и Азовском морях.
Часть территории Украины захвачена соседней Россией и, согласно украинскому законодательству, является временно оккупированной территорией. По состоянию на конец 2022 года Россией фактически было оккупировано около 18 % территории Украины.
Бо́льшая часть верующих исповедует православие, также есть протестанты различных конфессий, приверженцы греко- и римокатолицизма, иудаизма и ислама.
Объём ВВП за 2024 год, рассчитанный по паритету покупательной способности (ППС) составил 659 млрд $ (19 770$ на душу населения). Номинальный ВВП в 2024 году составил 190 млрд $ (5 710 $ на душу населения), занимая по показателю ВВП на душу населения (номинальному) последнее место в Европе. Денежная единица — гривна (UAH).
Независимость страны от СССР, союзной республикой которого Украина была с декабря 1922 года, провозглашена 24 августа 1991 года. Продолжательница государственно-национальных традиций и правопреемница Украинской Народной Республики, государство — продолжатель Украинской ССР, соправопреемница СССР, соучредитель ООН, СНГ, ГУАМ, ОЧЭС и других международных организаций, официальный кандидат на вступление в Европейский союз. Согласно действующим международным договорам и конвенциям, имеет упрощённый доступ к Черноморским проливам, осуществляет научно-исследовательскую деятельность в Антарктиде.

## Происхождение названия
Первые исследования по происхождению названия «Украина» начали появляться в конце XIX века. Основной в то время стала версия о первоначальном использовании слова «Украина» как «пограничье». Так, в начале XX века украинский историк Михаил Грушевский в своей работе «История Украины-Руси» писал, что старое, историческое имя украинцев — «Русь», «Русин», «руський» — было присвоено русским («великороссийским») народом, а название «Малороссия» было официально принято в Московском государстве для обозначения украинских земель в его составе. Название не было принято украинцами, среди которых начало распространяться «Украина», во времена Руси («староруськие») имевшее значении «пограничье», а в XVI веке обозначавшее среднее Поднепровье. Этимологический словарь Фасмера и Николай Шамота в Этимологическом словаре украинского языка пишут о происхождении «Украина» от старославянского ѹкраина — «пограничная область».
В 1920-х годах появилась версия Сергея Шелухина о том, что «слово „Украина“ — это особое понятие участка земли, который отрезан (украден, украшен) от целого и который после этого сам становится отдельным целым и имеет самостоятельное значение…». Дискуссия об изначальных значениях слова продолжалась, так, в 1949 году филолог Ярослав Рудницкий и Владимир Сичинский писали, что Украина изначально означала «пограничье», «окраина», «пограничная страна».
В 1983 году филолог Николай Шамота в «Этимологическом словаре украинского языка» приводит значения «страна», «край».
На сегодня споры о происхождении и первоначальном значении названия «Украина» продолжаются. Так, историки Андрей Платохин, Кирилл Галушко и Тарас Чухлиб считают, что первоначальным значением слова было «приграничье», историк Ярослав Грицак и филолог Григорий Пивторак говорят о первоначальных значениях и «страна», и «окраина», и «земля». Как пишет Пивторак, слово край существовало ещё в общеславянском языке и сначала означало «отрезок, кусок, участок земли», со временем приобрев значение «территория племени», а затем — «крайняя граница территории племени, начало или конец его земель». Слово краина («країна») означало «территория племени». Слово украй означало «отрезок от участка, отделённый участок земли, обособленная часть территории племени, крайняя граница отделённой части племенной территории». После распада общеславянской общности, примерно в IV—VI века — время антов — у восточных славян из украй появляется украина (україна) — «отделённый участок земли, обособленная часть территории племени». В VI—VIII веках, когда на территориях восточнославянских племён начали формироваться феодальные княжества, а затем — государство Русь (Киевская Русь), слово краина приобрело значение «территория феодального княжества», а затем — «территория Руси». Слово украина получило значение «отделённая часть территории феодального княжества», а затем — «отделённая часть территории Руси». С XII века Киевская Русь распалась на отдельные княжества. Слово украина приобрело значение «княжество» и впервые упоминается в Ипатьевском списке Повести временных лет. Слово украина обозначало всю отделённую часть территории племени (а затем — всю территорию княжества) и, согласно Пивтораку, чётко различалось со словом окраина, образованным от окрай («край, обрез») — «пограничная территория племени», позднее — «пограничная территория княжества».
Также украинские историки и лингвисты выдвигают версию, что название «Украина» происходит от слова «край», «краина», то есть просто «страна», «земля, заселённая своим народом». Эта версия, в частности, приводится в учебниках по истории Украины для студентов ВУЗов.

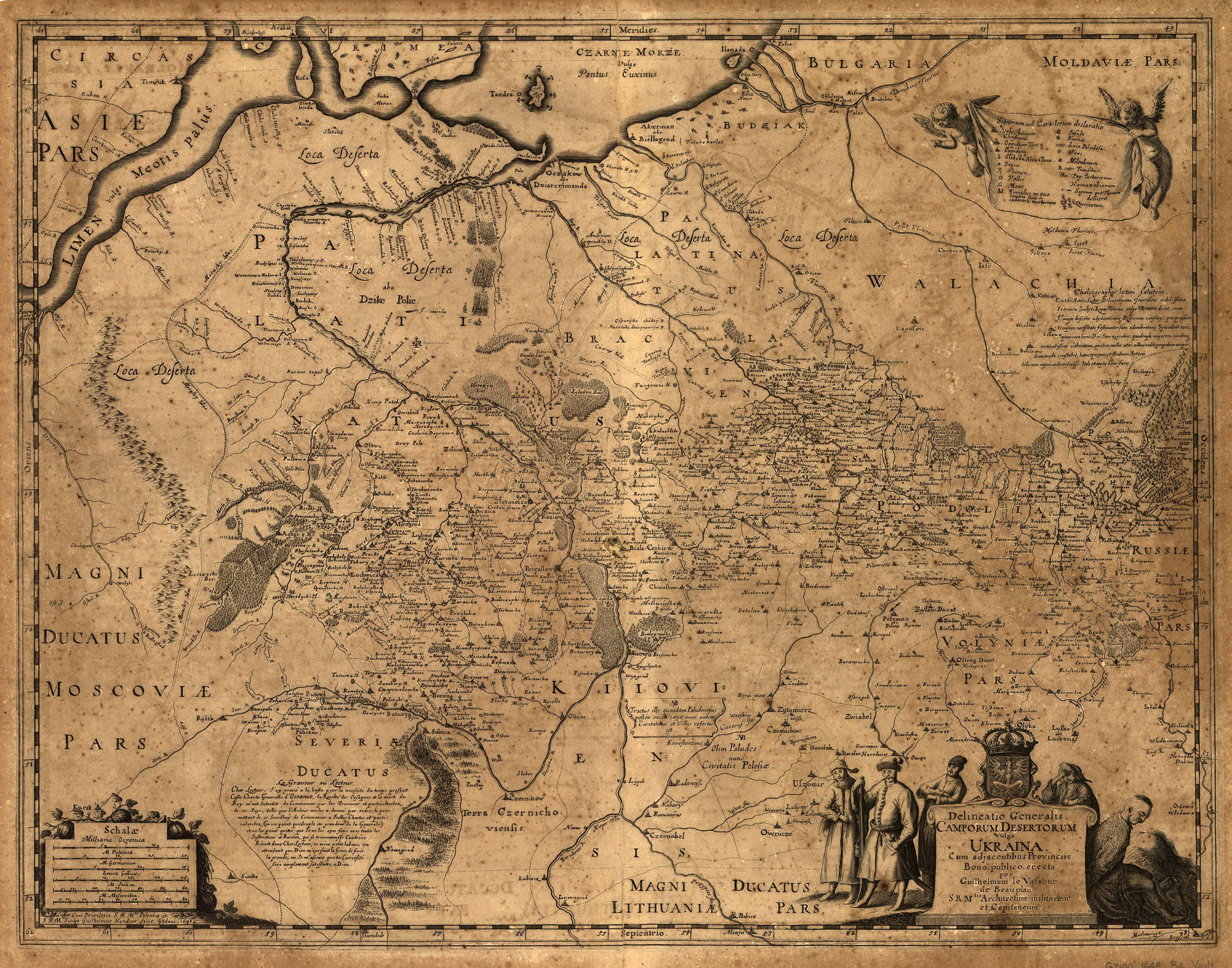
Генеральная карта Украины картографа де Боплана (1648). Ориентация карты — север внизу, юг наверху

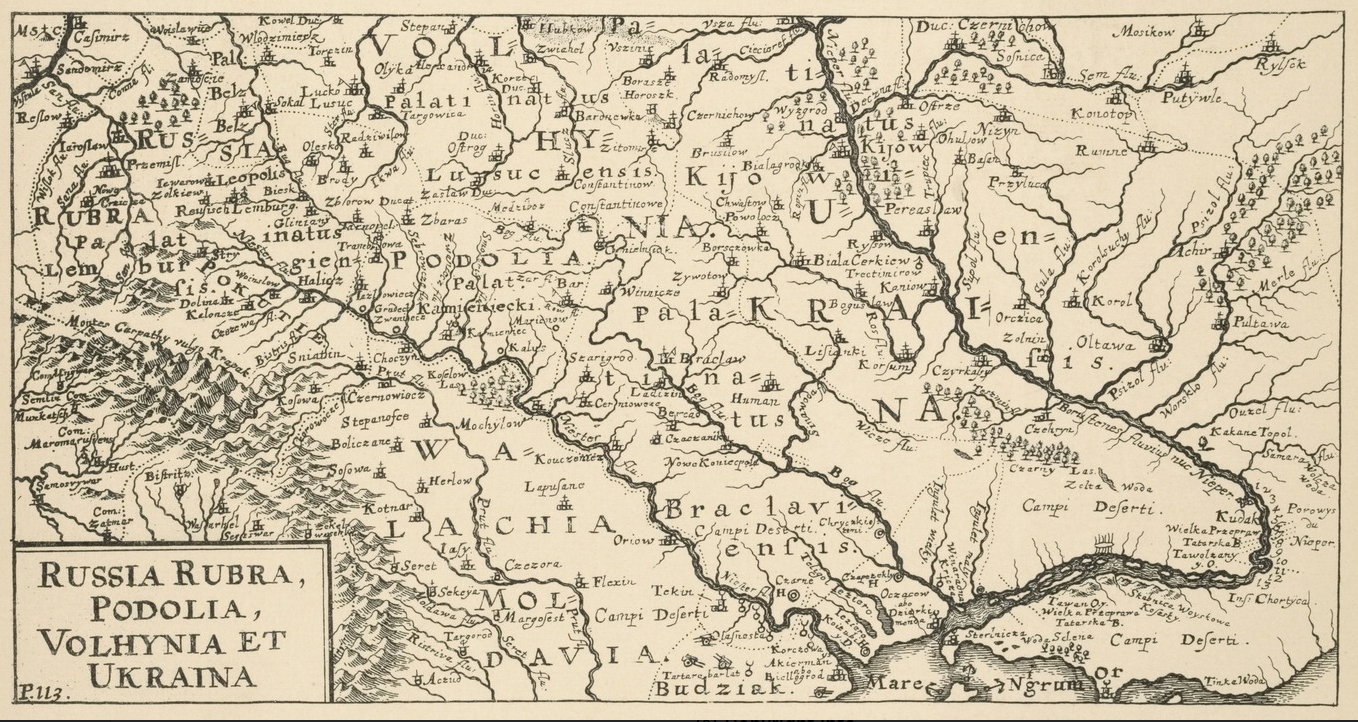
Червонная Русь, Подолье, Волынь и Украина. Карта Якоба фон Зандрарта, 1687

В XVI—XVIII веках земли Украины имеют различные этнические названия — «Малая Русь / Малая Россия», «Червоная Русь». Широко применяется название «Русь». «Украина» становится названием конкретного географического региона среди названий других историко-этнографических регионов (Волынь, Подолия, Покутье, Северщина, Червоная Русь, Запорожье). Оно закрепляется за Средним Приднепровьем (Южной Киевщиной и Брацлавщиной) — территорией, контролируемой казаками. Жителей этой территории стали называть украинцами или украинниками. Число украинцев постепенно росло, и название «Украина» распространилось на регионы за пределами первоначальной территории. Во времена восстания Хмельницкого оно стало применяться по отношению ко всей территории, где проходили военные действия. Понятие использовалось в письменных источниках и в произведениях устного народного творчества; пользовался им и сам Богдан Хмельницкий, и его преемники. Оно, однако, не распространилось на все южнорусские земли и не стало названием государства. После Андрусовского перемирия (1667), разделившего Украину по Днепру, в употреблении появляются названия «сегобочная Украина», «тогобочная Украина» и «Малороссийская Украина».
В XVII—XVIII веках название «Украина» становится общепризнанным, сосуществуя с официальным названием «Малороссия» в составе Московского государства, которое воспринималось украинцами как некоторое пренебрежение к ним, и способствовало ускорению формирования украинского самосознания:183-184. По мере роста национального самосознания, значимость понятия «Украина» повысилась, и само слово стало восприниматься не только как географический термин, но отчасти и как название этнического пространства. Особенно заметно это стало к концу XIX века:186. На рубеже XIX и XX веков термин «Украина» как название всей этнической территории стал полностью самостоятельным и самодостаточным, вытеснив другие самоназвания, которые с тех пор употреблялись только на региональном уровне:186. В ходе борьбы украинского национального движения в 1920-х годах в связи с большевистской политикой началась коренизация и украинизация.

### Сочетаемость предлогов
Сочетаемость предлогов «в/на», «из/с» с топонимом «Украина» в современном русском языке иногда рассматривается как спорный вопрос. По мнению российского лингвиста, председателя Орфографической комиссии РАН (2000—2014) В. В. Лопатина, исторически нормативной является конструкция «на Украине» (но: «в государстве Украина»). Та же норма сохранялась в прижизненных изданиях «Справочника по правописанию и литературной правке» Д. Э. Розенталя, однако в переизданиях справочника, выпускаемых с начала 2000-х годов под редакцией многолетнего соавтора Розенталя, известного российского языковеда И. Б. Голуб, предписывается употребление исключительно формы «в Украине». В стилистическом словаре вариантов «Грамматическая правильность русской речи» (2001), официальном письме-разъяснении Института русского языка РАН (2009), работах авторитетных российских лингвистов и переводчиков В. Г. Костомарова, Дмитрия Ермоловича и Павла Палажченко конструкции «в Украине» и «на Украине» признаются равноправными.
В поздний советский период преобладало употребление «на Украине», но в русском языке XVIII — начала XX века (до 1930—1940-х годов) наряду с ним употреблялось также «в Украине» — не только у авторов украинского происхождения (Нарежный, Гоголь, Костомаров, Короленко, Вернадский), но и у уроженцев «великорусских» губерний: «в Украину» (Татищев, Карамзин, Одоевский, Герцен, Пришвин), аналогично с вариантом Украйна, например, в поэме А. С. Пушкина «Полтава» (В Украйну едет в царский стан); «из Украины» (Лесков, Горький, А. Толстой; последний вариант оставался активным весь XX век). Многие авторы этого периода употребляли параллельно как «на Украине», так и «в Украине».
В украинском языке, благодаря присущему ему правилу благозвучности и взаимопереходу звуков [в]—[у] с целью чередования гласных и согласных звуков, параллельно употреблялись обе формы, в том числе в хрестоматийных произведениях Т. Шевченко — стихотворении «Заповіт» («Як умру, то поховайте / Мене на могилі, / Серед степу широкого, / На Вкраїні милій…»), поэме «Іван Підкова» («Було колись — в Україні / Ревіли гармати; / Було колись — запорожці / Вміли панувати…»), поэме «І мертвим, і живим, і ненарожденним землякам моїм в Украйні і не в Украйні моє дружнєє посланіє» (заголовок). Форма «на Вкраїні» иногда применяется и в современной украинской речи для возвышенного или поэтического слога, но только с учётом соблюдения правила благозвучия («на В…», но никогда не «на У…») и при условии, что речь идёт не о государстве, а об украинских землях (аналог формы «на Руси»). Предлоги же «из» и «с» (укр. із, з) в украинском языке вообще не различаются, являясь взаимозаменяемыми для благозвучия аналогами.
Специалист по истории русской культуры С. Шамин в работе «На Украине: исключение из общего правила?», опубликованной в журнале РАН «Русская речь» (2012, № 3), показал, что написания «в Украине» и «на Украине» употреблялись в русском языке как равноправные с середины XVII столетия. Революционные события начала XX века привели к тому, что нейтральные прежде конструкции были наполнены идеологическим смыслом: «в Украине» стало восприниматься как подчёркивание суверенитета республики, что не вписывалось в рамки национальной политики СССР, в результате чего конструкция «на Украине» стала единственным нормативным написанием в советскую эпоху. Вариант «в Украине» исчез из русского языка в период репрессий 1930-х годов, но вновь приобрёл актуальность после появления на политической карте независимой Украины. Исследователь считает, что вопрос о выборе написания — не лингвистический, а скорее политический и мировоззренческий. Его можно решить только вместе с другими проблемами в отношениях между народами. Учёный предлагает вернуться к традиционному для русского языка равноправию обоих написаний и отказаться от поиска в них идеологической составляющей, которой изначально не было.

## Физико-географическая характеристика

### Географическое положение

Физическая карта Украины

Украина расположена в юго-восточной части Европы, в пределах Восточно-Европейской равнины. Территория республики в её международно признанных границах составляет 603 549 км², что соответствует 5,7 % территории Европы и 0,44 % территории мира (44-е место по площади среди стран мира и 1-е среди стран, целиком находящихся в Европе).
Контроль Украины над Крымским полуостровом и частями Донецкой и Луганской областей был утрачен в 2014 году. Россия аннексировала почти всю территорию Крыма (за исключением севера Арабатской Стрелки, являющегося с 1955 года территорией Херсонской области), а отдельные районы Донецкой и Луганской областей контролируются самопровозглашёнными Донецкой Народной Республикой и Луганской Народной Республикой, соответственно; кроме того, в 2022 году Россия и поддерживаемые ею ДНР и ЛНР завоевали ряд других территорий Украины (части Херсонской, Запорожской и Харьковской областей, расширение «пророссийского» контроля в Донецкой и Луганской областях). Независимо от формы осуществления управления на этих территориях, все они, согласно украинскому законодательству, являются временно оккупированной частью страны.
Территория Украины в её международно признанных границах имеет размеры 1316 км с запада на восток и 893 км с севера на юг; лежит приблизительно между 52°20’ и 45°20’ северной широты и 22°5' и 41°15' восточной долготы. Крайний северный пункт — село Гремяч, Новгород-Северский район Черниговской области, южный — мыс Сарыч (Севастопольский регион) (по другим оценкам — мыс Николая, на 3,1 км восточнее мыса Сарыч), западный — село Соломоново близ города Чоп Закарпатской области, восточный — село Ранняя Зоря Луганской области.

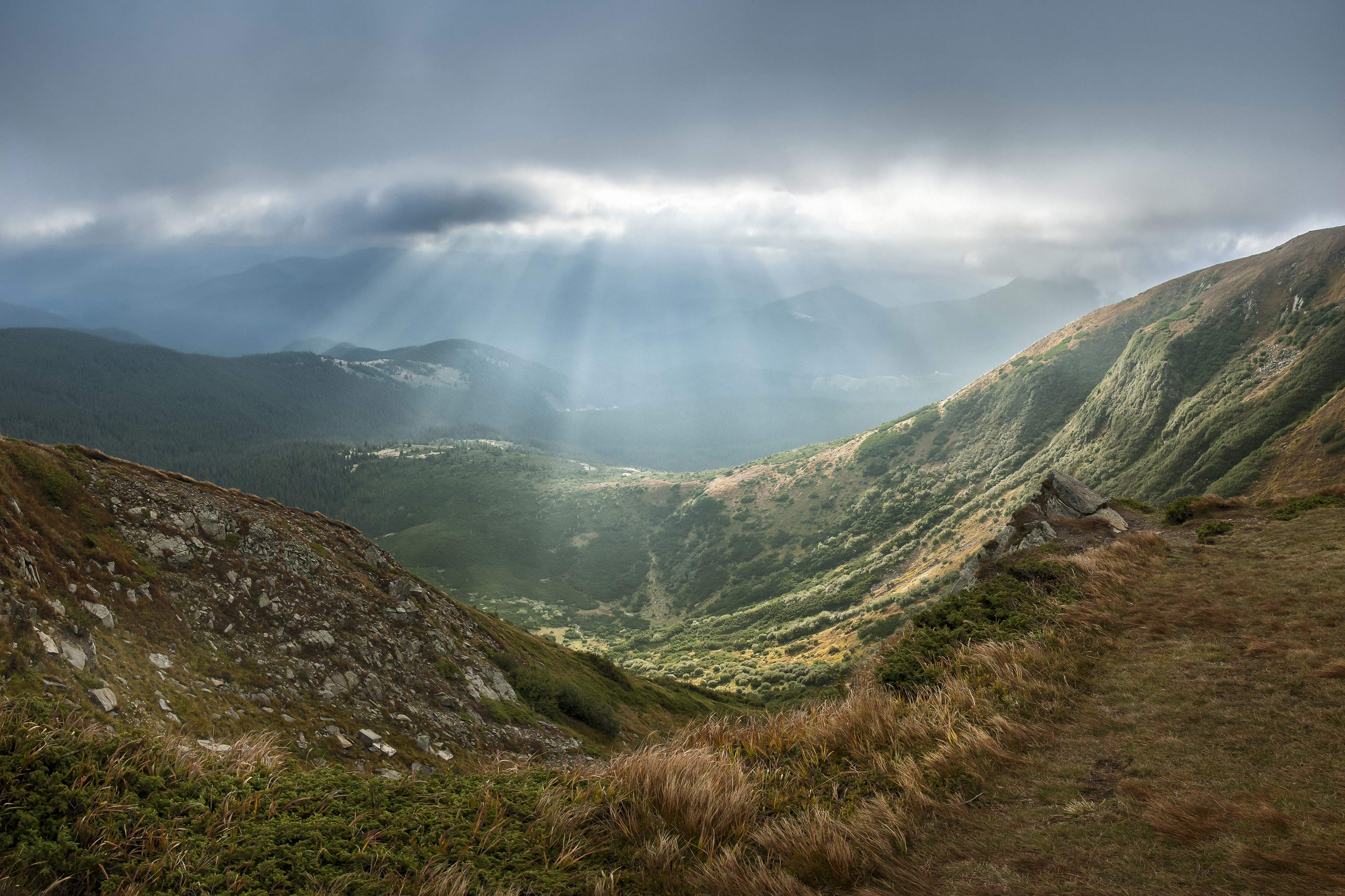
Украинские Карпаты

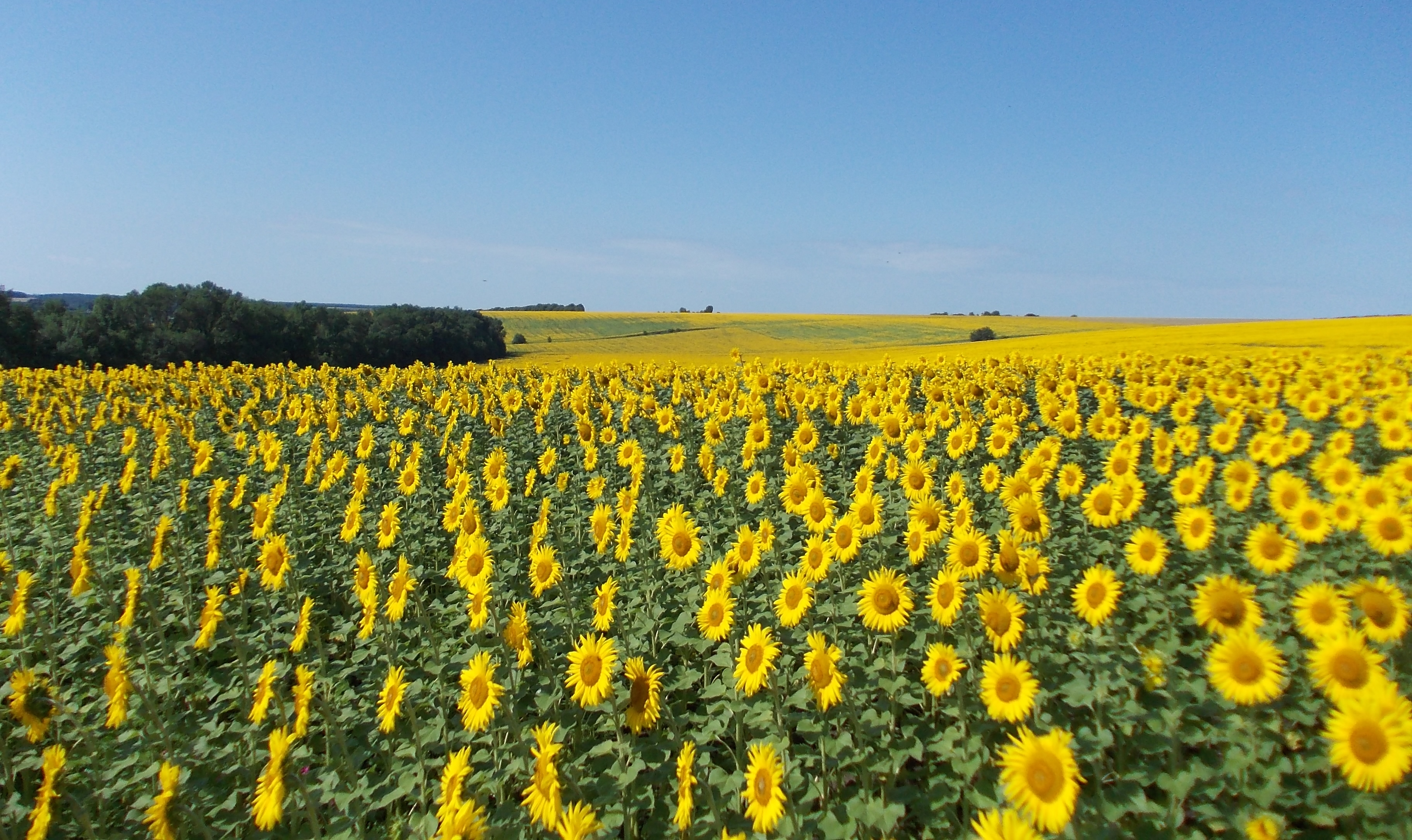
Подсолнечниковое поле в степной зоне Полтавской области Украины

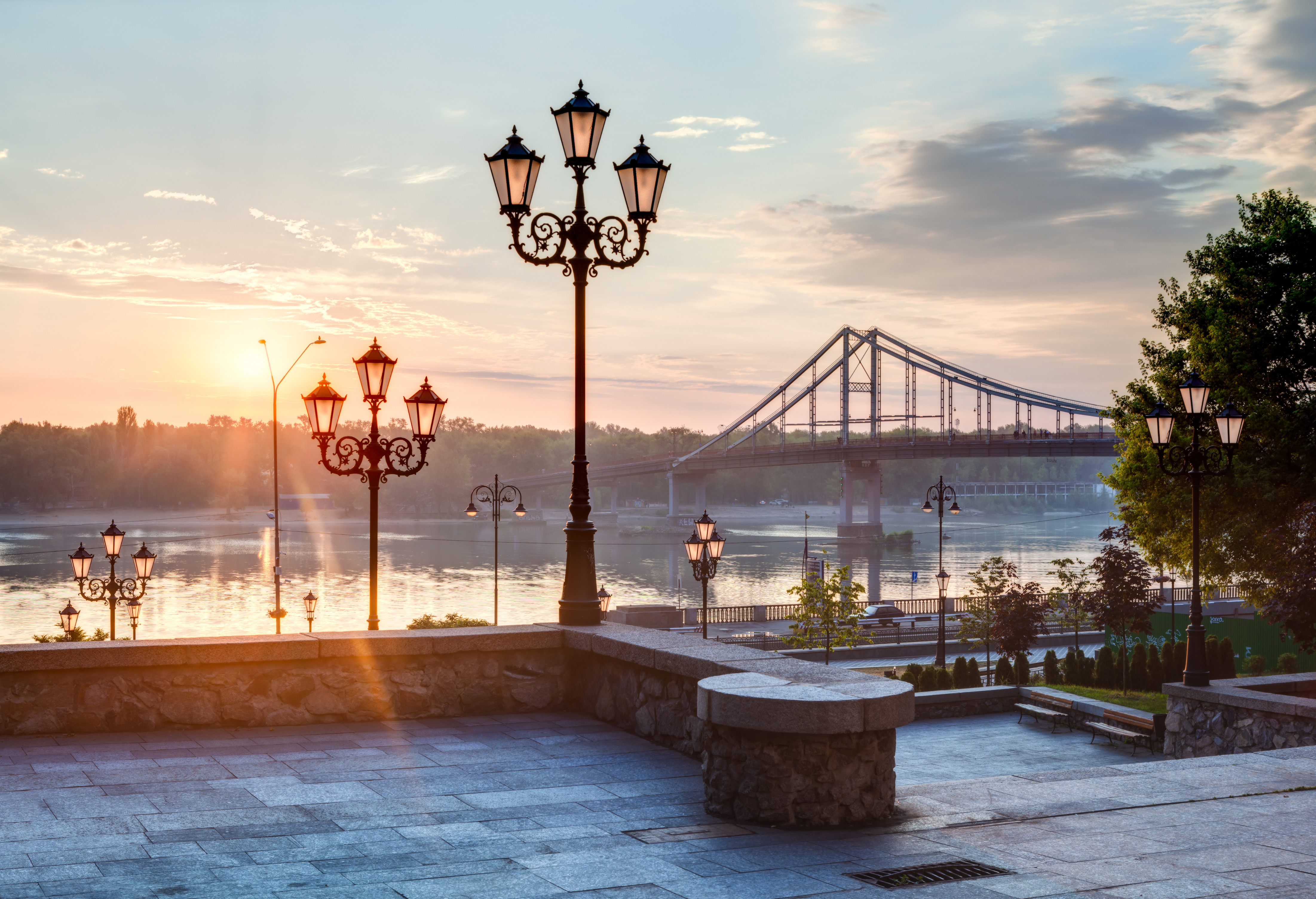
Рассвет над Днепром, 2017 год

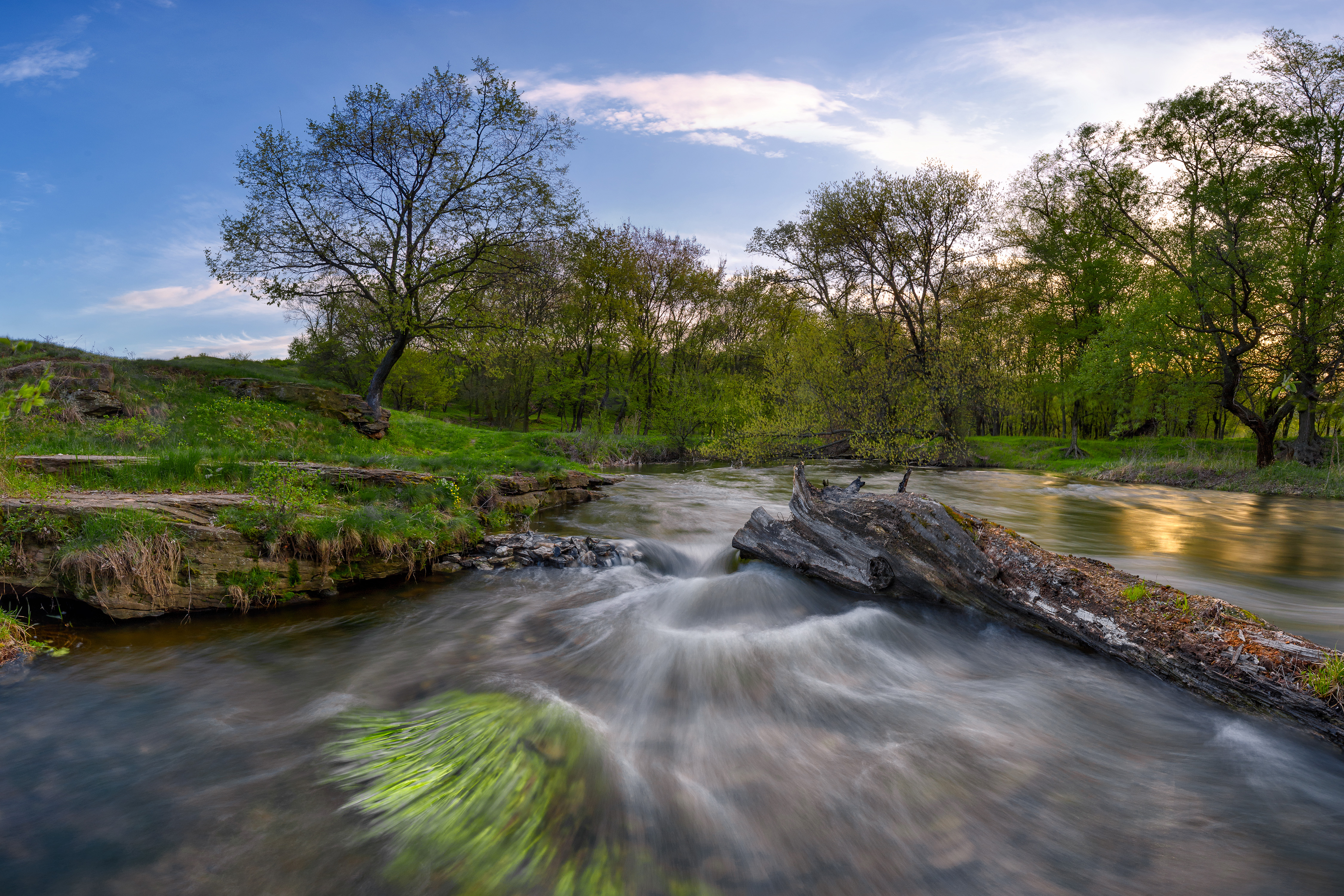
Зуевский ландшафтный парк, Донецкая область

Географический центр Европы по измерениям, проведённым в 1887 году военным ведомством Австро-Венгрии, а также советскими учёными после Второй мировой войны, располагается на территории современной Украины, недалеко от города Рахов Закарпатской области, хотя, по другим вычислениям, на это звание претендуют также точки в других государствах.
Украина находится в зонах сосновых и смешанных лесов, лесостепи и степи. К северу от чернозёмного пояса распространены серые лесные и дерново-подзолистые почвы под смешанными лесами, к югу — тёмно-каштановые и каштановые почвы под сухими степями. Лесная зона включает разнообразные смешанные и лиственные леса с белой пихтой, сосной, буком и дубом; в лесостепной зоне леса — в основном, дубовые, а для степной зоны характерны травы и ленточные лесонасаждения.

### Границы
Украина имеет официальную границу с 7 государствами — членами ООН: на востоке, северо-востоке и фактически на юге (Крымский участок) с Россией, на севере с Беларусью, на западе с Польшей, Словакией, Венгрией, на юго-западе с Молдовой (часть контролируется непризнанной Приднестровской Молдавской Республикой) и Румынией. Протяжённость береговой линии — 2835 км. Общая протяжённость границ составляет 6992 км, длина морской границы составляет 1355 км (по Чёрному морю — 1056,5 км; по Азовскому морю — 249,5 км), длина сухопутной границы — 5637 км.
Часть территорий на юге Украины (Автономная Республика Крым и Севастополь) фактически аннексирована Россией с 2014 года. Часть территорий на востоке Украины (Донецкой и Луганской областей) является с 2014 года зоной вооружённого конфликта и не контролируется Украиной.

### Рельеф
Рельеф большей части территории имеет равнинный характер: низменности занимают 70 %, а возвышенности и горы — 25 % и 5 % соответственно. Горы находятся на западе (Украинские Карпаты, высшая точка — гора Говерла, 2061 м над уровнем моря) и юге (Крымские горы, высшая точка — гора Роман-Кош, 1545 м над уровнем моря).
Основные низменности: на юге — Причерноморская низменность, на севере — Полесская, в центре — Приднепровская, на западе — Закарпатская.
На юге Украины, на территории Херсонской области находится один из самых больших песчаных массивов на территории Европы — Алешковские пески.

### Климат
На всей территории Украины климат — умеренно континентальный, степень континентальности растёт в направлении от запада к востоку и возрастает с увеличением годовой амплитуды температуры воздуха, наибольшей континентальностью характеризуются восточные регионы Украины. Для Карпат характерен горный тип климата, для территории Крыма — субтропический климат средиземноморского типа.
Лето на всей территории Украины продолжительное, тёплое или жаркое, средняя температура июля составляет +18-24° С. Зима сильно зависит от региона, средняя температура колеблется от −8° С до +2-4° С. Мягкая зима наблюдается на юге и западе республики; наиболее холодные зимы наблюдаются на северо-востоке. Среднегодовое количество осадков составляет 600 мм, при этом значительно различаясь в зависимости от региона — в Карпатах выпадает до 1600 мм осадков в год, на юге и юго-востоке 400—300 мм.

### Флора и фауна

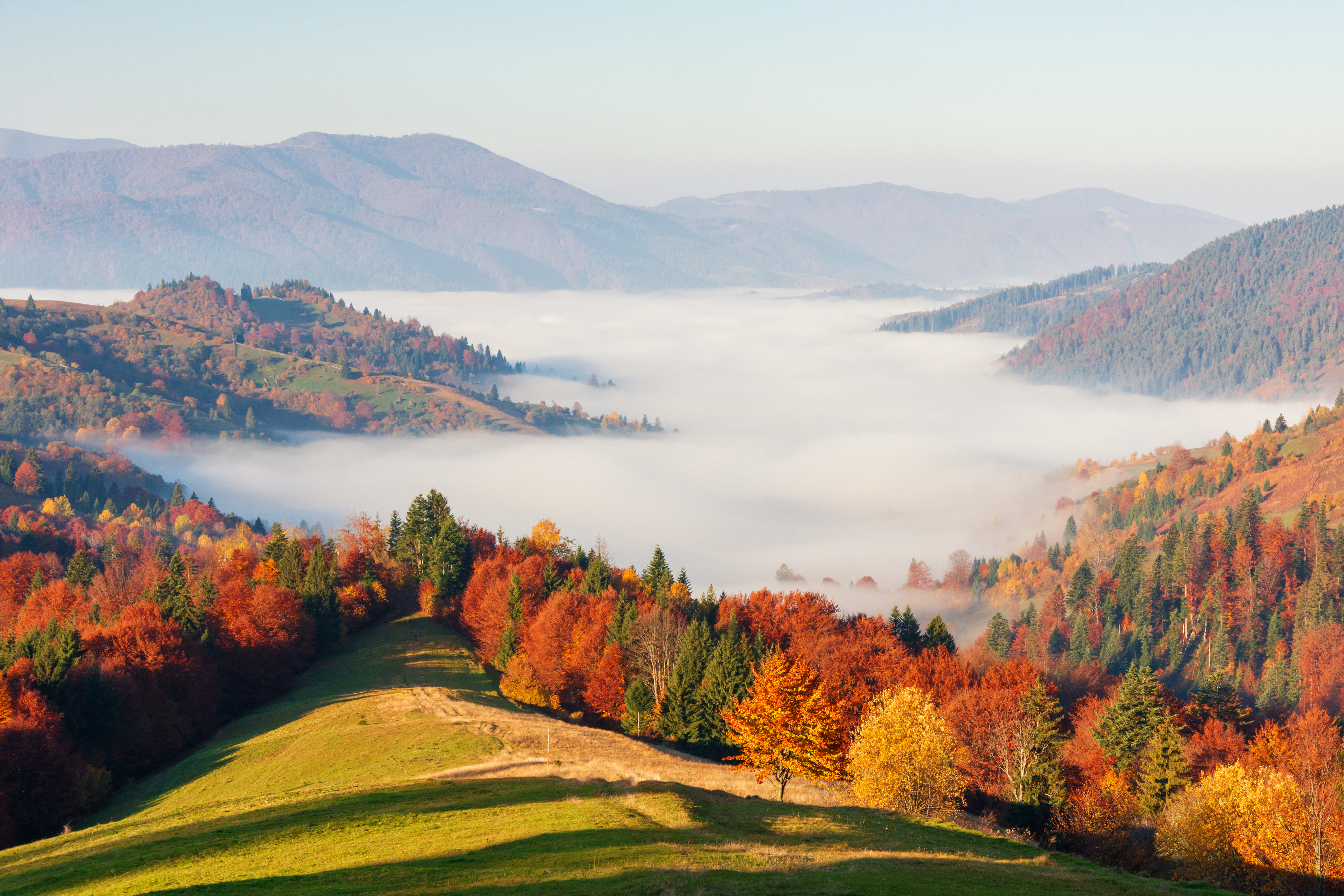
Леса Закарпатской области осенью

Природа Украины отличается значительным разнообразием: при том, что Украина занимает менее 6 % площади Европы, в стране представлено примерно 35 % общеевропейского биоразнообразия благодаря наличию нескольких природных зон и прохождению по её территории миграционных путей многих видов животных. Почвенно-растительная зональность хорошо выражена, характерно сочетание трёх природных зон: лесной, лесостепной и степной.
Флора Украины насчитывает более 27 тыс. видов растений, а фауна — более 45 тыс. видов животных.

### Экологическая ситуация
С учётом географического положения Украины и разной степени освоенности человеком её регионов экологическая ситуация в стране является неоднородной, однако в целом имеет тенденцию к ухудшению — прежде всего в связи с практически повсеместным расширением хозяйственной деятельности. Основными проблемами в этой области являются растущий объём атмосферных выбросов парниковых газов, массовое сведение лесов, загрязнение воздуха и воды отходами промышленного производства, растущее потребление пресной воды. Огромный ущерб окружающей среде наносят лесные пожары, периодически охватывающие значительные площади: их следствием становится не только исчезновение значительных массивов растительности вместе с обитающими в ними животными, но и задымление населённых пунктов.
На территории Украины имеются районы с неблагоприятной экологической обстановкой — Донецкий угольный и Криворожский железорудный бассейны, район Чернобыля.

### Охрана природы
С конца XX века власти реализуют ряд программ по ограничению вредного воздействия промышленной и сельскохозяйственной деятельности на окружающую среду, однако они, как правило, дают ограниченный эффект. Благодаря охранным мерам, часто предпринимаемым в сотрудничестве с МСОП и другими профильными международными структурами, удалось остановить сокращение популяций некоторых видов животных и растений, а в отдельных случаях — добиться увеличения их численности.
Охраняемые территории занимают 14,63 % суши и 2,98 % морской территории.

## История

### Доисторический период
Каменные орудия возрастом около 1,4 миллиона лет из стоянки в Королёво (Закарпатская область) — древнейшие из надёжно датированных следов присутствия людей рода Homo в Европе. На территории Украины найдено около 30 остатков стоянок людей времён раннего палеолита, в числе других наиболее старых — Эчки-Даг, Гаспра, Ай-Петри, Мыс Маячный (близ Севастополя) в Крыму, Амвросиевка в Донецкой области, Лука-Врублевецкая в Хмельницкой области, Непоротово в Черновицкой области.
Неандертальцы на территорию современной Украины пришли 150 тыс. лет назад, а кроманьонцы — около 40—30 тыс. лет назад. К верхнему палеолиту относятся стоянки Буран-Кая III, Кирилловская, Пушкари I, Мезинская и другие.
Период энеолита (медный век) и неолита представлен трипольской, среднестоговской и рядом других культур.
Для периода бронзового века характерны ямная, катакомбная, срубная, белогрудовская, чернолесская культуры и ряд других археологических культур.

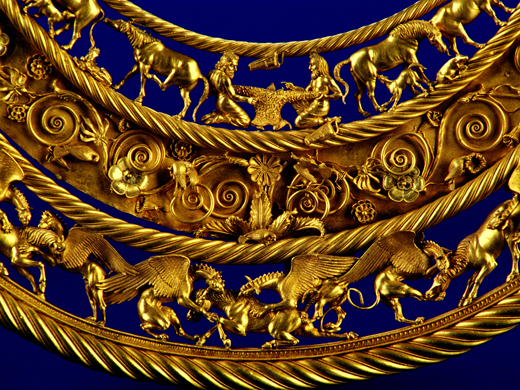
Скифская пектораль из кургана Толстая Могила

### Античная эпоха
Скифы, ираноязычный народ из Центральной Азии, в VII веке до н. э. вытеснили киммерийцев из украинских степей.
Приблизительно в тот же самый период греки начали основывать первые колонии в Северном Причерноморье в рамках общегреческого колонизационного движения VIII—VI веков до н. э. (Великой греческой колонизации). Временны́е рамки древнегреческой колонизации Северного Причерноморья — середина VII—V век до н. э. Она проходила в несколько этапов и в нескольких направлениях: западном (Нижнее Побужье и Нижнее Приднепровье, Западный и Юго-Западный Крым) и восточном (оба берега Керченского пролива, побережье Кавказа и Приазовья). В ходе колонизации было основано несколько десятков полисов и посёлков, среди которых самыми крупными были Боспор Киммерийский, Ольвия, Херсонес Таврический, Фанагория, Тира, Нимфей, Гермонасса.
Считается, что скифы создали первое государство на территории современной Украины. Около 200 года до н. э. скифов вытеснили сарматы. В III веке н. э. с северо-запада на территорию Украины переселились готы, которые здесь создали своё королевство Ойум — второе государственное образование на территории Украины. С готской эпохой тесно связывают также черняховскую археологическую культуру на Правобережье и в Причерноморье, которая существовала на рубеже II—III — рубеже IV—V веков.
В 375 году готы потерпели поражение от гуннов, пришедших из глубин Азии, и переселились за Дунай, в пределы Римской империи, где со временем создали свои королевства. Держава гуннов спустя столетие постепенно распалась на ряд тюркских государств.
После нашествия гуннов гегемония над нынешней территорией Украины в конце V века перешла к славянским племенам антов и склавинов, представленных соответственно пеньковской (также частично колочинской) и пражско-корчацкой археологическими культурами. Вскоре левобережная часть территории Украины с Таврией попала в зависимость от Хазарского каганата (салтово-маяцкая археологическая культура).
Северо-западные области Украины в настоящее время считаются наиболее вероятным местом зарождения славян. К славянским племенам на территории Украины относились в конце первого тысячелетия поляне, древляне, северяне, бужане, тиверцы, уличи, волыняне и другие.

### Эпоха Киевской Руси

Киевская Русь в середине XII века

Герб Галицко-Волынского княжества

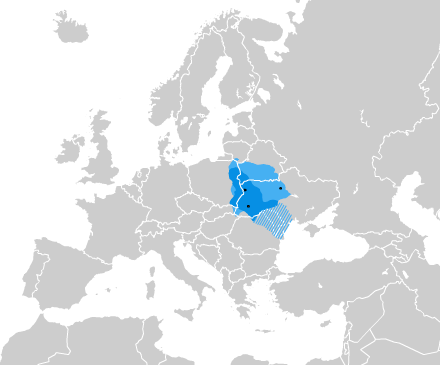
Территория контролируемая в XIII веке

Историки затрудняются указать дату, когда Киев можно уже считать городом, а не просто поселением. П. П. Толочко считал, что в VI—VII веках на правом берегу Днепра уже был город. Другие авторы соглашаются с наличием поселений, но считают такое трактование их уровня развития ошибочным, отодвигая переход разрозненных поселений в городское образование на VIII—X века.
К 882 году в Киеве, согласно летописи, правили князья Аскольд и Дир. Князь Новгородский Олег в 882 году захватил Киев, убив его князей, и перенёс туда из Новгорода свою столицу — Киев стал столицей Руси (в современной историографии «Киевская Русь») — средневекового государства восточных славян, включившей в свой состав земли вдоль торгового пути «из варяг в греки» на север до Ладоги и земли бассейна верхней Волги на восток до Мурома. Новосозданное государство вступило в соперничество с Хазарским каганатом и Византией (войны начались ещё в 860 году). При Ольге были регламентированы размеры дани (см. полюдье), при Святославе власть киевских князей распространилась на все восточнославянские племена и была разгромлена Хазария. При Владимире было принято православное христианство из Византии в качестве государственной религии (988) и были построены оборонительные сооружения на южной границе для борьбы с печенегами.
Около двух—трёх столетий в VII—X веках продолжался многократный приток в уже освоенные славянами различные местности Восточно-Европейской равнины многочисленных групп славянских переселенцев из Моравского Подунавья, сыгравший существенную роль в консолидации славянского населения Восточной Европы и завершившийся формированием древнерусской народности.

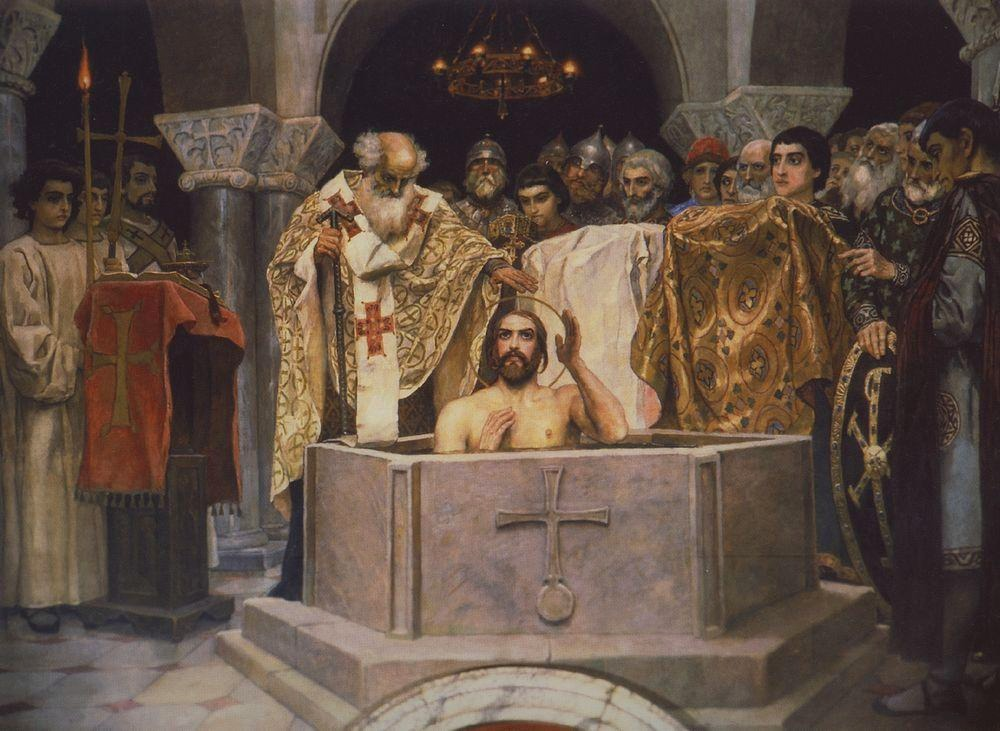
Крещение Владимира Великого. Фреска Виктора Васнецова

При Ярославе Мудром в Киеве возводились храмы, открылась библиотека, был издан свод законов — Русская правда. Лишавшиеся наследных прав (см. лествичное право) представители разветвившейся династии Рюриковичей боролись за власть в определённых частях государства, часто вступая в союзы с половцами, заселившими южнорусские степи в XI веке. Права местных династий были признаны на Любечском съезде (1097), происходит постепенный распад Киевской Руси с образованием ряда княжеств, на территории современной Украины возникают Киевское, Волынское, Черниговское (юго-западные районы княжества), Переяславское, а также Галицкое (с 1140), объединённое в 1199 году с Волынским в единое Галицко-Волынское княжество, просуществовавшее до 1392 года, особое место заняло Киевское княжество, что было обусловлено положением Киева как «старейшего» княжения для всех восточнославянских земель и княжеств.
Спасаясь от половецких набегов и княжеских междоусобиц, участившихся после смерти Владимира Мономаха, часть населения на протяжении XII века мигрировала в более спокойные западные и ростово-суздальские земли, где по инициативе Юрия Долгорукого основывались и росли многочисленные новые города, часто получавшие имена южных городов. В 1169 году коалиция смоленских, черниговских и суздальских князей, собранная владимирским князем Андреем Боголюбским, впервые в истории междоусобиц подвергла Киев разгрому. Новый разгром города произошёл в 1203 году.

### Монгольское нашествие на Русь
После поражения южнорусских князей на Калке в 1223 году монголы вторглись лишь в пограничные области Руси и ушли на восток.
После нашествия Батыя 1237—1240 и погрома Киева (1240) город пришёл в запустение. Во второй половине XIII века Киев управлялся владимирскими наместниками, а позже — ордынскими баскаками и местными провинциальными князьями, имена большинства из которых неизвестны.
После упадка Руси политический, экономический и культурный центр южнорусских земель переместился в Галицко-Волынское княжество. Пограничные Киевская, Переяславская и Чернигово-Северская земли после нашествия потеряли темп эволюции по сравнению с соседями. Деградировала терроризируемая монголами княжеская элита, произошёл упадок городской жизни, интенсифицировалось непрерывное территориальное дробление. В противоположность этому, галицко-волынской княжеской ветви, которая вышла победителем из войны 1205—1245 годов, удалось заложить основы собственного мощного государства, просуществовавшего на исторической арене Руси ещё целый век.

### Галицко-Волынское княжество
В 1141 году земли князей первой галицкой династии были объединены Владимиром Володаревичем в единое Галицкое княжество со столицей в Галиче, а в 1199 году Галицкое княжество было объединено с Волынским князем Романом Мстиславичем. Впоследствии он ненадолго овладел Киевом, и летописец назвал его «самодержцем всея Руси». После гибели Романа (1205) в Галицко-Волынском княжестве началась 40-летняя борьба за власть, завершившаяся полной победой его сыновей и новым объединением княжества.
В 1245 году Даниил Галицкий, во времена правления которого пришлось татаро-монгольское нашествие, признал свою зависимость от Золотой Орды, однако надеясь на помощь католической Европы, заключил тайные союзы с европейскими монархами и в 1253 году принял корону короля Руси от Папы Иннокентия IV. В 1256 году, после побед над Ордой, Даниил основал город Львов.
В 1299 году Киев утратил свой последний столичный атрибут — резиденцию митрополита, хотя сам митрополит продолжал именоваться «киевским». Одновременно для управления юго-западной частью митрополии Руси константинопольский патриарх Афанасий в 1303 году возвёл галицкого епископа Нифонта в сан митрополита, и образовал Галицкую митрополию.

Королевство Польское и Великое княжество Литовское в 1386—1434 годах

В 1321 году литовский князь Гедимин в битве на реке Ирпень разбил объединённую армию южнорусских князей, после чего взял под свой контроль Киев, Переяславль, Белгород и другие ослабленные монгольским нашествием города, которые после признали его верховную власть. Киевский князь Станислав, потомок Ольговичей, признал себя вассалом литовского князя Гедимина, одновременно оставаясь и в зависимости от Орды. Тем не менее, баскачество сохраняется до битвы на Синих Водах (1362 год), а выплата дани Золотой Орде встречается и после неё.
В 1325 году на западе под угрозой войны местными боярами был отстранён от власти Владимир Львович, последний законный наследник из династии Рюриковичей. Галицкое наследство перешло по их выбору к Болеславу Тройденовичу, за которым на княжеский престол взошёл Любарт Гедиминович, крещённый под именем Дмитрий. Реально власть Любарта ограничивалась Волынью, так как в 1344—1345 годах, после похода польского короля Казимира III, Галиция постепенно перешла под власть Польши. Польское королевство окончательно захватило Галицкую и Холмскую земли в 1387 году.

### Литовско-польская эпоха
В XIII—XIV столетиях земли современной Украины были разделены между соседними государствами: так, Буковина с 1359 года отошла к Молдавскому княжеству под названием Шипинской земли, а Закарпатье во второй половине XIII столетия — в состав Венгерского королевства. Литовские князья уважали права знати и местного населения и многое переняли от него, даже Статуты Великого княжества Литовского были написаны на западнорусском языке, также называемом староукраинским и старобелорусским языком (лексика украинского и белорусского в наше время совпадает на 84 %).
В 1362 году великий князь литовский Ольгерд разбил татар в битве при Синих водах (левый приток Южного Буга) и занял Подолье и Киев.
В 1368—1372 годах Ольгерд, в союзе с Тверью, совершил 3 похода на Москву, но силы соперников оказались примерно равны и дело закончилось договором, разделившим «сферы влияния». Некоторые из детей язычника Ольгерда приняли православие. Дмитрий Донской предложил ещё не определившемуся Ягайло династический союз — женитьбу на его дочери, но ему не суждено было состояться. В условиях борьбы с крестоносцами, Московским княжеством и из-за внутренних конфликтов, Великое княжество Литовское вступило в союз с Польским королевством, подписало Кревскую унию (1385). В 1386 году великий князь литовский Ягайло женился на польской королевне Ядвиге, крестился по католическому обряду и стал польским королём под христианским именем Владислав. В 1387 году Литва приняла католичество. Потомки Ягайло (Ягеллоны) процарствовали в обеих державах 3 столетия — с XIV по XVI век.
Литовское государство называлось Великим княжеством Литовским, Русским и Жемайтийским, что отражало полиэтничный состав его населения. Важную роль в нём на определённом отрезке времени играла древнерусская культура и обычаи. В XIV—XV веках Киев, Владимир-Волынский и другие города получили магдебургское право (городское самоуправление). Однако, во второй половине XV века Великое княжество Литовское превратилось из своеобразной федерации русских и литовских княжеств в централизованное государство, в котором всё большую роль играл принятый господствующей династией Ягеллонов католицизм. Соперничество с Москвой за наследие Киевской Руси и притеснения православных привели к переходу многих западнорусских князей на службу к великому князю московскому, серьёзным военным поражениям (Ведрошская битва) и сокращению территории государства. Около 1434 года из земель Галицко-Волынского княжества (Русского королевства) было образовано Русское воеводство с административным центром во Львове.
С 1503 по 1618 год Черниговская земля находилась в составе Русского государства.

### Раннее Новое время — казачество

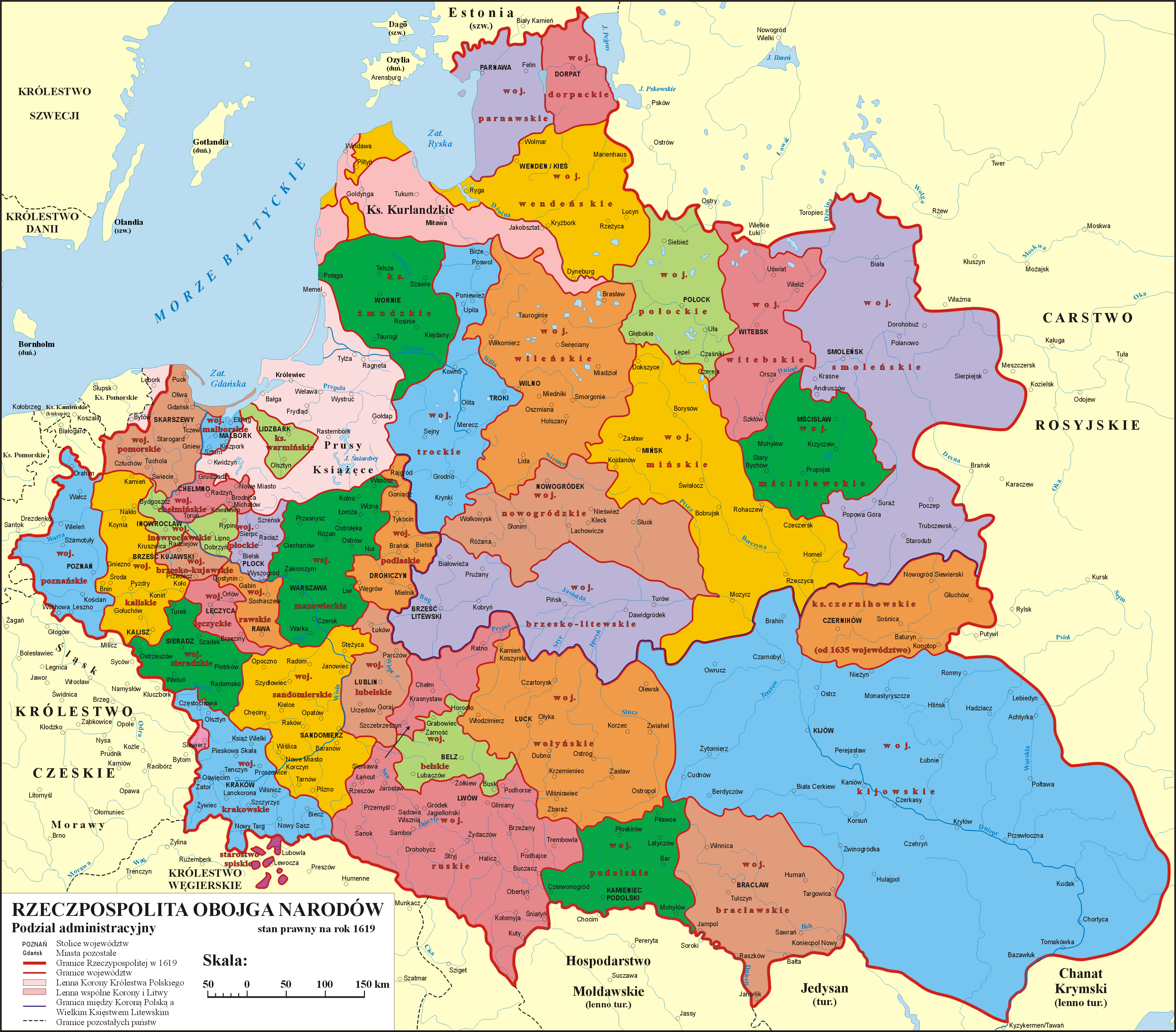
Речь Посполитая в 1619 году

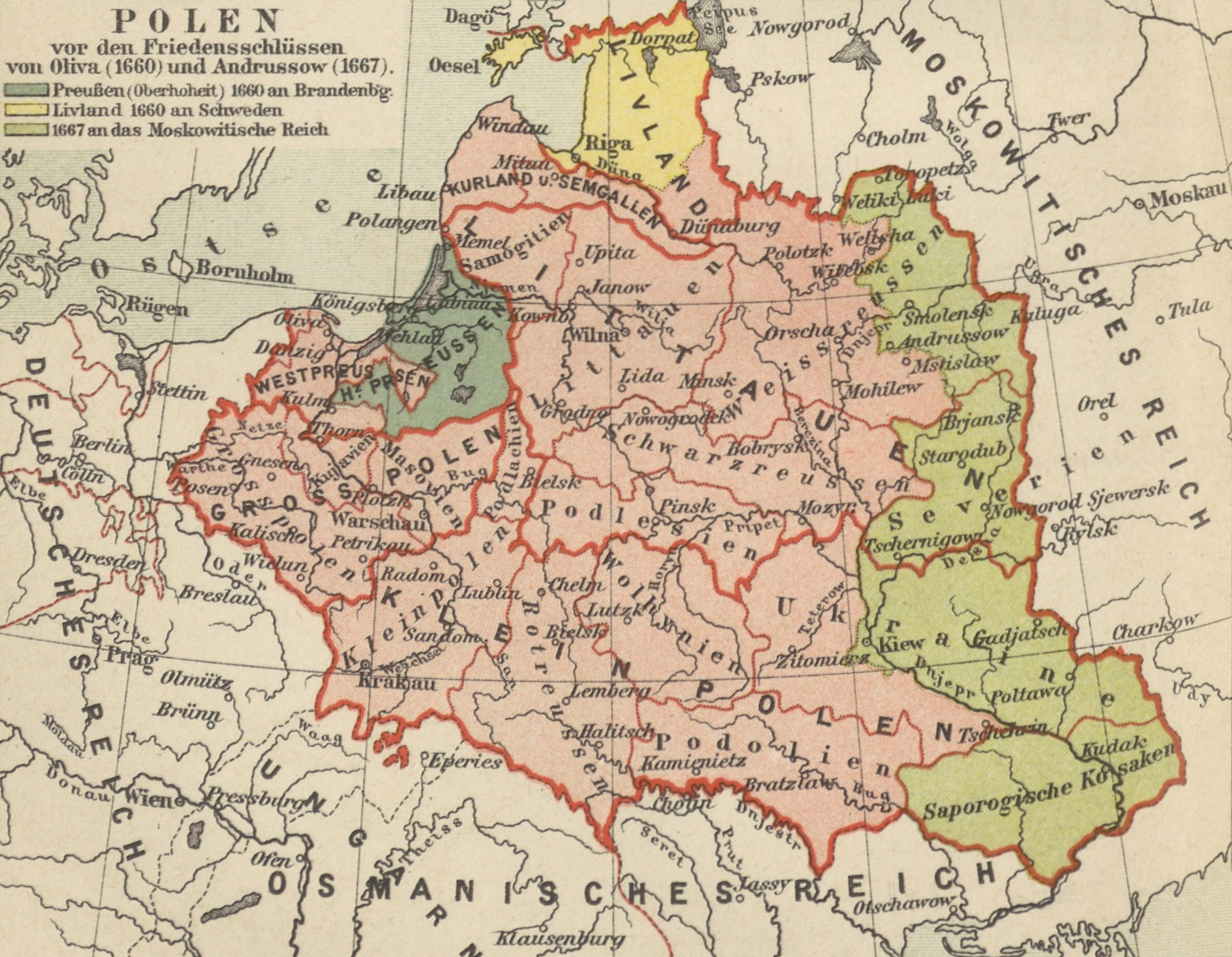
Украина на немецкой карте 1892 года, изображающей Речь Посполитую в 1660 году

Слабость Великого Княжества Литовского в Ливонской войне привела в 1569 году к Люблинской унии — объединению Литвы в одно государство с Польшей и образованию Речи Посполитой с единым сенатом и сеймом; денежная и налоговая системы также были объединены. Волынь, Подляшье, Подолье, Брацлавщина и Киевщина перешли под власть Польши. В результате русско-польской войны было подписано Деулинское перемирие, по условиям которого Смоленская, Черниговская и Северская области также вошли в состав Речи Посполитой.
После Люблинской унии коронная шляхта активно обживала богатые и малозаселённые земли Украины. Появились латифундии — Замойских, Жолкевских, Калиновских, Конецпольских, Потоцких, Вишневецких, Браницких, Даниловичей.
С момента падения Константинополя власти искали пути воссоединения христиан западного и восточного обрядов: в 1458 году была основана Киевская митрополия (но в 1470 году сан киевского митрополита был признан константинопольским патриархом), а в 1596 году имела место Брестская уния Православной Церкви Киевской митрополии с Католической церковью. Основой союза стало признание православными католических догматов и верховной власти Папы Римского, при сохранении православной церковью обрядов и богослужения на славянских языках. С унией были связаны притеснения православных, которые привели к переходу в униатство значительной части украинской знати. Уния не разрешила религиозных противоречий: столкновения между православными и униатами становились всё более ожесточёнными. Власти закрывали православные церкви, а отказывавшихся присоединиться к унии священников изгоняли из приходов.
Земли юга нынешней Украины во второй половине XV века представляли собой незаселённую оседлым населением степь, именовавшуюся Диким полем. Своеобразными «вратами» в Поле со стороны более заселённого Среднего Приднепровья были днепровские пороги — природные выходы коренных горных пород, пересекающие течение Днепра между современными городами Днепр и Запорожье.
Ниже порогов Днепр разделялся на рукава, создавая многочисленные острова, озёра, заливы и проливы, богатые дичью и рыбой и где удобно было прятаться и обороняться. В это время начали формироваться группы беглецов с территории Речи Посполитой, которые прибывали сюда по разным причинам. Эти люди называли себя казаками и занимались в основном охотой, рыболовством, земледелием, торговлей и ратным делом. Этнический состав этих группировок не был однородным, преимущественно первыми запорожцами становились украинцы (называвшиеся до XIX века русинами), поляки, молдаване, крымские татары, русские. Первым кошевым атаманом украинских казаков был Евстафий Дашкевич, а основателем первой Сечи Дмитрий Вишневецкий.
В конце XVI и первой половине XVII века участилось количество казацких восстаний. Все они, однако, подавлялись с помощью польских и ополячившихся украинских магнатов.

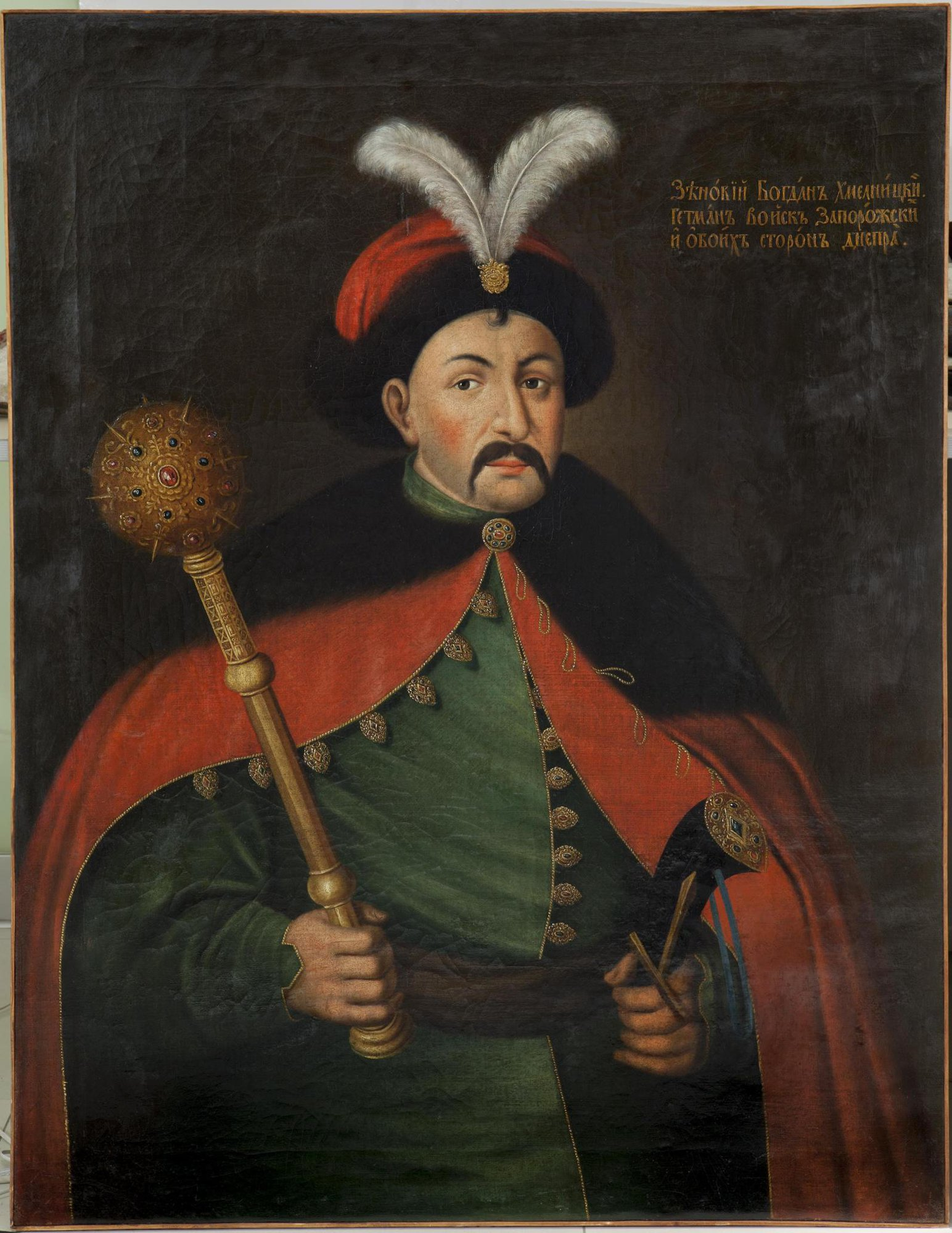
Гетман Богдан Хмельницкий. Копия с портрета XVII века

В 1648 году запорожские казаки под руководством гетмана Богдана Хмельницкого подняли большое восстание в Речи Посполитой, результатом которого стало создание в Приднепровье автономной политической единицы — Гетманщины. Из-за трудностей ведения войны и ненадёжности своего союзника, крымского хана, Богдан Хмельницкий на Переяславской раде принял подданство Русского царства, после чего началась Русско-польская война 1654—1667. В течение войны в Гетманщине началась гражданская война (Руина) и сложилась политическая ситуация, при которой страна была разделена по Днепру, причём Левобережная Украина желала быть в составе Русского царства, а в Правобережной казацкая старшина тяготела к соглашению с Речью Посполитой, что сопровождалось и избранием разных гетманов. Этот раскол был зафиксирован в Андрусовском перемирии между Россией и Речью Посполитой и даже спровоцировал Восстание на Левобережье.

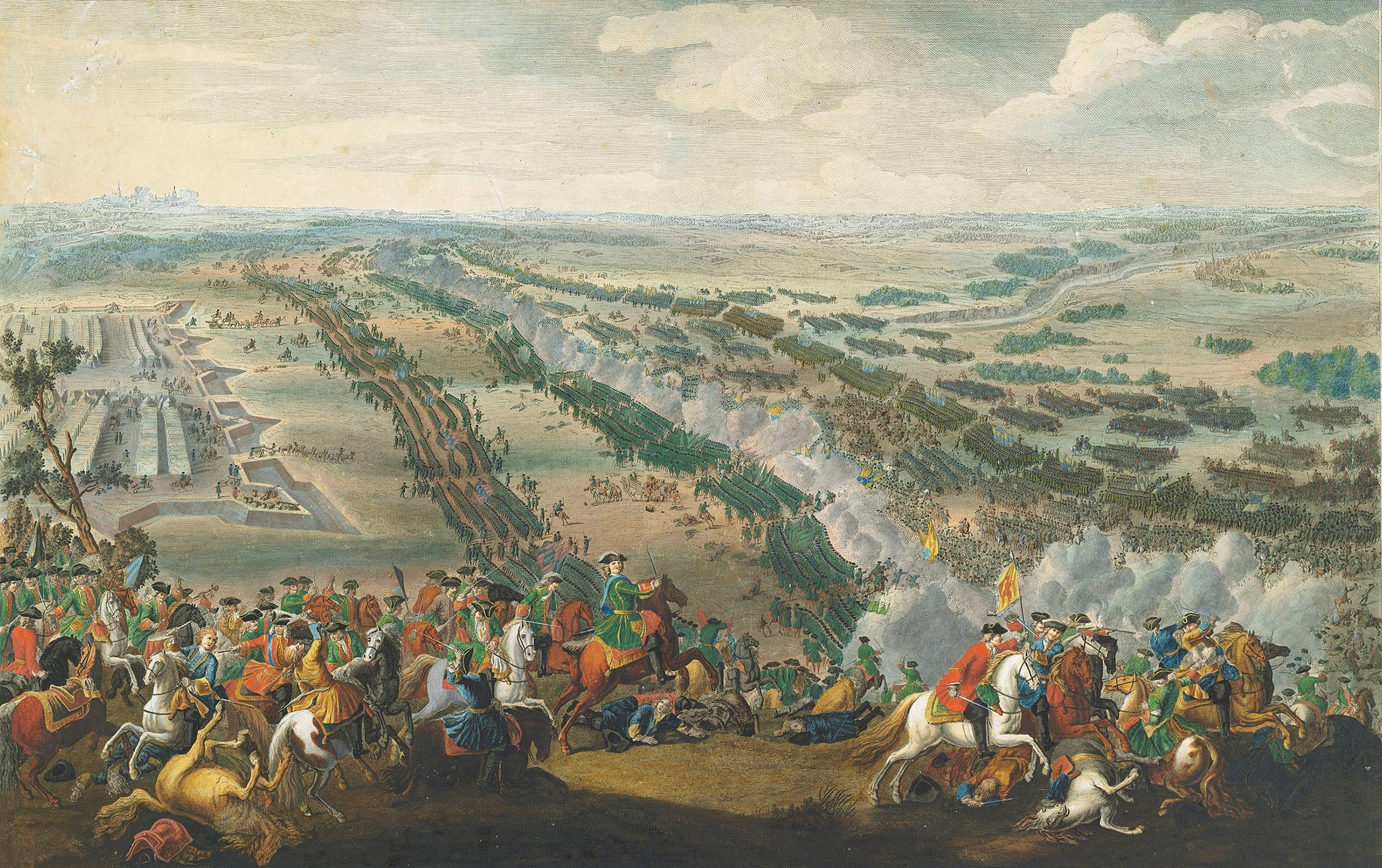
П.-Д. Мартин. «Полтавская битва». 1726. Холст, масло. Картинный зал Большого Екатерининского дворца, Пушкин, Санкт-Петербург, Россия

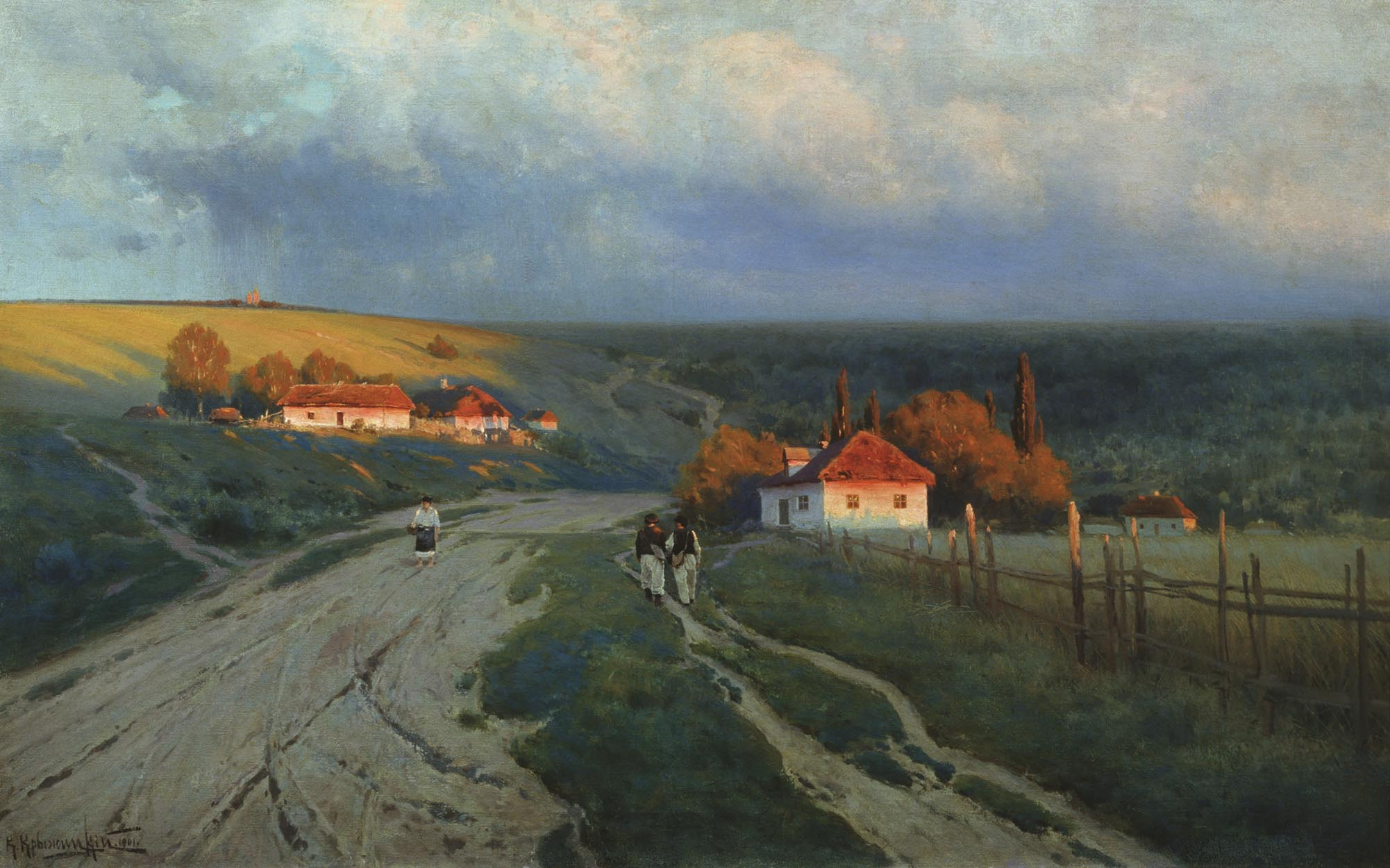
К. Я. Крыжицкий. «Вечер на Украине». 1901. Холст, масло. 90 x 142 см. Донецкий областной художественный музей, Донецк, Украина

Во время русско-турецкой войны 1676—1681 русско-украинское войско совместными силами отражает экспансию Османской империи на Левобережную Украину. В 1699 на Правобережье поляки ликвидировали полковое административное деление, поэтому Гетманщина продолжила существовать только на Левобережье. В составе Русского царства на Украине идёт восстановление экономики, возрастает население, свободно строятся православные храмы. Параллельно проводится политика русификации: например, в 1690 была наложена Анафема РПЦ на церковные книги написанные на тогдашнем украинском языке. Также власти России регулярно отправляли украинцев (и казаков, и крестьян) на каторгу вглубь империи (в частности на строительство Староладожского канала было отправлено 10 тысяч запорожцев, большинство из которых погибли), а после победы в очередной русско-турецкой войне российские власти и вовсе заговорили о ликвидации казачества на Украине. Это была одна из причин по которой гетман Иван Мазепа во время Великой Северной войны заключает союз со шведским королём Карлом XII, (после чего по приказу Петра Первого была устроена жестокая резня в тогдашней столице Гетманщины — Батурине) с которым из-за неравенства сил терпит поражение в Полтавской битве. Следствием этого события является ещё большее урезание автономии Гетманщины и её управление через Малороссийскую коллегию. На протяжении XVIII века наблюдается интеграция казацкой знати в российское дворянство, выходцы с Украины занимают высокие должности в составе Российской империи, среди них такие влиятельные политики, как глава Синода Феофан Прокопович, генерал-фельдмаршалы Алексей и Кирилл Разумовские, канцлер Александр Безбородко.

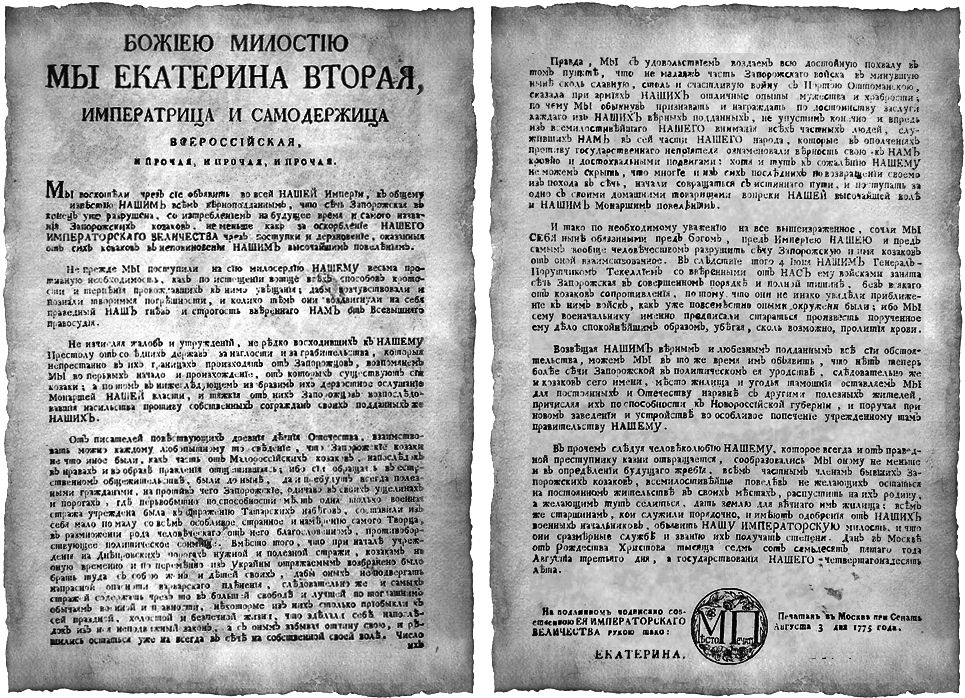
Манифест Государыни Императрицы Екатерины II: Об истреблении Запорожской Сечи

Из-за конфликтов казаков с Новой Сербией, поддержания запорожцами Восстания Пугачёва и в целях ассимиляции с русскими императрица Екатерина II упраздняет Гетманщину в 1764 году и Запорожскую Сечь в 1775 году. Украинская знать приравнивается к российскому дворянству, казакам выделяются для заселения обширные присоединённые к Российской империи земли (Кубань, Ставрополье, Новороссия). Часть бывшего Войска Запорожского была переселена на Кубань, последний атаман запорожцев, Пётр Калнышевский, заключён на Соловках, а большинство украинских крестьян превращено в крепостных. Также начался вывоз в Россию украинских исторических артефактов и документов (старинных летописей, Евангелий) из монастырей, церквей и библиотек. Архив ликвидированной Запорожской Сечи долгое время хранился в Крепости Святой Елисаветы, являвшейся тогда главным штабом Русской армии на юге, откуда в конце мая 1775 и вышла стотысячная армия во главе с генералом Петром Текели которая 15 июня разрушила Сечь. Екатерина Великая в своём манифесте 3 августа 1775 заявила что «Нет теперь более Сечи Запорожской в политическом её уродстве, следовательно же и казаков сего имени». Ранее эта крепость помимо прочего сыграла решающую роль в победах над Османской империей. Именно её гарнизон, состоявший из 4 тысяч русских солдат и 2 тысяч запорожских казаков отбил последний набег турецко-татарской армии на Украину в 1769 году, после чего продвижение к берегам Чёрного моря продолжили войска генерала Румянцева.

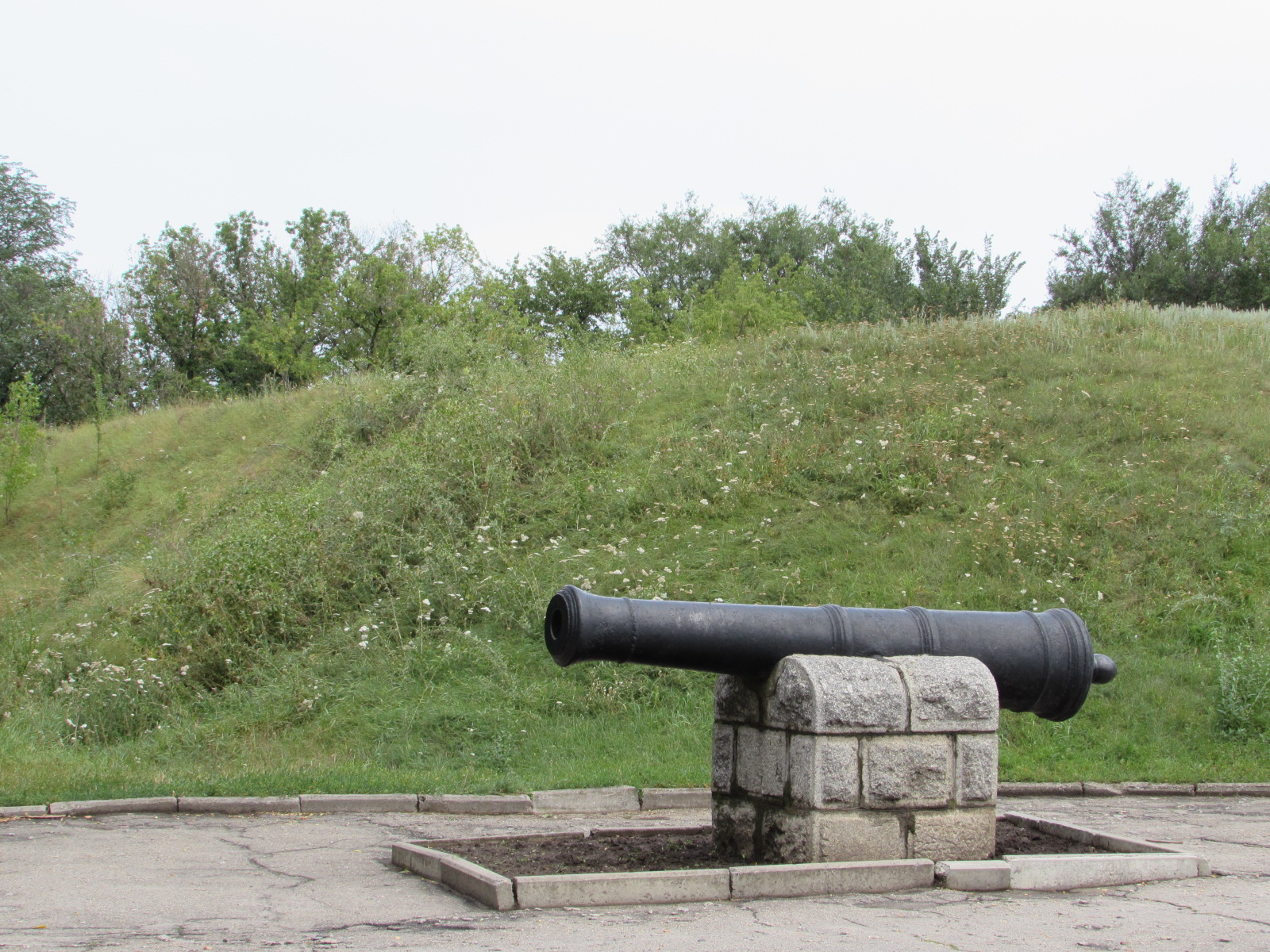
Пушки Крепости Святой Елисаветы в современном г. Кропивницком

В результате русско-турецкой войны 1768—1774 годов Российская империя получила выход к черноморскому и азовскому побережью, Крымское ханство было признано независимым от всякой посторонней власти, но из за продолжившихся набегов в ходе которых татары сжигали целые населённые пункты и забирали в плен мирных жителей, многие из которых были проданы в турецкое рабство, в 1783 его земли были включены в состав Российской империи, после чего началась серия депортаций местного населения вглубь России и заселение полуострова русскими.

### XVIII век — в составе Российской и Австрийской империй
После разделов Польши в 1772—1795 годах Галичина переходит во владение в состав королевства Галиции и Лодомерии империи австрийских Габсбургов, а остальная часть Правобережной Украины, в том числе Подолье, Волынь — во владение Российской империи.
На присоединённых к Российской империи степных землях Запорожья, Северного Причерноморья и Тавриды, на месте казацких и татарских поселений основываются города, в том числе такие ныне крупные, как Запорожье (1770), Кропивницкий (1774), Кривой Рог (1775), Днепр (в 1776 году основан как Екатеринослав), Херсон, Мариуполь (1778), Севастополь (1783), Симферополь, Мелитополь (1784), Николаев (1789), Одесса (1794), Луганск (в 1795 году основан как Луганский завод).

### XIX век

Украинский (малорусский) язык в Российской империи по переписи 1897 года

Языковые группы Российской империи по переписи 1897 года (жёлтым обозначены уезды и города с преобладанием украиноязычного населения)

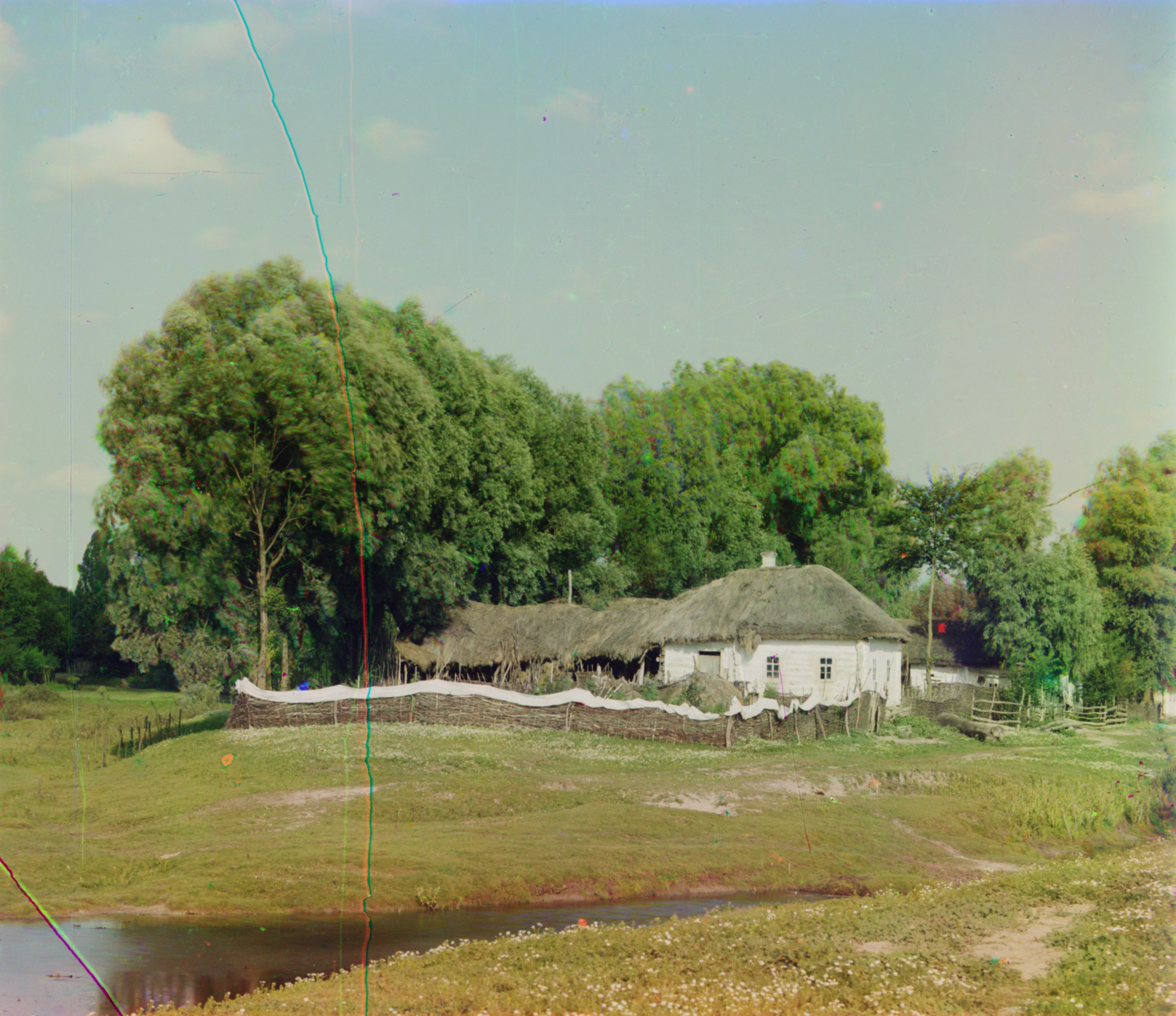
«В Малороссии». Фото С. Прокудина-Горского. Между 1905 и 1915

До конца XVIII — начала XIX века Украина после закрепощения большей части населения была преимущественно аграрным краем, а с середины XIX нынешние восточные регионы Украины, а затем и Киевщина начинают развиваться как промышленные. Украинская культурная жизнь в городах усложнилась после Эмсского указа и Валуевского циркуляра, из-за чего родной язык украинцев стал считаться языком простолюдинов.
В налаживании производства на юге Украины товарного зерна, массово экспортировавшегося через черноморские порты, большую роль сыграли не только украинские селяне, но и немецкие колонисты, число которых на Украине составляло около полумиллиона. К началу XX века регион Карпат — второй в мире по значению после Баку район добычи нефти.
Перепись 1897 года была первой, которая включала вопрос о родном языке. Она охватила бо́льшую часть территории Украины, которая тогда находилась в составе Российской империи. Перепись выявила преобладание малорусского (украинского) языка на бо́льшей части территории «подроссийской» Украины, а также в ряде административных единиц на Кубани и Восточной Слобожанщине, территории которых сегодня являются частью России, в Брестском и Кобринском уездах, территории которых сегодня являются частью Беларуси, а также в Бельском уезде Гродненской губернии, Бельском и Влодавском уездах Седлецкой губернии, Грубешовском и Томашевском уездах Люблинской губернии, территории которых сегодня входят в состав Польши. В то же время преимущественно украиноязычными не являлись Одесский уезд (среди сельского населения которого, однако, украиноязычные были относительным большинством, составляя 46,65 %), Крым и Буджак (в трёх городах которого — Измаиле, Килии и Белгород-Днестровском — а также в Аккерманском уезде, занимавшем бо́льшую часть Буджака — украиноязычные всё же являлись самой многочисленной языковой группой). Наиболее украиноязычной в Российской империи являлась Полтавская губерния, 93 % населения которой указали украинский язык родным.

### XX век

#### Начало XX века

Украинские этнические земли согласно Михаилу Грушевскому, 1915 год

На протяжении 1917—1921 годов на Украине происходила цепь политических и военных конфликтов между различными политическими, этническими и социальными группами.
Весной 1917 года украинскими партиями в Киеве был создан представительский орган — Центральная рада, которая взяла на себя функции государственного парламента. Центральная рада в Киеве с июня 1917 года по январь 1918 года издала 4 Универсала, первыми тремя из которых провозглашался федеративный характер и автономия Украины, а четвёртым (22 января 1918 года) — провозглашена независимость Украинской Народной Республики.

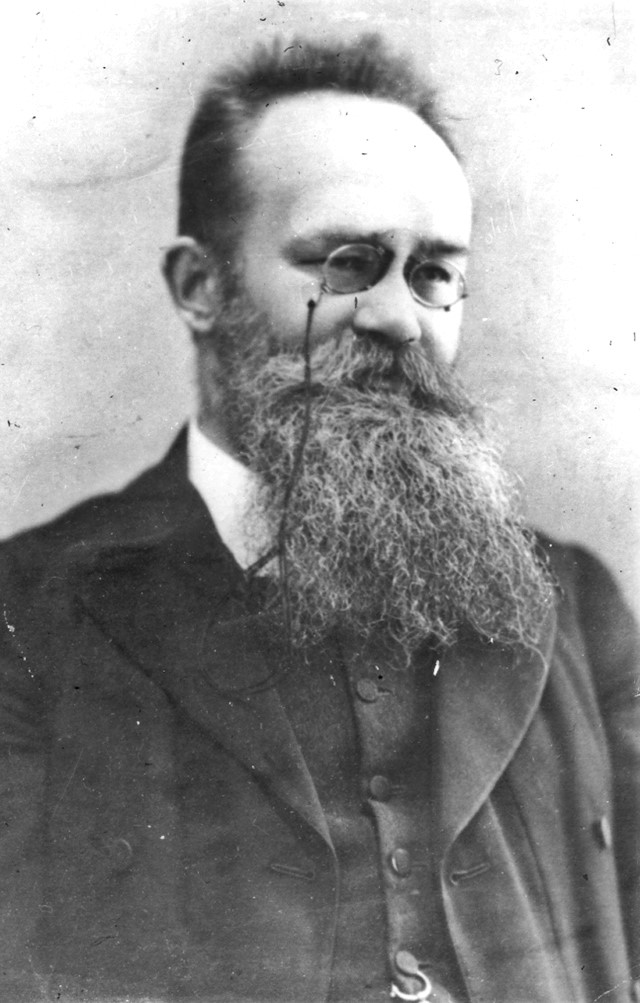
М. Грушевский, председатель Центральной рады УНР

Параллельно с этими на территории Украины с середины 1917 года начала формироваться система советов, к концу года в которых основную власть получили большевики. После безуспешной попытки в Киеве, 24—25 декабря 1917 года, в Харькове под руководством большевиков состоялся Первый Всеукраинский съезд Советов, провозгласивший создание Украинской Народной Республики Советов, находящейся в федеративных отношениях с Советской Россией. Второй Всеукраинский съезд Советов, состоявшийся 17—19 марта 1918 года, провозгласил Украину независимой советской республикой
Наличие на Украине одновременно двух властей спровоцировало вооружённый конфликт между большевиками и Центральной радой. 29 января 1918 года на подступах к Киеву произошёл Бой под Крутами, после чего большевики заняли столицу УНР.
После подписания Брестских мирных договоров от 3 февраля и 8 марта территория УНР перешла под контроль немецкой и австро-венгерской армий. Из-за неспособности украинского правительства добиться стабилизации внутриполитической обстановки на Украине и гарантировать выполнение Брестского мира Центральная рада УНР была распущена, и была провозглашена Украинская держава под руководством гетмана Павла Скоропадского.

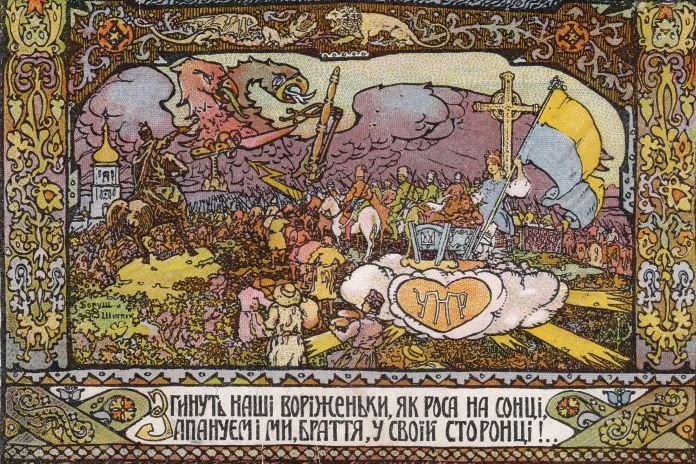
Плакат УНР: «Сгинут наши вороженьки утренней росою. Править сами будем, братья, мы своей страною»

После распада Австро-Венгрии на территории Восточной Галичины образовалась Западно-Украинская Народная Республика (ЗУНР) и в то же время вспыхнула польско-украинская война, приведшая к поражению ЗУНР и переходу её территории под польский и румынский контроль (Покутье). В конце 1918 года, после ухода германских войск с оккупированных территорий, армия Директории УНР заняла Киев, свергнув гетманское правительство. 22 января 1919 года между УНР и ЗУНР был провозглашён Акт Злуки. В начале 1919 года на территорию Украины вступили большевики, заняв к весне большую её часть.
10 марта 1919 года на III Всеукраинском съезде советов в Харькове большевиками было провозглашено самостоятельное государство Украинская Советская Социалистическая Республика, тогда же была принята первая Конституция УССР.
Весной — летом 1919 года на территорию Украины вступили войска Вооружённых сил Юга России и 31 августа одновременно с украинскими войсками овладели Киевом. К ноябрю 1919 года силы Белого движения заняли большую часть территории Украины.
С осени 1919 года в Гражданской войне в Центральной России наметился коренной перелом в пользу Красной армии, а на Украине в тылах белых развили активную деятельность повстанческие войска Нестора Махно, в результате чего советские формирования нанесли поражение белым армиям, и в конце 1919 года вступили на территорию Украины. С конца 1919 — по конец 1920 года войска РККА заняли всю основную территорию Украины.
В апреле 1920 года в конфликт на основной территории Украины вступили польские войска, и на протяжении 1920—1921 годов Центральная и Правобережная Украины были ареной советско-польской войны, в которой УНР выступала в качестве союзника Польши.
Цепь конфликтов завершилась в 1920—1921 годах установлением советской власти и утверждением УССР на бо́льшей территории современной Украины (кроме Западной Украины, части которой вошли в состав Польской и Чехословацкой республик, а также Королевства Румыния).

#### После образования СССР

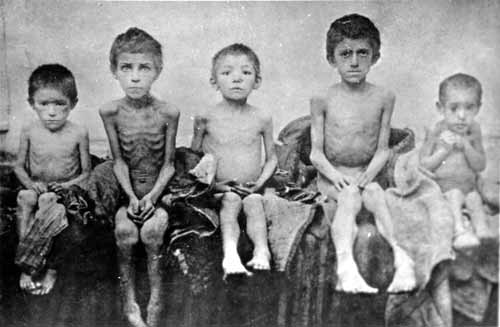
Дети во время голода 1922 года в Бердянске

30 декабря 1922 года Российская СФСР, Украинская ССР, Белорусская ССР и Закавказская СФСР подписали Договор об образовании СССР, который положил начало учреждению СССР.

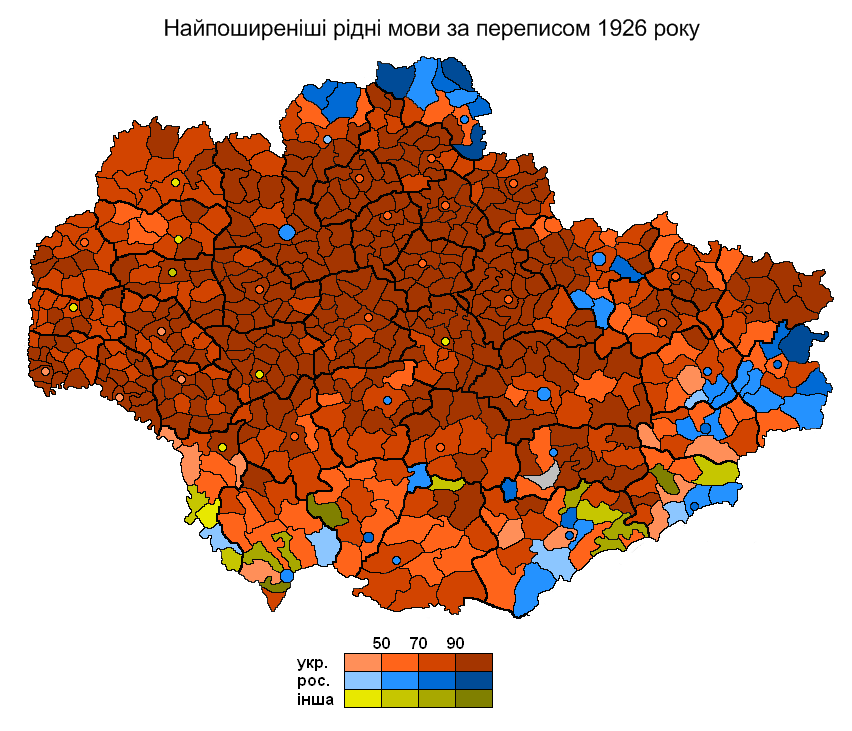
Самый распространённый родной язык в районах и городах Украинской ССР по данным переписи 1926 года

В 1920—1930-е годы на Украине советскими властями проводилась политика украинизации и осуществлялась коренизация партийного аппарата. Путём расширения сферы применения украинского языка в образовании, науке, средствах массовой информации, армии и партии большевики пытались снизить степень враждебности украинцев к советской власти.
В 1925 году от Курской губернии (РСФСР) был отделён Путивльский район и некоторые более мелкие соседние населённые пункты, а затем передан в состав Сумской губернии (УССР).
По данным переписи населения, проведённой в 1926 году, украинцы составляли 80,1 % населения (87,5 % сельского и 47,3 % городского населения), русские — 9,2 % (5,6 % сельского и 25,1 % городского населения), евреи — 5,4 % (1,5 % сельского и 22,7 % городского населения). Украинский язык родным назвали 76,4 % жителей Украинской ССР в её тогдашних границах, в том числе 85,6 % сельского и 36,0 % городского населения. Русский язык родным назвали 15,3 % (8,6 % сельского и 44,6 % городского населения). В сельской местности проживали 81,5 % населения, в городской — 18,5 %.
В конце 1920-х — в начале 1930-х годов на Украине, как и в целом по СССР, осуществлялась политика коллективизации и индустриализации.
В 1930 году, по инициативе Генерального секретаря ЦК КП(б) Украины Лазаря Кагановича, началась кампания острой критики украинизации и её сторонников. С начала 1930-х годов принято отсчитывать постепенную русификацию советской Украины.

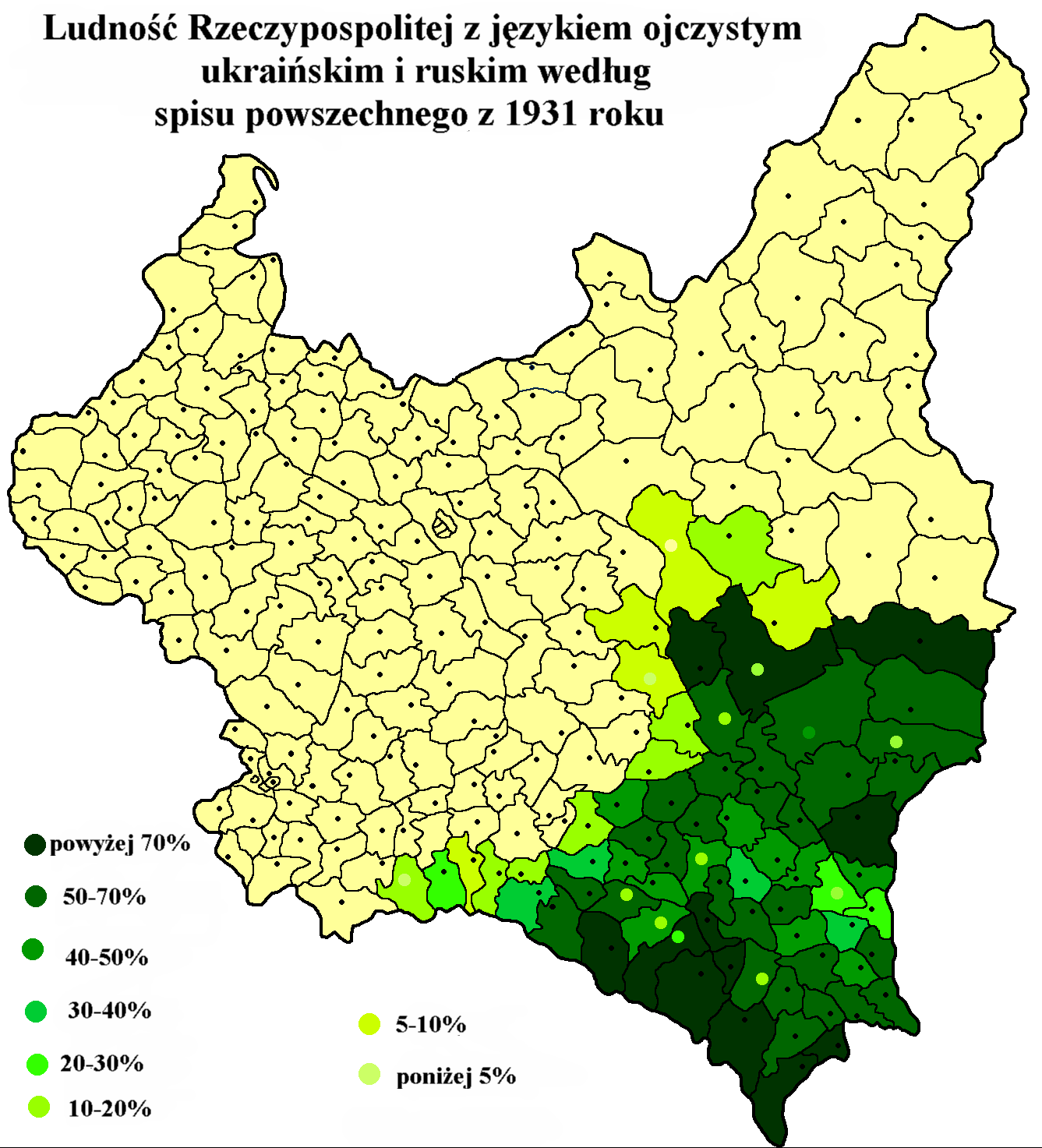
Украинский язык в Польской Республике по переписи 1931 года

В 1932—1933 годах в ходе Голодомора — массового голода, который одна часть историков рассматривает как рукотворный и организованный советским правительством под руководством Иосифа Сталина, а другая часть считает вызванным ошибками или неадекватными мерами в ходе коллективизации в сочетании с естественными причинами, такими как неурожаи и засухи, и связанным с общей политикой давления на крестьянство со стороны советского руководства, вызванной в том числе и внешними экономическими и политическими факторами, погибли миллионы украинцев. 80—85 % населения Украины в те годы составляли крестьяне, которые и стали основными жертвами Голодомора. По подсчётам О. Рудницкого и А. Савчука, в ходе массового голода в СССР 1932—1933 годов смертность в Украине составила 3 917 800 человек, в России — 3 264 600, в Казахстане — 1 258 200 человек, но избыточная смертность в Украине на 1000 человек была в 4,1 раза больше, чем в России, и в 1,7 раза меньше, чем в Казахстане. В современном украинском законодательстве официально закреплено название «Голодомор» вместе с его статусами геноцида и преступления против человечности. Среди оценок жертв голода назывались 1—2 миллиона, 3,9 миллиона и 12 млн человек. Голод разрушил сёла в Приднепровье, Слобожанщине, Запорожье и на Кубани.
В 1934 году столица УССР была перенесена из Харькова в Киев.
В 1930-х, в ходе сталинских репрессий, НКВД были расстреляны многие выдающиеся деятели культуры и искусства Советской Украины, а их останки тайно похоронены на территории Быковнянского леса (где после распада СССР и вскрытия архивов были найдены захоронения жертв репрессий, а в 2006 году создан мемориальный комплекс). Среди украинской эмиграции к этим репрессированным деятелям был применён термин «Расстрелянное возрождение», рядом современных исследователей он подвергается критике; вместе с термином «красный ренессанс» им в широком смысле называют деятелей культуры УССР межвоенного периода.
Параллельно в 1930-е годы на западноукраинских землях находившимся в составе Польши проводилась жестокая политика полонизации и пацификация из-за чего произошла активизация антипольского освободительного движения, на базе которого сформировалась Организация украинских националистов (ОУН).

#### Вторая мировая война

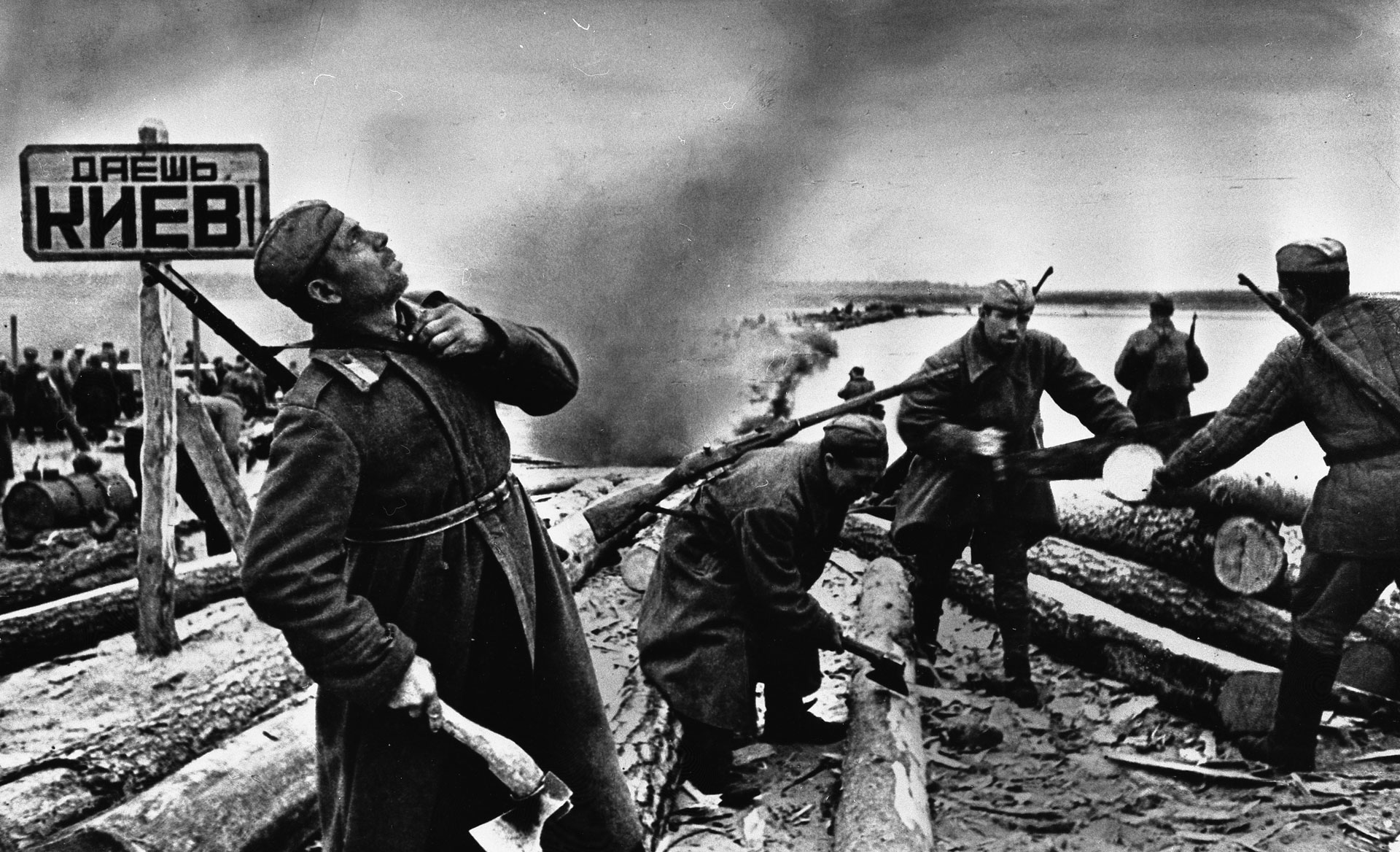
Советские солдаты готовят плоты для форсирования Днепра. Битва за Днепр, 1943 год. Надпись на плакате «Даёшь Киев!»

В сентябре 1939 года, после нападения Германии на Польшу, Западная Украина по договорённостям СССР с Германией была занята Красной армией и присоединена к Украинской ССР, созданы Тернопольская, Станиславская (позднее — Ивано-Франковская), Волынская, Ровненская, Дрогобычская и Львовская области.
В 1940 году по договорённости с Румынией, к Украинской ССР была присоединена часть Бессарабии, Северная Буковина и Область Герца, созданы Черновицкая и Аккерманская (позднее — Измаильская) области.
18 декабря 1940 года Германия утвердила план Барбаросса и 22 июня 1941 напала на СССР. Началась Великая Отечественная война, которая продолжалась 4 года. 19 сентября 1941 войска Германии и её союзников захватили Киев и Правобережье, 24 октября — Харьков и Левобережье, а в июне — июле 1942 года — Крым и Кубань. В августе 1943 года СССР перехватил наступательную инициативу после победы на Курской дуге. 6 ноября 1943 советские войска освободили Киев, а в апреле — мае 1944 года — Правобережье и Крым. В конце августа 1944 года СССР освободил Западную Украину и начал наступление на оккупированные Германией страны Европы.
Война и немецкая оккупация сопровождалась жестокостью, масштабными разрушениями населённых пунктов, уничтожением еврейского населения, насильственным вывозом населения. Жертвами этой войны стало от 8 до 10 млн жителей Украины. Часть украинских националистов воевала и против Красной армии и против Германии в составе УПА.

#### Послевоенный период
В 1945 году к УССР по итогам Второй мировой войны согласно договору СССР с Чехословакией была присоединена Закарпатская область. Украинская ССР в рамках СССР стала одним из членов-учредителей ООН. Первый компьютер советской МЭСМ был построен в Киевском институте электротехники и начал функционировать в 1950 году.
УССР была сильно разрушена во время войны, уничтожено более 700 городов и 28 тысяч деревень, поэтому восстановление потребовало значительных усилий. Ситуация осложнялась послевоенным голодом 1946—1947 годов, который был вызван засухой и военными разрушениями инфраструктуры. Он унёс десятки тысяч жизней. Но уже к 1950 году республика полностью превзошла довоенный уровень промышленности и производства.
После смерти Сталина в 1953 году Н. С. Хрущёв стал первым секретарём ЦК КПСС. Будучи первым секретарём Компартии Украинской ССР в 1938—1949 годах, Хрущёв был глубоко знаком с республикой и после прихода к всесоюзной власти, он стал подчёркивать дружбу между украинским и российским народами. В феврале 1954 года указом Президиума Верховного Совета СССР из состава РСФСР в состав УССР была передана Крымская область.
26 апреля 1986 года в Киевской области Украинской ССР произошла катастрофа на Чернобыльской АЭС, ставшая техногенной катастрофой мирового масштаба и вызвавшая радиоактивное заражение обширных территорий.
Вследствие проводимой во времена СССР русификации Украины доля украиноязычных в населении значительно уменьшилась, а доля русскоязычных — возросла. Доля считающих украинский язык родным в населении между 1959 и 1989 гг. сократилась с 73,0 % до 64,7 %. Особенно заметным было сокращение доли считающих украинский язык родным в южных и восточных областях: в Луганской области — на 15,6 % (с 50,5 % до 34,9 %), в Донецкой области — на 13,8 % (с 44,4 % до 30,6 %), в Запорожской области — на 11,7 % (с 61,0 % до 49,3 %), в Харьковской области — на 10,7 % (с 61,2 % до 50,5 %), в Днепропетровской области — на 10,6 % (с 72,1 % до 61,5 %), в Николаевской области — на 9,2 % (с 73,4 % до 64,2 %), в Херсонской области — на 8,0 % (с 75,7 % до 67,7 %).

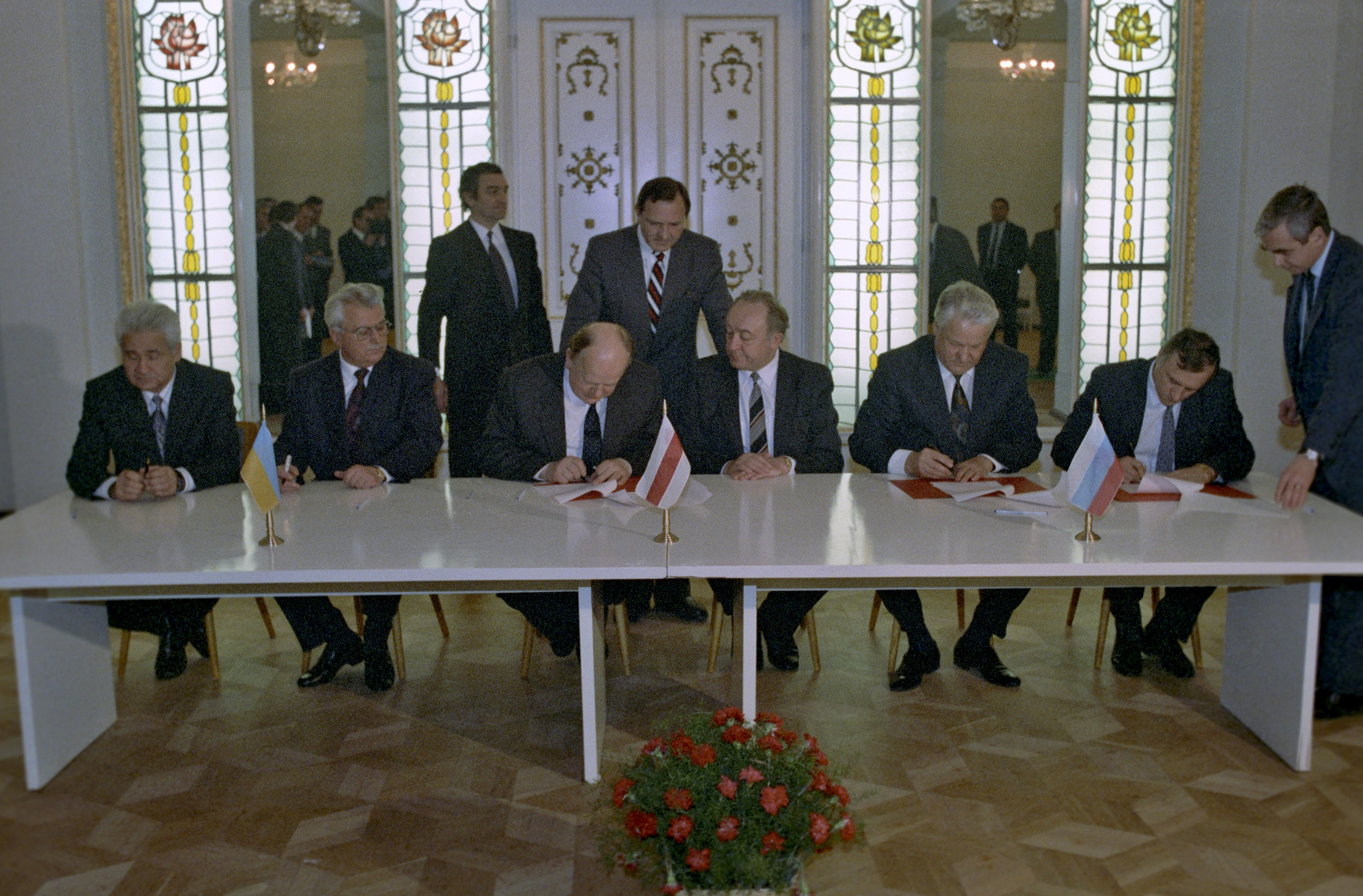
Подписание Беловежских соглашений, 8 декабря 1991 года

17 марта 1991 года состоялся Всесоюзный референдум о сохранении СССР, на котором был поддержан как общесоюзный вопрос «о необходимости сохранения СССР как обновлённой федерации равноправных суверенных республик» (70,2 %) и республиканский вопрос «о том, что Украина должна быть в составе Союза Советских суверенных государств на основе Декларации о государственном суверенитете Украины» (80,2 %).
После поражения августовского путча ГКЧП в Москве, 24 августа 1991 года Верховный Совет Украинской ССР провозгласил независимость Украины. 1 декабря 1991 года состоялся всеукраинский референдум, в бюллетень которого был включён вопрос «Подтверждаете ли Вы акт провозглашения независимости Украины?». Явка на референдум по республике составила 84,18 % (31 891 742 чел.), из которых 90,32 % ответили «да, подтверждаю», а 7,58 % — «нет, не подтверждаю».

### Независимая Украина
8 декабря 1991 года главы трёх республик-учредителей СССР Л. М. Кравчук (Украина), Б. Н. Ельцин (Россия) и С. С. Шушкевич (Беларусь) подписали Беловежские соглашения о прекращении существования СССР и создании Содружества Независимых Государств.
Распад СССР был неожиданным и в основном бескровным. Однако сразу же после распада СССР между Украиной и Россией возникли трения о степени независимости. Россия не отказалась от своей роли ведущего члена СНГ, и старалась превратить образование в политический, экономический и военный союз, ведомый Россией. Украина была одним из основателей СНГ, но участвовала в нём избирательно. Трения между двумя государствами, образовавшимися после распада СССР, продолжались на протяжении 1990-х годов, превратившись в противостояние, и в открытый конфликт ограниченного военного противостояния в 2014 и в самую масштабную войну в Европе после Второй мировой в 2022.
В середине 1990-х годов Россия и Украина в своём политическом развитии пошли различными путями: Россия с каждым годом становилась более авторитарной, в то время как Украина, несмотря на попытки президента усилить власть и подчинить себе парламент, оставалась демократичным государством. Эти факторы оказывали значительное влияние на отношения между двумя бывшими частями СССР. Пример функционирующей демократии с сильным парламентом представлял большую угрозу политическому режиму в России. Российская оппозиция возрастающему авторитаризму вдохновлялась примером соседней Украины. Демократические традиции и парламентская система значительно усложняли России возвращение контроля над Украиной. Страны Запада настаивали, что выборность власти является необходимой для их хороших отношений с постсоветскими государствами, что обеспечило Украине весомые политические связи с Европой и США.
На момент распада СССР Украинская ССР была одной из наиболее развитых союзных республик — в плане образования, сети научных и промышленных предприятий, на Украине было одно из наиболее развитых в СССР сельское хозяйство, а также весьма мощный военно-промышленный комплекс, включающий ведущие в СССР предприятия по выпуску ракетного вооружения, большегрузных транспортных самолётов, танков. Украина имела достаточное количество научных, инженерных и управленческих кадров.
В частности, к началу 1992 года на территории Украины располагалось 1240 ядерных боеголовок, 133 стратегические ракеты РС-18, 46 стратегических ракет РС-22, 564 крылатые ракеты для бомбардировщиков и около 3000 единиц тактического ядерного оружия. После решения не сохранять в СНГ единые вооружённые силы, они были демонтированы (частично при финансовой поддержке США) и вывезены в Россию.
В 1994 году Украина, Россия, США и Великобритания подписали Будапештский меморандум, по которому Украина отказывалась от ядерных вооружений в пользу России в обмен на гарантии территориальной целостности.
Спад производства на Украине в 1990-х годах оказался гораздо большим, чем в России, Беларуси, прибалтийских республиках. Всё это делало старт украинской государственности сложным, а выход из кризиса (который происходил в УССР, как и во всём СССР в конце 1980-х, и в 1990-х) — затяжным.
В 1996 году была принята Конституция Украины, что способствовало стабилизации политической системы и в то же время сосредотачивалось большинство властных полномочий в руках тогдашнего президента Л. Д. Кучмы. В сентябре того же года была проведена денежная реформа и введена новая валюта — гривна.

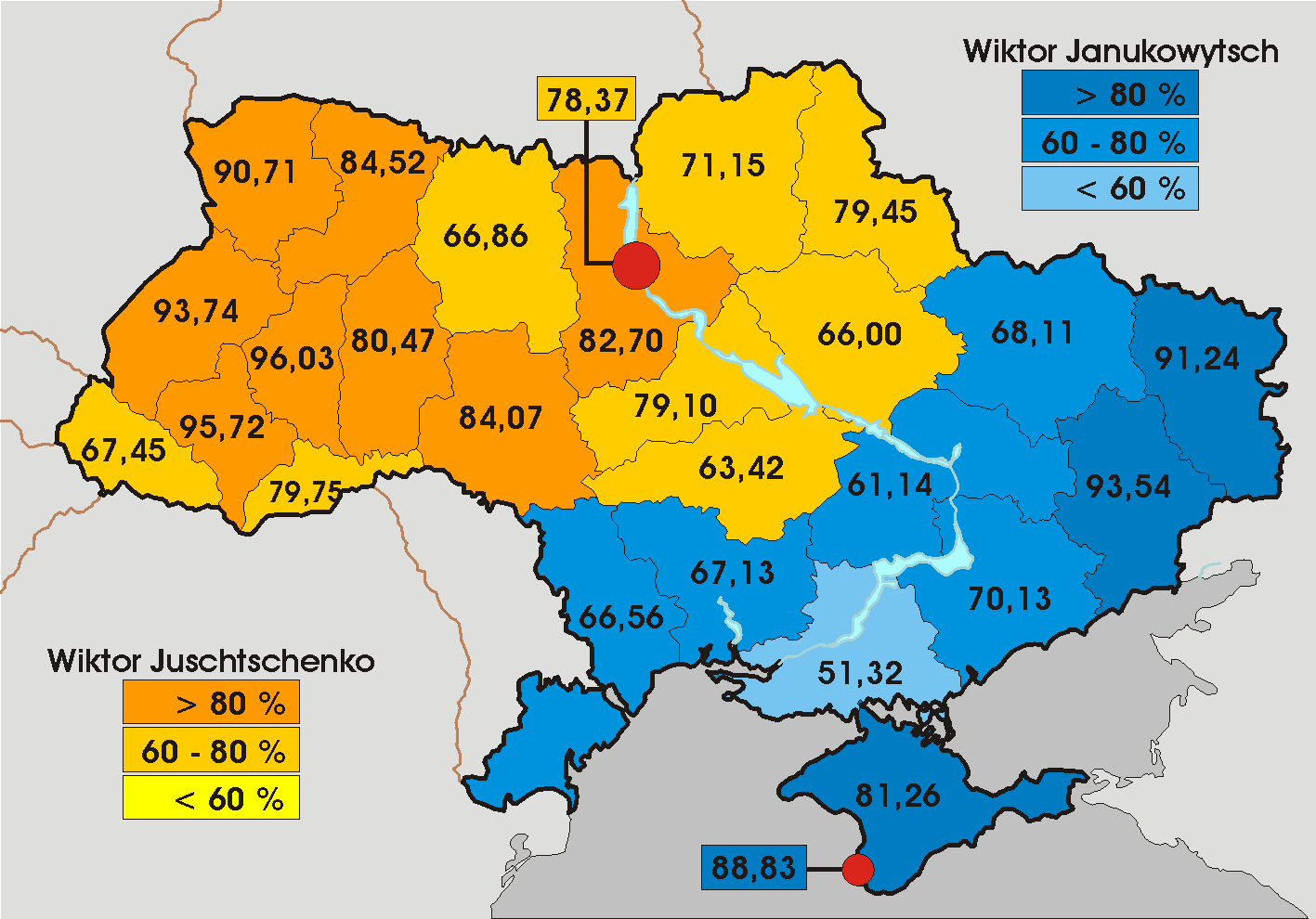
Переголосование 26 декабря 2004 г.

В 2004 году украинские избиратели восстали против сфальсифицированных президентских выборов, когда была объявлена победа поддержанного Россией Януковича. Конфликт между российским авторитаризмом и украинской демократией превратился в международный кризис во время Оранжевой революции 2004 года в Украине. Западные страны однозначно поддержали украинское волеизъявление. По итогам революции и в результате переголосования победителем был объявлен Виктор Ющенко. Украинская революция 2004 года вызвала дальнейшие разногласия между Украиной и Россией.
Янукович вернулся к власти в 2006 году, когда он стал премьер-министром во время «Антикризисной коалиции», что привело к досрочным парламентским выборам в сентябре 2007 года.
На президентских выборах 2010 года Янукович одержал победу, получив 12 481 268 (48,95 %) голосов во втором туре. Он сформировал новое правительство во главе с Н. Я. Азаровым. 21 апреля Виктор Янукович подписал соглашение с президентом России Д. А. Медведевым о продлении срока пребывания Черноморского флота Российской Федерации в Севастополе до 2042 года. 11 октября 2011 года Печерский суд Киева приговорил бывшего премьер-министра Украины и основного соперника Януковича на президентских выборах, Ю. В. Тимошенко к 7 годам заключения. 30 июля 2012 года Украина стала членом Зоны свободной торговли СНГ.
Недовольство правлением Януковича вылилось в течение 2010—2013 годов в многочисленные акции протеста, в том числе «Налоговый майдан», «Украина против Януковича», протесты во Врадиевке.
Принятие закона «Об основах государственной языковой политики» привело к приданию русскому языку статуса регионального языка в городе Севастополь, Донецкой, Луганской (за исключением четырёх северных районов, где русский во время переписи 2001 года родным языком назвали менее 10 % населения), Одесской, Запорожской, Харьковской, Николаевской, Херсонской и Днепропетровской областях Украины, что вызвало значительный резонанс, острые дискуссии в обществе и спровоцировало протестные акции — «Займитесь делом, а не языком!», «Языковой майдан» и «Месть за раскол страны». Также существовали опасения, что закон может привести Украину к «белорусской языковой ситуации».

#### Евромайдан, аннексия Крыма Россией и война на востоке Украины

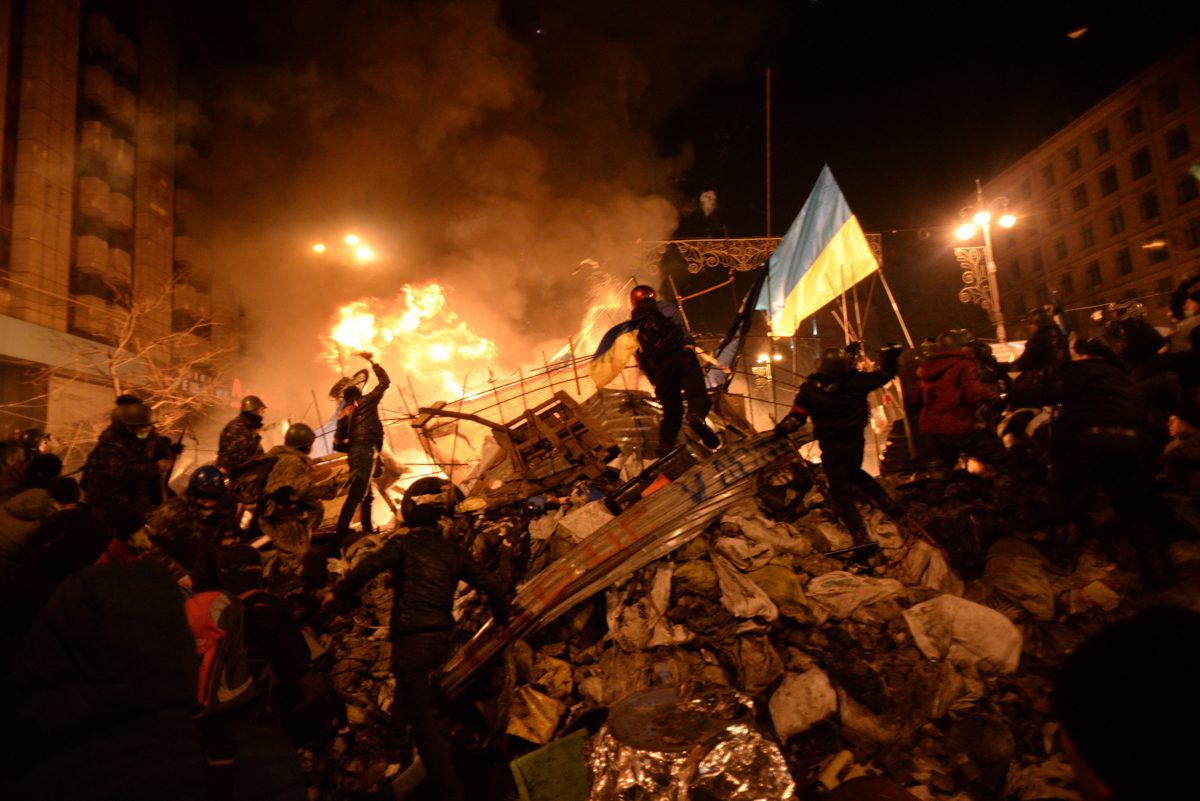
Флаг Украины в Киеве во время ожесточённых столкновений 18 февраля 2014

События Евромайдана, начавшиеся в ноябре 2013 года в связи с решением правительства Украины приостановить процесс подготовки к подписанию соглашения об ассоциации с Евросоюзом, вызвали острый политический кризис и в феврале 2014 года привели к отстранению президента. 22 февраля президент В. Янукович был объявлен Верховной радой «самоустранившимся от исполнения конституционных полномочий», а на следующий день исполнение обязанностей президента Украины было возложено на председателя парламента А. Турчинова. 24 февраля отстранённый президент В. Янукович, опасаясь за свою жизнь, уехал с Украины в Россию. 27 февраля в Верховной раде была образована коалиция «Европейский выбор», сформировавшая правительство, которое возглавил А. П. Яценюк. Новое руководство Украины объявило о возобновлении курса на евроинтеграцию. 21 марта представители Евросоюза и А. П. Яценюк подписали политический блок Соглашения об ассоциации. 27 июня была подписана экономическая часть Соглашения.
В российской пропаганде и в заявлениях российских политиков события часто называются «государственным переворотом», в то время как историки оценивают как переворот последующие действия РФ в Крыму, когда вскоре после бегства Януковича российские военные в ходе тайной специальной операции заменили местное правительство в Крыму российскими доверенными лицами, и Россия поручила им подготовить регион к российской аннексии. Утром 23 февраля российское руководство приняло решение «начать работу по возврату Крыма в состав России». В ночь с 26 на 27 февраля российским спецназом были захвачены здания Верховного Совета и Совета министров АР Крым в Симферополе; кроме того ранним утром были установлены блокпосты на Перекопском перешейке и Чонгарском полуострове, что перерезало сухопутное сообщение Крыма с материковой Украиной. Российские силы состояли из двух десантных подразделений ССО псковской 76-й десантно-штурмовой дивизии около 30 бойцов каждый. Подразделения высадились в Севастополе и захватили парламент и правительственный квартал в Симферополе. Работа крымского правительства была полностью остановлена, министры и сотрудники не были допущены на свои рабочие места, как прелюдия к тому, что вместо них будет поставлено новое правительство.
Группа российских военных без опознавательных знаков собрала по Симферополю депутатов Крымского Верховного совета и доставила их в захваченное здание парламента. Депутаты не особо хотели принимать участие в происходящих событиях. По сообщениям гражданина РФ Игоря Гиркина, одного из командиров, участвовавших в крымских событиях, им приходилось «загонять» депутатов в зал для принятия решений. В захваченном российскими силами здании Верховного Совета Автономной Республики Крым была проведена чрезвычайная сессия парламента АРК. Депутаты проголосовали по заранее подготовленным решениям об отстранении назначенного Януковичем премьер-министра Крыма Анатолия Могилева. Лидер спонсируемой российскими спецслужбами партии «Русское единство» Сергей Аксёнов был назначен на пост председателя правительства региона. На выборах партия «Русское единство» получила перед этим всего три места в крымском парламенте, но Аксенов незадолго до событий создал свой отряд добровольцев и имел поддержку спикера парламента Владимира Константинова. Присутствие спецназа РФ в парламенте фактически сделало голосование принужденным, а журналисты, беседовавшие с депутатами, которые не были на сессии, но оказались зарегистрированными и проголосовавшими, выяснили, что достаточного для принятия решений количества депутатов — кворума — на сессии не было. Произошедшее не имело легитимности и представляло собой осуществленный Россией военный переворот. Верховная рада Украины 15 апреля 2014 года объявила Крым временно оккупированной территорией.

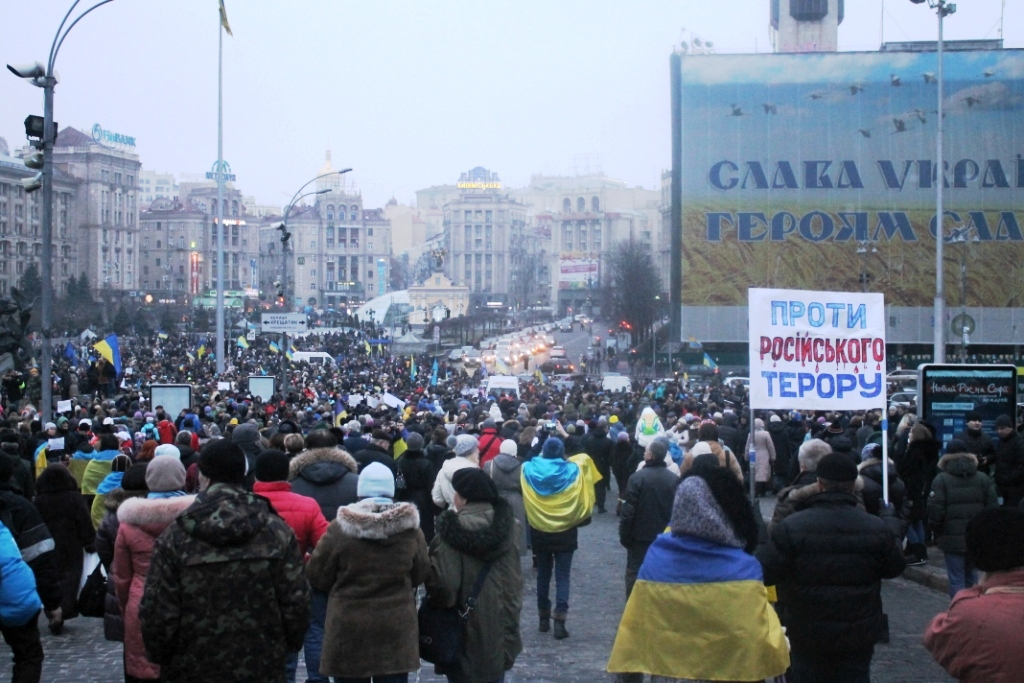
Марш движется к Майдану Незалежности. На плакате — «Против российского террора»

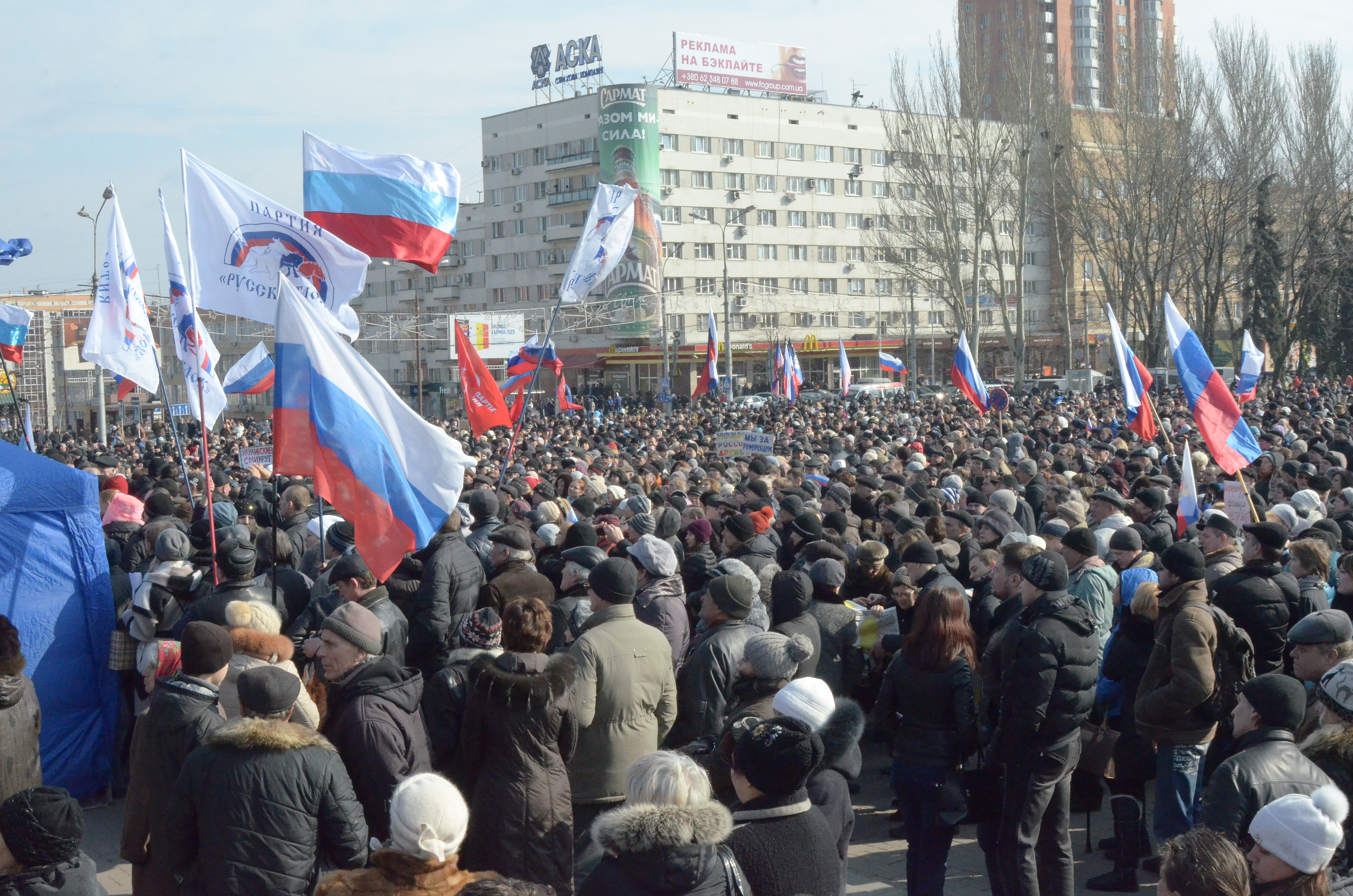
Митинг в Донецке против Евромайдана в марте 2014 года

Уже в конце февраля — начале марта города юго-востока Украины охватили массовые общественно-политические акции протеста против новых украинских властей, в защиту статуса русского языка, под федералистскими, сепаратистскими и пророссийскими лозунгами.
В апреле 2014 года было объявлено о создании Донецкой Народной Республики и Луганской Народной Республики. 14 апреля украинским руководством была начата антитеррористическая операция против вооружённых отрядов сепаратистов. 11 мая власти самопровозглашённых республик провели «референдумы» о независимости, не получившие международного признания.
25 мая на Украине состоялись внеочередные президентские выборы. Президентом уже в первом туре был избран кандидат от партии «Солидарность» П. А. Порошенко — один из лидеров Майдана.
С апреля 2014 года в восточных областях Украины идут ожесточённые бои между украинской армией, национальной гвардией, силами МВД, СБУ, пограничниками, вооружёнными формированиями украинских добровольцев, с одной стороны, и вооружёнными формированиями ДНР и ЛНР при поддержке России — с другой. 5 сентября 2014 года в Минске после переговоров было достигнуто соглашение о прекращении огня, однако взаимные обстрелы продолжились.
16 сентября 2014 года Верховная рада и Европейский парламент одновременно, пользуясь видеосвязью, ратифицировали соглашение об ассоциации Украины и ЕС.
Крупномасштабные боевые действия возобновились в районе Дебальцева и в Донецком аэропорту в январе 2015 года. 12 февраля было подписано второе минское соглашение о прекращении огня, но боевые действия продолжились, так как лидеры сепаратистов заявили, что Дебальцево является «внутренним районом» ДНР и поэтому соглашение на него не распространяется. 18 февраля Дебальцево и его окрестности перешли под контроль непризнанных международным сообществом республик.
После 2014 года советская символика стала ассоциироваться с вооружённой российской агрессией из за её использования в ВС РФ, а в 2015 году был принят закон «Об осуждении коммунистического и национал-социалистического (нацистского) тоталитарных режимов на Украине и запрете пропаганды их символики», призывающий к переосмыслению прошлого страны, за принятием которого последовали переименования улиц и населенных пунктов по всей стране названных в честь советских диктаторов, партийных деятелей и русских деятелей культуры имевших украинофобские взгляды.

Результаты парламентских выборов 2019 года в общегосударственном многомандатном округе

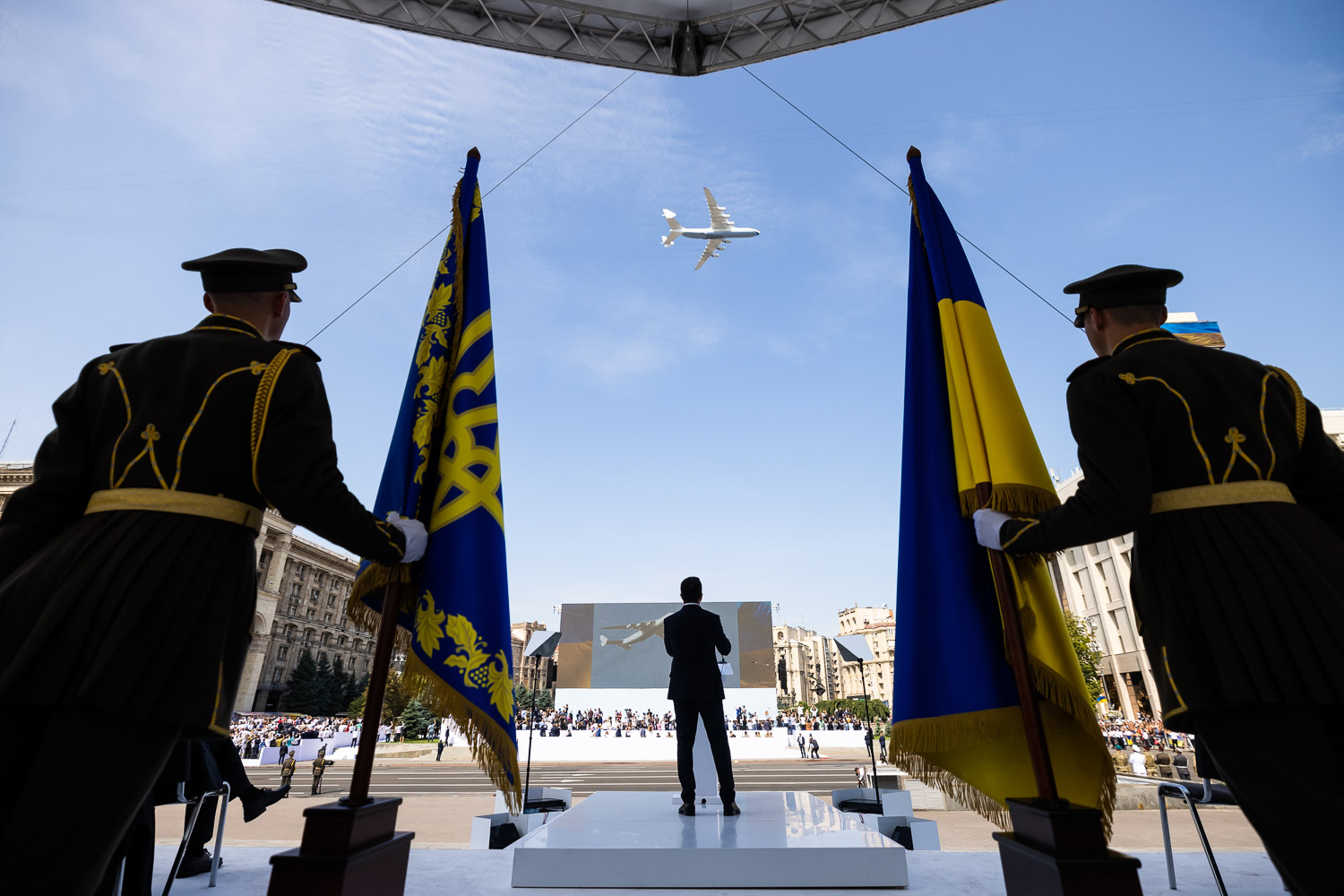
Зеленский наблюдает за самолётом «Мрия»

В 2017 году рейтинг президента Порошенко резко упал, несмотря на получение Украиной безвизового режима с ЕС. Быстро распалась «Демократическая коалиция», в которой остались лишь «Народный фронт» и «Блок Петра Порошенко». 19 апреля 2016 года был уволен Кабмин Яценюка и назначено новое правительство во главе с В. Б. Гройсманом.
28 февраля 2018 года принятый в 2012 году Закон Украины «Об основах государственной языковой политики» был признан неконституционным и утратил силу.
6 января 2019 года, при активном участии президента Порошенко, Украине был вручён томос об автокефалии православной церкви. Была создана Православная церковь Украины. Однако её создание повлекло резкие дискуссии в церковном обществе. Украинская православная церковь (Московского Патриархата) не поддержала создание ПЦУ и объявила её «группой раскольников».
Весной 2019 года был принят Закон Украины «Об обеспечении функционирования украинского языка как государственного». Он закрепил обязательность и превалирование украинского языка в череде сфер общественной жизни страны, в частности — в сфере услуг.
31 марта 2019 года состоялся первый тур выборов президента Украины, в котором В. А. Зеленский, известный шоумен и директор юмористической студии «Квартал-95», набрал 30,24 % голосов. Его ближайшим преследователем стал действовавший президент П. А. Порошенко, набравший 15,95 %. 21 апреля состоялся второй тур. По результатам обработки 100 % бюллетеней большинство голосов (73,23 %) набрал Зеленский. Действующий президент Порошенко признал поражение. 20 мая прошла инаугурация В. А. Зеленского.
21 июля состоялись внеочередные парламентские выборы, на которых пропрезидентская партия «Слуга народа» набрала 43,16 %, что позволило ей впервые в истории Украины сформировать моно-большинство.
В июле 2020 года по всей стране была проведена административно-территориальная реформа с целью децентрализации власти.
24 августа 2021 года в Киеве прошёл крупнейший в истории парад в честь 30-й годовщины провозглашения независимости Украины, на котором кроме бывших украинских президентов присутствовали лидеры стран-партнёров. Самым выдающимся на мероприятии кроме военного шествия и движения техники был полёт самолёта Ан-225 «Мрия» над столицей.

#### Полномасштабное вторжение России

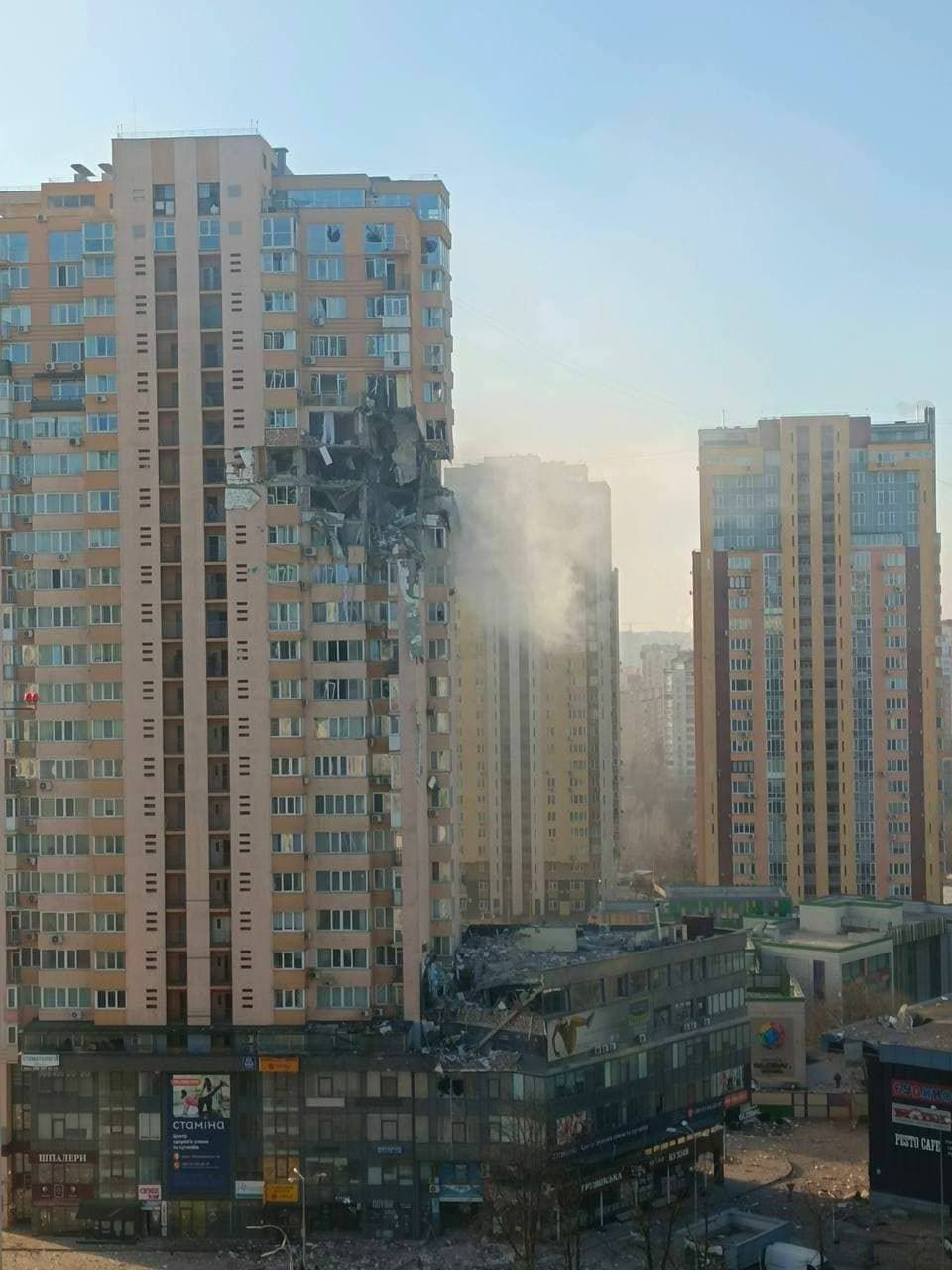
Жилой дом по пр. Лобановского, 6А в Киеве после обстрела российской армией. 26 февраля 2022 года

24 февраля 2022 года началось полномасштабное военное вторжение России на Украину.
Событиям предшествовали концентрация российских войск у украинской границы и кризис в отношениях России и Украины. 21 февраля Россия признала самостоятельность ранее непризнанных Донецкой Народной Республики и Луганской Народной Республики, которые с 2014 года вели войну за подконтрольные Украине части Донецкой и Луганской областей соответственно.
Многочисленные предупреждения о готовящемся вторжении публиковались в СМИ с октября 2021 года, но российские высшие официальные лица эти заявления последовательно опровергали. Утром 24 февраля вышло обращение президента России Владимира Путина о начале вторжения на Украину. Целью вторжения названа «демилитаризация и денацификация Украины». В качестве оправдания вторжения Владимир Путин использует ложное представление Украины как неонацистского государства. По мнению украинского руководства, главная цель действий Путина — ликвидация Украины как государства. 5 марта 2022 года Путин заявил, что если правительство Украины будет «продолжать делать то, что они делают, они ставят под вопрос будущность украинской государственности».
Эскалировав продолжающуюся с 2014 года необъявленную войну, российские войска вошли на территорию Украины из России, Крыма и Беларуси. По украинской военной инфраструктуре, военным аэродромам и авиации, объектам ПВО были нанесены ракетно-бомбовые удары. Одновременно вооружённые формирования ДНР и ЛНР начали активные боевые действия против Вооружённых сил Украины по всей линии фронта в Донецкой и Луганской областях. В ходе боевых столкновений вооружённые формирования ДНР и ЛНР вместе с российской армией в некоторых местах перешли в наступление.
Почти сразу после начала вторжения Украина заявила о разрыве дипломатических отношений с Россией. В связи с началом боевых действий президент Украины Владимир Зеленский объявил военное положение на территории страны и всеобщую мобилизацию.

По данным ООН на 8 октября 2023 года, с начала вторжения погибли не менее 9806 и были ранены не менее 17 962 мирных жителей, причём полные потери, как предполагается, гораздо выше. Были разрушены или повреждены более 100 тысяч домов (не менее 6 % площади жилого фонда страны), треть из которых уничтожена полностью. К июлю 2022 года в 23 городах было повреждено или разрушено больше половины жилья. Города Волноваха и Счастье были уничтожены почти полностью уже к началу марта; позже были практически полностью разрушены Мариуполь, Изюм, Попасная, Рубежное, Северодонецк. По сообщениям ООН и международных гуманитарных организаций Amnesty International и Human Rights Watch, российские войска наносят неизбирательные ракетные удары по жилым кварталам, больницам и прочим объектам социальной инфраструктуры Украины. Также фиксируются удары по жилым районам в ДНР и ЛНР с гибелью мирных жителей.

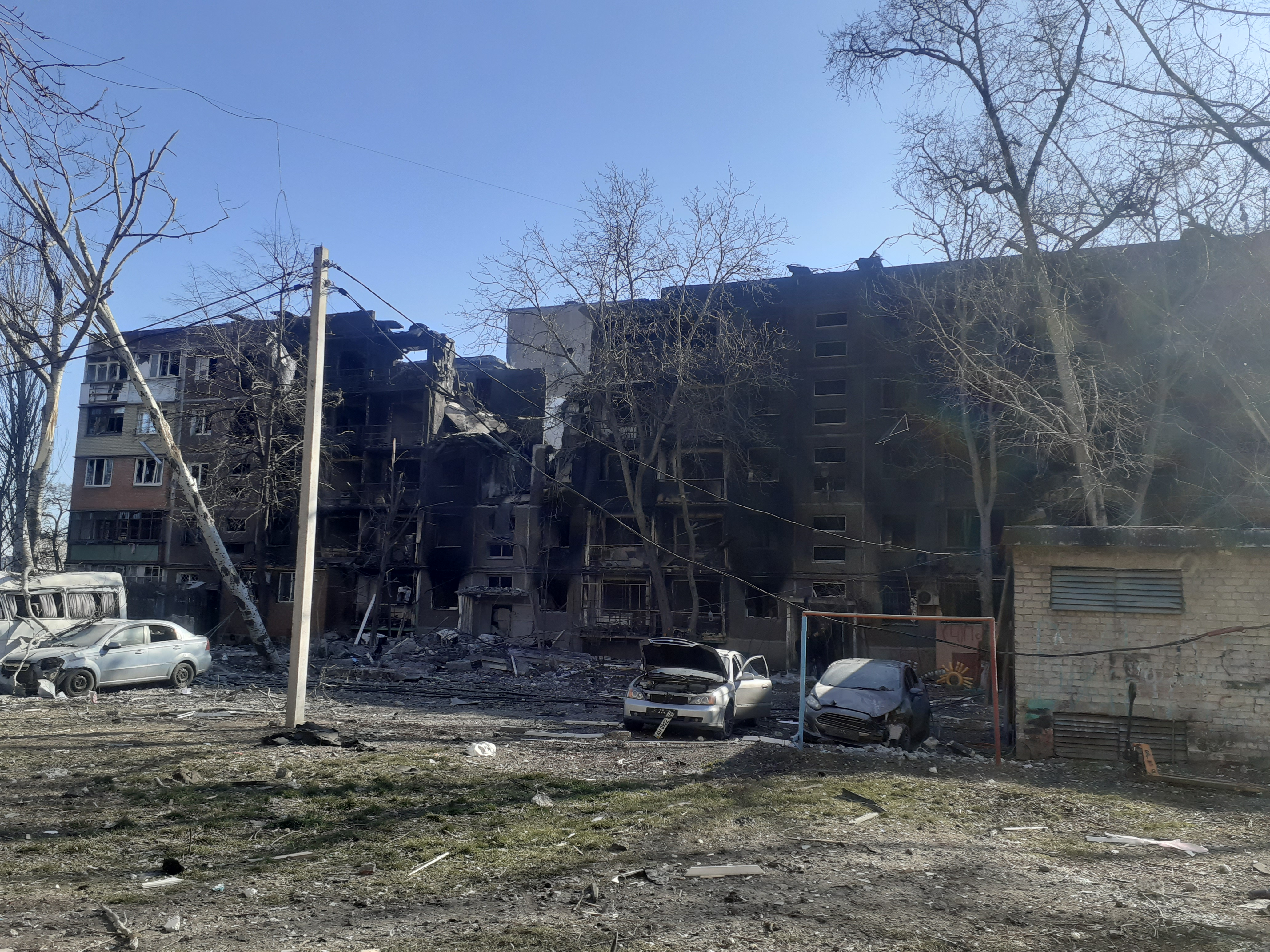
Один из разрушенных жилых домов в Мариуполе (Митрополитская улица, 108)

В некоторых населённых пунктах Украины складывается тяжёлая гуманитарная ситуация.
Вторжение вызвало крупный миграционный кризис: по данным ООН, Украину покинуло 6,8 млн беженцев (по состоянию на 29 мая 2022 года), а ещё около 8 млн человек стали внутренне перемещёнными лицами (по состоянию на 3 мая 2022 года). Ряд журналистов назвали вторжение крупнейшим военным конфликтом в Европе с окончания Второй мировой войны.
Вторжение также вызвало обвальное падение ВВП Украины, коллапс внешней торговли, прекращение работы воздушного и морского транспорта, практически полное уничтожение военной промышленности, резкое сокращение уровня зарплат в частном секторе и множество других негативных экономических последствий.
14 апреля 2022 года Верховная рада признала Россию государством-террористом. Позже аналогичные заявления сделал ряд других государств и международных организаций.
Действия России получили резкое осуждение большинства стран мирового сообщества и международных организаций. Резолюция Генеральной Ассамблеи ООН ES-11/1, поддержанная подавляющим большинством стран мира, осудила действия России и призвала её вывести свои войска с территории Украины.
Сопротивление вооружённых сил Украины оказалось гораздо сильнее ожидаемого. Российская армия не смогла достичь поставленных целей в первые дни конфликта, испытывает проблемы с логистикой, а также имеет низкий моральный дух.
На пике своего продвижения — в марте — РФ заняла около 27 % территории Украины (вместе с Донбассом и Крымом), но к декабрю того же года эта цифра сократилась до 18 %. После того, как армии России не удалось осуществить свою первоначальную цель — захватить Киев и сместить украинское руководство — российские войска были выведены из Житомирской, Киевской, Черниговской и Сумской областей Украины. После двух успешных украинских контрнаступлений — в Харьковской области в сентябре и в Херсонской области в ноябре 2022 года — вторжение фактически перешло в войну на истощение.
23—27 сентября Россия провела фиктивные референдумы на оккупированных территориях Украины, а 30 сентября объявила об аннексии четырёх частично оккупированных ею областей, не получившей международного признания. В настоящее время оккупированной остаётся бо́льшая часть Донецкой, Луганской, Херсонской и Запорожской областей, а также небольшая часть Харьковской области. Украина потеряла выход к Азовскому морю.
На оккупированных территориях Россия массово совершает военные преступления — похищения, пытки. Повсеместной стала практика «подвалов» (изоляторов). Во время оккупации Херсона похищенные подверглись масштабным пыткам, в том числе сексуальному насилию.
В отношении похищенных детей применяется психологическое давление. В частности, им рассказывали, что их родители якобы от них отказались, вынуждают детей любить Путина и благодарить за «спасение».

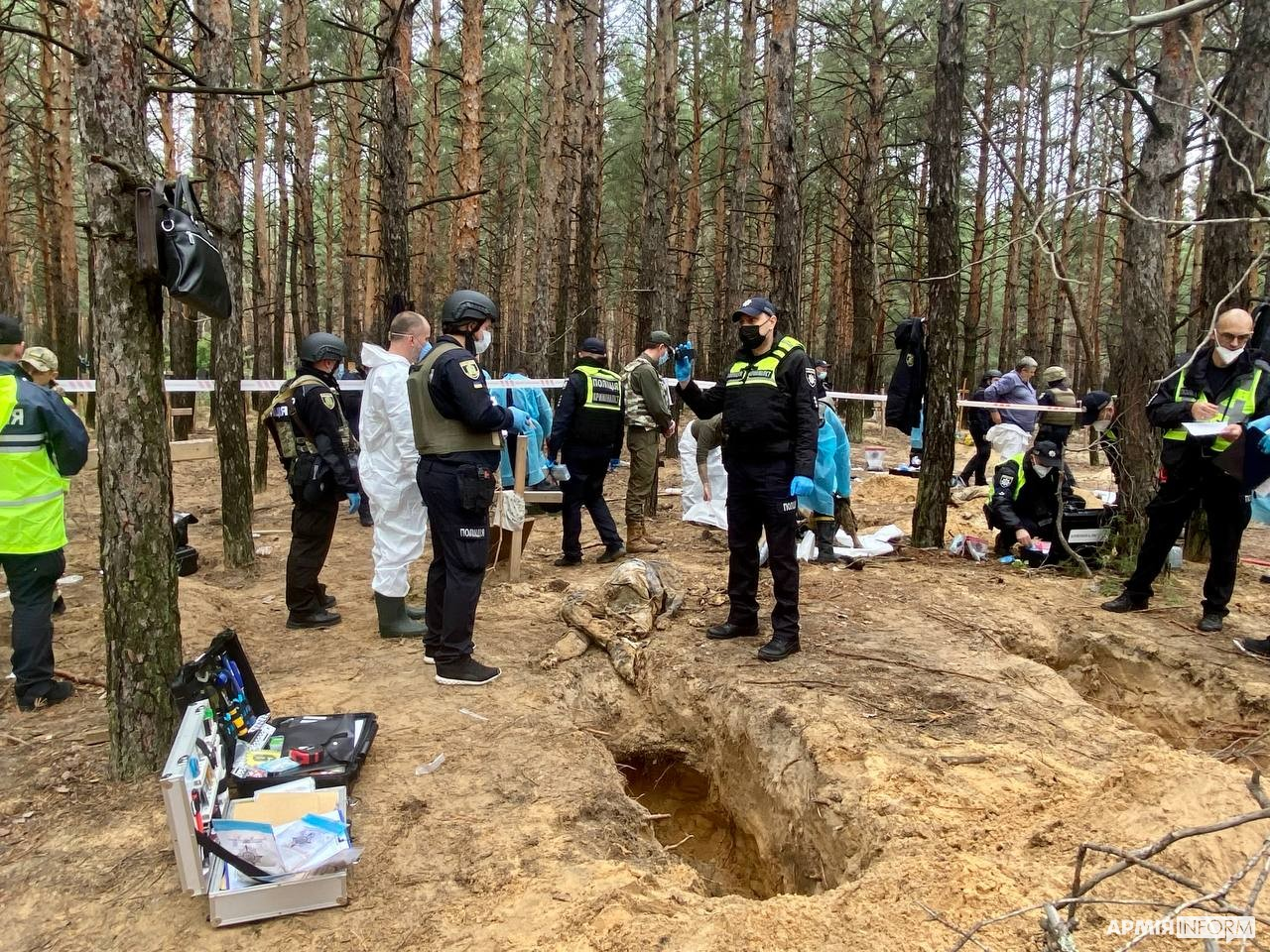
Эксгумация тел в Изюме, Харьковская область, 16 сентября 2022

После деоккупации города Изюма Харьковской области были найдены сотни могил украинцев подобные обнаруженным ранее в Буче.
Кроме того в результате российской агрессии сильно пострадало культурное наследие страны, в частности, государственные и частные музеи.
В выпущенном в июне 2024 года докладе правозащитной организации Human Rights Watch «Образование под оккупацией» говорится, что оказавшиеся под оккупацией учебные заведения подвергаются насильственной русификации: российские власти принимали и продолжают принимать меры для искоренения украинского языка на оккупированных Россией территориях. Русификации также подвергаются депортированные в Россию украинские дети. На захваченных территориях уничтожается украиноязычная литература.

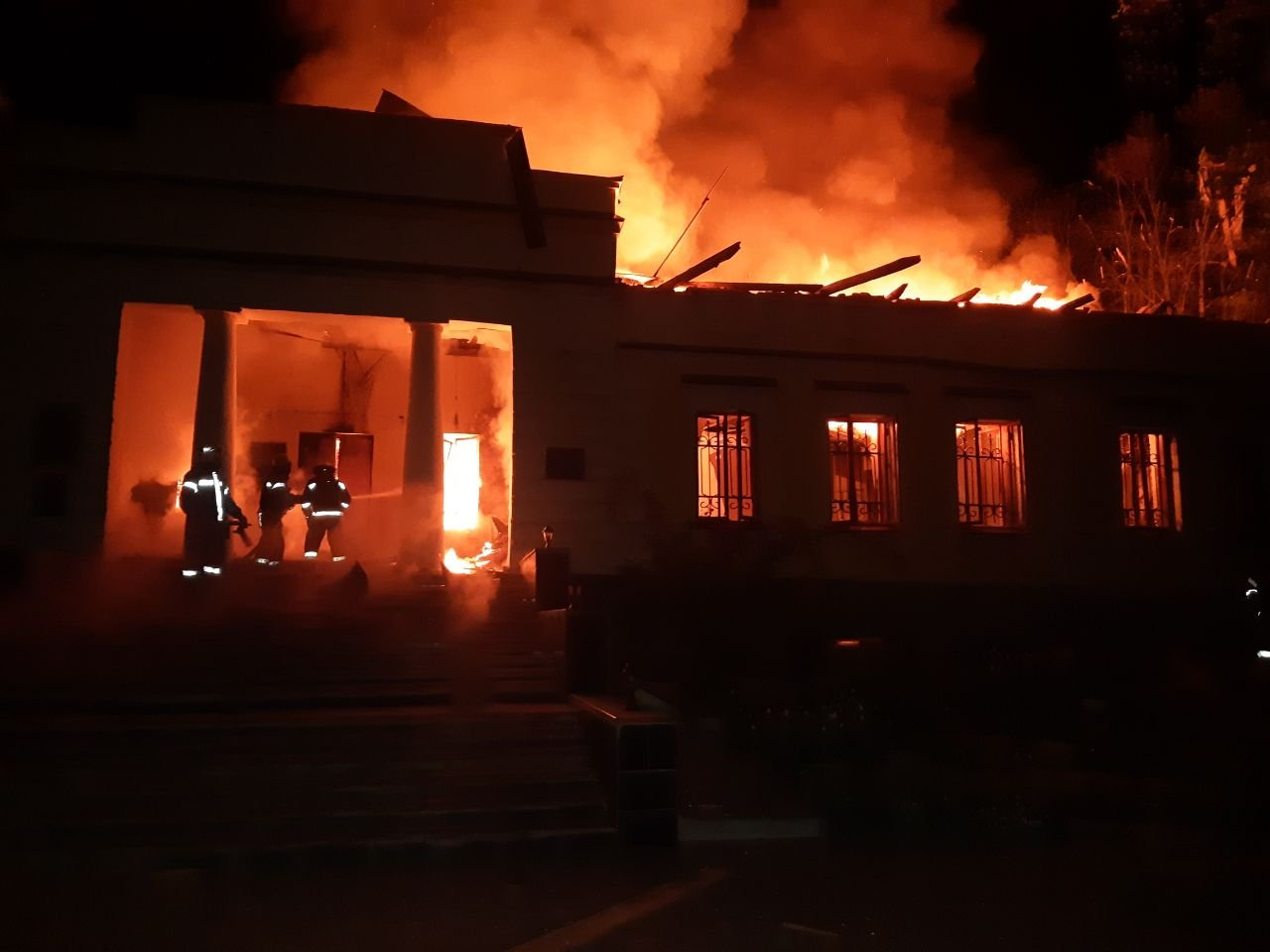
Литературно-мемориальный музей Г. С. Сковороды после российской атаки

#### Вторжение Украины в Россию
Вооружённые силы Украины вступили на территорию Курской области России 6 августа 2024 года. К 15 августа 2024 года они захватили около 1000 км², что больше, чем захваченная Россией территория Украины в течение всего 2023 года. Главнокомандующий Вооружённых сил Украины Александра Сырский отметил, что тогда под контролем ВСУ оказались 82 населённых пункта, включая город Суджа.

#### Вступление в Евросоюз
28 февраля 2022 года Украина официально подала заявку на членство в ЕС. Соответствующий документ подписал президент Украины Владимир Зеленский. 7 марта Еврокомиссия начала рассмотрение заявки. Председатель Еврокомиссии Урсула фон дер Ляйен заявила, что ускорит этот процесс «насколько это возможно».
23 июня 2022 года Европарламент поддержал предоставление Украине статуса кандидата на вступление в Евросоюз и принял соответствующую резолюцию. 23 июня Европейский совет предоставил Украине статус кандидата на вступление в Евросоюз.

## Население

Демографическая пирамида Украины в 2023 году

### Численность и расселение
По итогам общенациональной переписи по состоянию на 5 декабря 2001 года население Украины составляло 48 240 902 постоянных жителей и 48 457 102 человек наличного населения, а по оценочным данным, выведенным из расчёта на существующие темпы роста населения, к июлю 2012 года его численность уменьшилась до 44 596 155 человек; к 1 января 2017 года — до 42 414 900 постоянных жителей и 42 584 500 человек наличного населения. По состоянию на 1 января 2018 года по данным Госстата Украины, численность населения уменьшилась до 42 216 766 постоянных жителей и 42 386 403 человек наличного населения. Эти данные — без учёта Крыма и Севастополя; с ними же, по состоянию на 1 мая 2014 года —  около 45 363,3 тыс. человек наличного населения и 45 182 900 постоянных жителей. Украина, таким образом, занимает 37-е место в мире по количеству жителей.

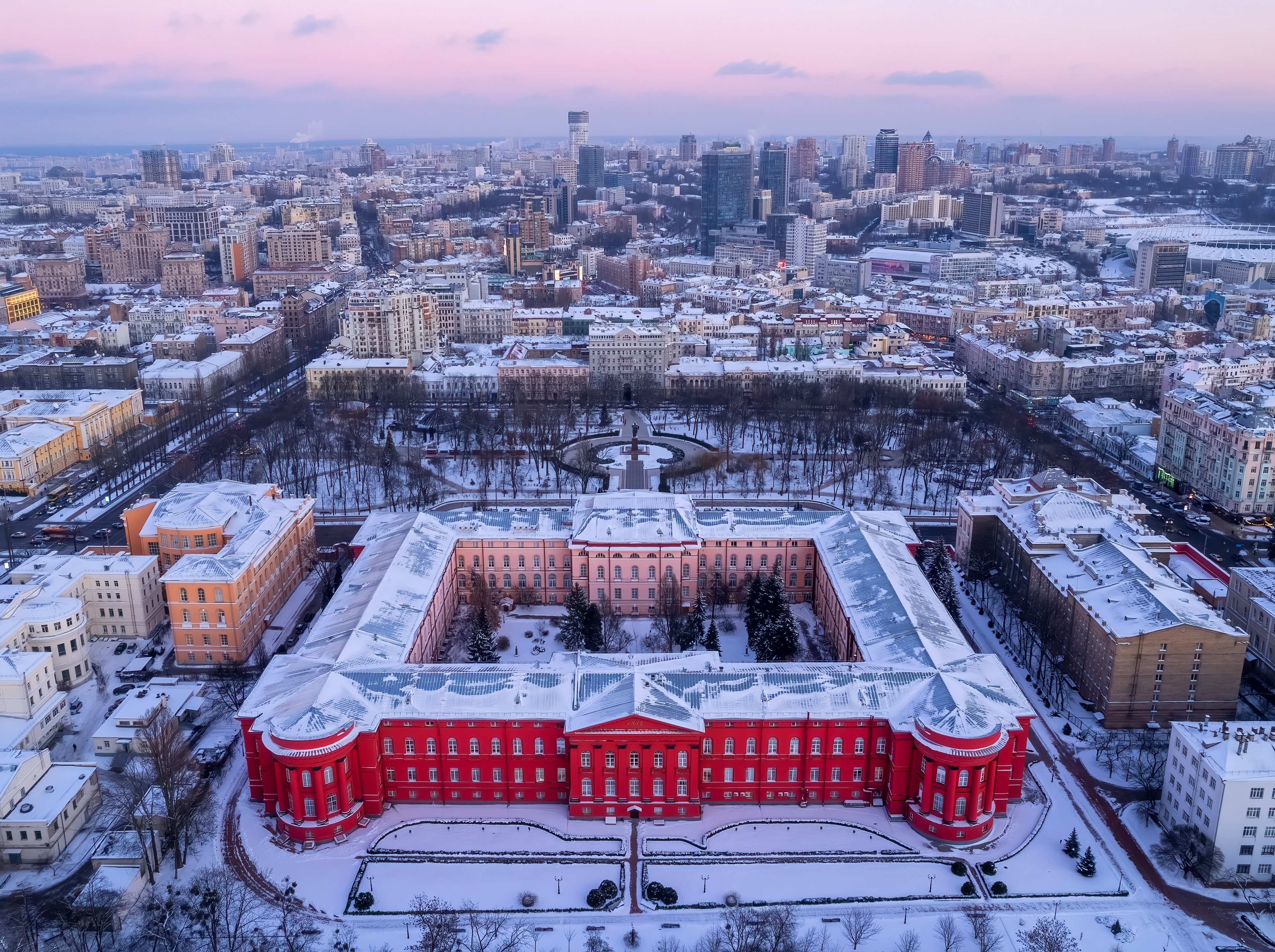
Киев — столица и крупнейший город Украины с населением примерно 3 млн человек

Средняя плотность населения составляет около 77,3 чел./км², при этом население распределено неравномерно: наиболее плотно заселены индустриальные восточные области (Донецкая, Луганская, Днепропетровская, Харьковская) и прикарпатские области (Львовская, Ивано-Франковская, Черновицкая). В частности, плотность населения Донецкой области составляет 172,9 чел./км², Львовской — 117,8, Днепропетровской — 107,3. Относительно редко заселены отдельные районы Украинских Карпат, Украинского Полесья, северных и южных областей (в Волынской области — 51,4 чел./км², Житомирской — 44,1, Херсонской — 39,2).
Доля городского населения составляет 69,2 %. По состоянию на 1 января 2017 года 3 города имели наличное население более 1 млн человек: Киев (столица страны) — 2 925 760 человека; Харьков — 1 439 036 человек; Одесса — 1 010 783 человек. На тот момент население каждого из областных центров Украины, если не брать Ужгорода, составляло не менее 215 тыс. человек.

### Темпы роста, возрастная и гендерная структура
На рубеже XIX—XX веков на территории современной Украины наблюдался естественный прирост выше среднего по Российской Империи (14,9), наибольшие значения были отмечены в Екатеринославской, Таврической, Волынской губерниях и в Области Войска Донского. Последующие войны (Первая мировая война, Гражданская война, Вторая мировая война, в ходе которых Украина стала зоной боевых действий) и голод 1920-х, 1930-х, конца 1940-х годов самым негативным образом повлияли на демографическую ситуацию, в результате этих событий погибли миллионы человек.
Помимо всего прочего, сказалось замедление темпов прироста населения, характерное для индустриально развитых стран. Так, если с 1897 по 1913 год (16 лет) население Украины увеличилось на 24 % (см. таблицу 1), то с 1959 по 1976 год (17 лет) — всего на 17 %, а с 1976 по 1992 год (16 лет) — на 6 %.
Максимум численности населения Украины был отмечен в 1993 году, когда она достигла 52,2 млн. Начиная с этого года, регистрируется постоянное снижение численности населения с ростом эмиграции за границу, падением рождаемости и повышением смертности.
Уменьшение численности населения отмечается во всех регионах Украины, в том числе и в Киеве. По состоянию на 2020 год наименьшая убыль населения отмечалась в Черновицкой, Ровненской и Волынской областях.
В 2011 году в 11 тыс. населённых пунктов Украины не зафиксировано ни одного рождения. В том же 2011 году рождаемость превысила смертность лишь в 5 из 27 регионах Украины — Киеве, Закарпатской, Волынской, Черновицкой и Ровненской областях. В 2012 году Украина занимала 19-е место среди стран мира по показателям смертности на 1000 человек населения.
В 2013 году Украина находилась на 23-м месте в мире по уровню смертности на 1000 человек населения.

### Национальный состав

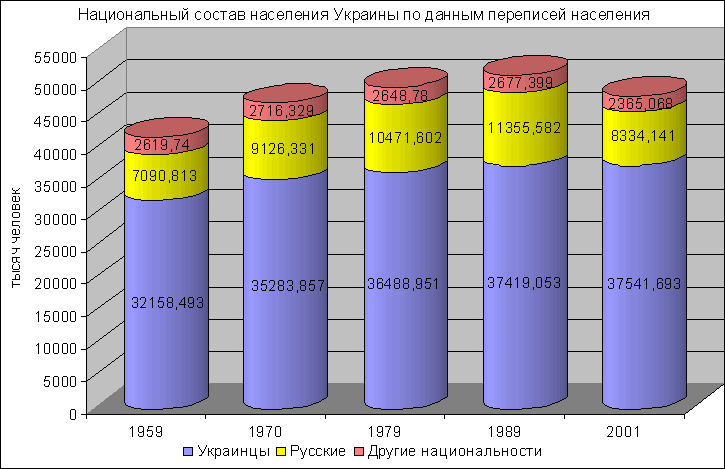
Национальный состав населения Украины по данным переписей населения

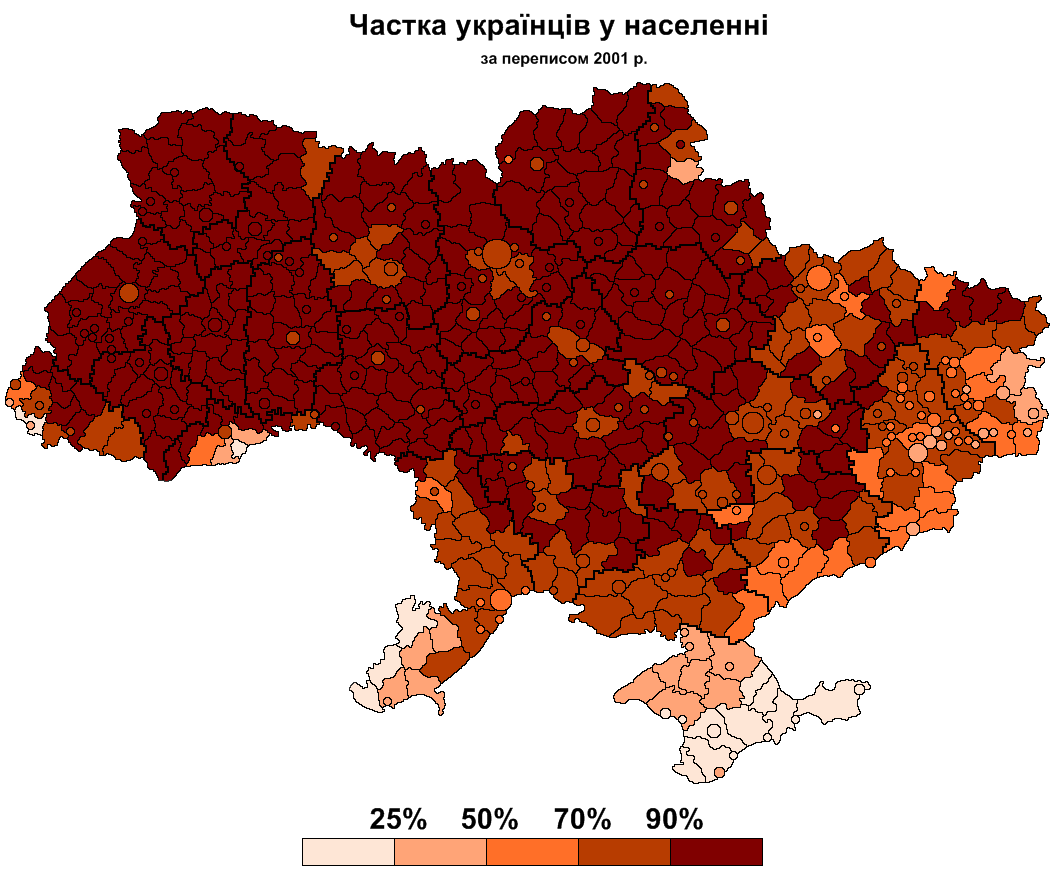
Доля этнических украинцев в населении районов и горсоветов Украины по переписи 2001 года

По данным последней всеукраинской переписи населения, проведённой в 2001 году, украинцы составляют 77,8 % населения и являются большинством во всех регионах, кроме АР Крым и Севастополя; русские — 17,3 %, составляют значительную часть населения в восточных и южных областях, особенно в АР Крым, а также в крупных городах); также проживают белорусы — 0,6 %, молдаване — 0,5 %, крымские татары — 0,5 %, болгары — 0,4 %, венгры — 0,3 %, румыны — 0,3 %, поляки — 0,3 %, евреи — 0,2 %, армяне — 0,2 %, греки — 0,2 %, татары — 0,2 %, другие — 1,2 %.
На Украине почти 20 лет не производилась перепись населения, потому современный этнический состав населения оценить сложно. Тем не менее, исследование статистики органов ЗАГС, в той части, где в актах гражданского состояния указывается национальность, позволяет говорить о наличии тенденции отождествления этнической принадлежности и гражданства. Так, в органах ЗАГС в 1993 году в Харькове 43,6 % указывали этническую принадлежность русские, а в 2014 году таких было всего 7,3 %; одновременно, доля тех, кто указывал национальность украинцы возросла с 49,9 % до 90,1 %.
По данным исследования, проведённого социологической службой Центра Разумкова с 11 по 23 декабря 2015 года на всей территории Украины, за исключением находившихся на тот момент под российской оккупацией Крыма и частей Донецкой и Луганской областей, украинцы составляли 86,3 % населения (на Западе — 96,1 %, в Центре — 94,9 %, на Востоке (Днепропетровская, Харьковская и Запорожская области) — 83,2 %, на Юге — 81,8 %, на свободных от российской оккупации частях Донецкой и Луганской областей — 61,3 %), русские — 8,9 % (на свободных от российской оккупации частях Донецкой и Луганской областей — 30,7 %, на Востоке — 10,9 %, на Юге — 8,9 %, в Центре — 2,6 %, на Западе — 1,1 %).

### Языки

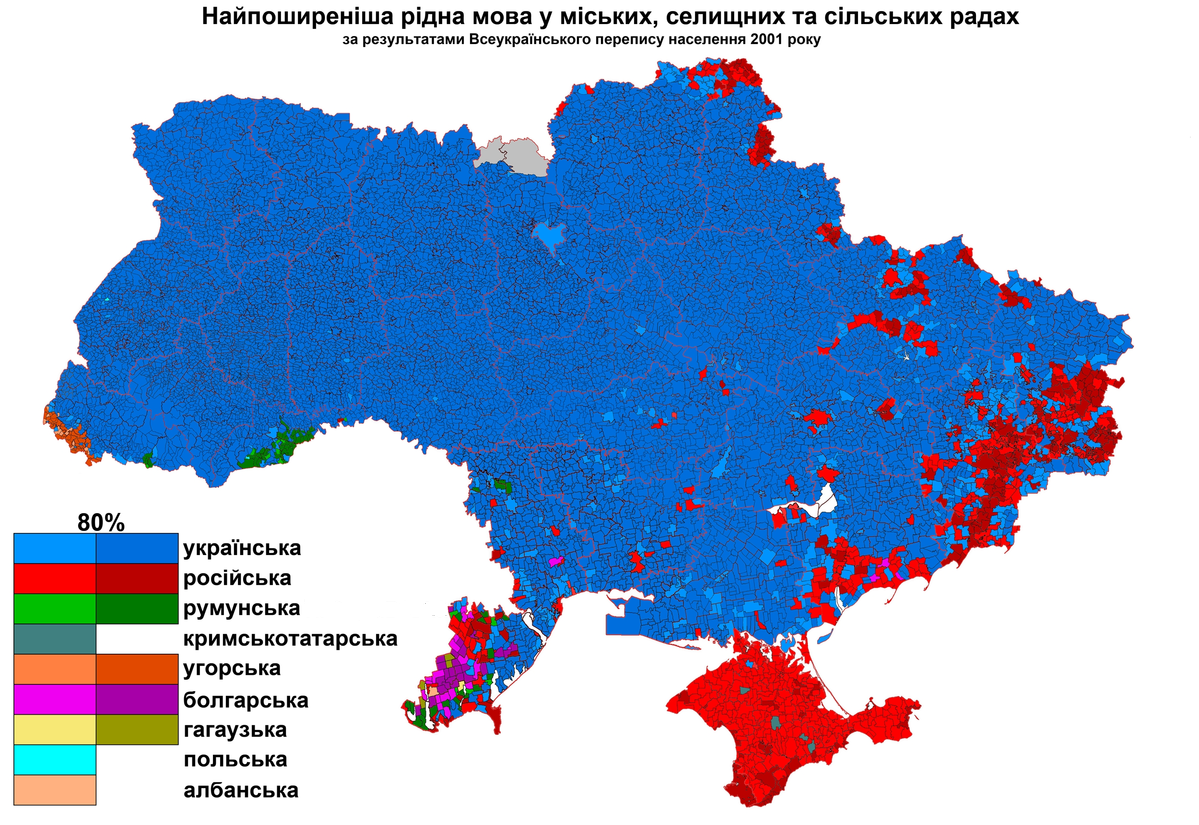
Самый распространённый родной язык по городским, посёлковым и сельским советам по данным переписи 2001 года

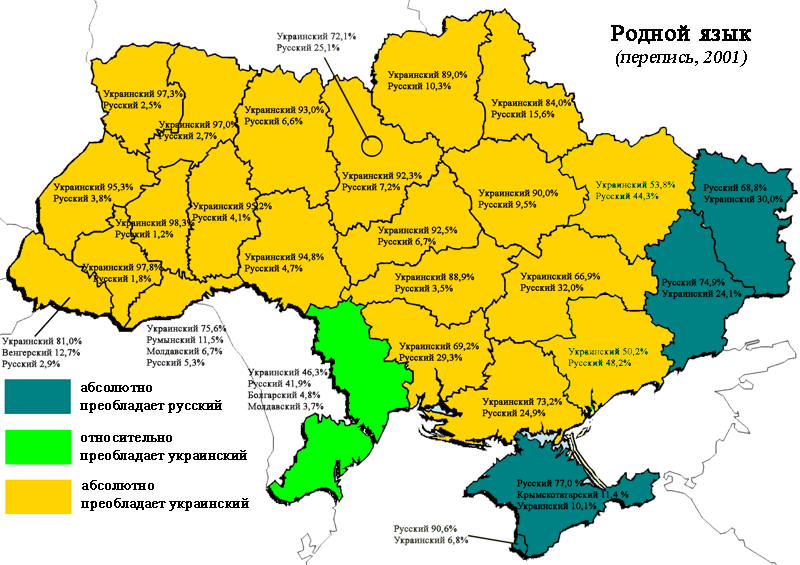
Родной язык населения Украины по данным переписи 2001 года

Вследствие проводимой во времена СССР русификации Украины доля украиноязычных в населении постепенно уменьшалась, а доля русскоязычных — возрастала. Доля указавших украинский язык родным в населении между 1959 и 1989 гг. сократилась с 73,0 % до 64,7 %. Особенно заметным было сокращение доли считающих украинский язык родным в южных и восточных областях: в Луганской области — на 15,6 % (с 50,5 % до 34,9 %), в Донецкой области — на 13,8 % (с 44,4 % до 30,6 %), в Запорожской области — на 11,7 % (с 61,0 % до 49,3 %), в Харьковской области — на 10,7 % (с 61,2 % до 50,5 %), в Днепропетровской области — на 10,6 % (с 72,1 % до 61,5 %), в Николаевской области — на 9,2 % (с 73,4 % до 64,2 %), в Херсонской области — на 8,0 % (с 75,7 % до 67,7 %).
| - Доля учащихся в школах с украинским языком обучения в 1991/92 учебном году - Отношение доли учащихся в школах с украинским языком обучения в 1991/92 учебном году к доле населения, назвавшего родным украинский язык во время переписи 1989 года |

Законодательное регулирование
Согласно ст. 10 Конституции Украины, единственным государственным языком является украинский. Государство обеспечивает всестороннее развитие и функционирование украинского языка во всех сферах общественной жизни на всей территории Украины, при этом гарантируется свободное развитие, использование и защита русского и других языков национальных меньшинств Украины.
До 10 августа 2012 года действовал Закон Украины «О языках в Украинской ССР», согласно которому русский язык был одним из языков межнационального общения (ст. 4), знание которого требовалось от должностных лиц наряду со знанием украинского (ст. 6).
Принятие закона «Об основах государственной языковой политики» привело к приданию русскому языку статуса регионального языка в городе Севастополь, Донецкой, Луганской (за исключением четырёх северных районов, где русский во время переписи 2001 года родным языком назвали менее 10 % населения), Одесской, Запорожской, Харьковской, Николаевской, Херсонской и Днепропетровской областях Украины, что вызвало значительный резонанс, острые дискуссии в обществе и спровоцировало протестные акции — «Займитесь делом, а не языком!», «Языковой майдан» и «Месть за раскол страны». Также существовали опасения, что закон может привести Украину к «белорусской языковой ситуации».
28 февраля 2018 года принятый в 2012 году Закон Украины «Об основах государственной языковой политики» был признан неконституционным и утратил силу.
Принятый в апреле 2019 года закон «Об обеспечении функционирования украинского языка как государственного» закрепил обязательность и превалирование украинского языка в череде сфер общественной жизни Украины, в частности — в сфере услуг.
Перепись 2001 года

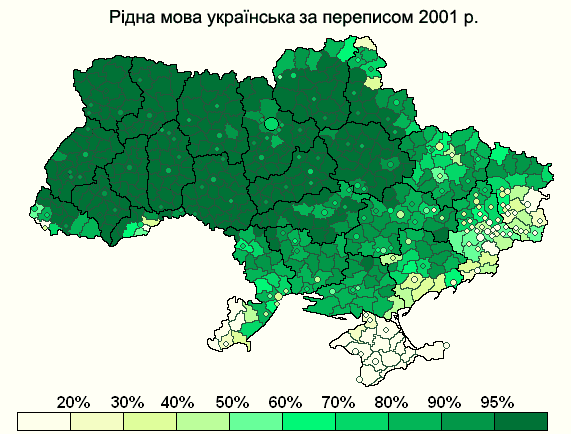
Украинский язык по районам и горсоветам Украины по переписи 2001 года

По данным Всеукраинской переписи населения 2001 года, 85,2 % всего населения Украины назвали родным язык своей национальности (в 1979 — 88,5 %). Большинство населения государства (32,6 млн чел. или 67,5 %, в 1959 — 73,0 %), по данным переписи, назвало родным языком украинский язык. Численность украинцев, назвавших родным языком язык своей национальности, превышает 85,2 % (в 1979 — 93,5 %).
Украинский язык преобладал практически во всех сельских, поселковых и городских советах Тернопольской, Ивано-Франковской, Волынской, Ровненской, Хмельницкой, Винницкой, Житомирской, Черкасской, Киевской и Полтавской областей. Во Львовской области преимущественно украиноязычным не являлся лишь один сельсовет. Украинский язык родным также назвало абсолютное большинство населения города Киева, Черниговской, Кировоградской, Сумской, Закарпатской, Черновицкой, Херсонской, Николаевской, Днепропетровской, Харьковской и Запорожской областей, относительное большинство (46,3 %) населения Одесской области, 30,0 % населения Луганской области, 24,1 % населения Донецкой области, 10,1 % населения Автономной Республики Крым и 6,8 % населения Севастопольского горсовета.

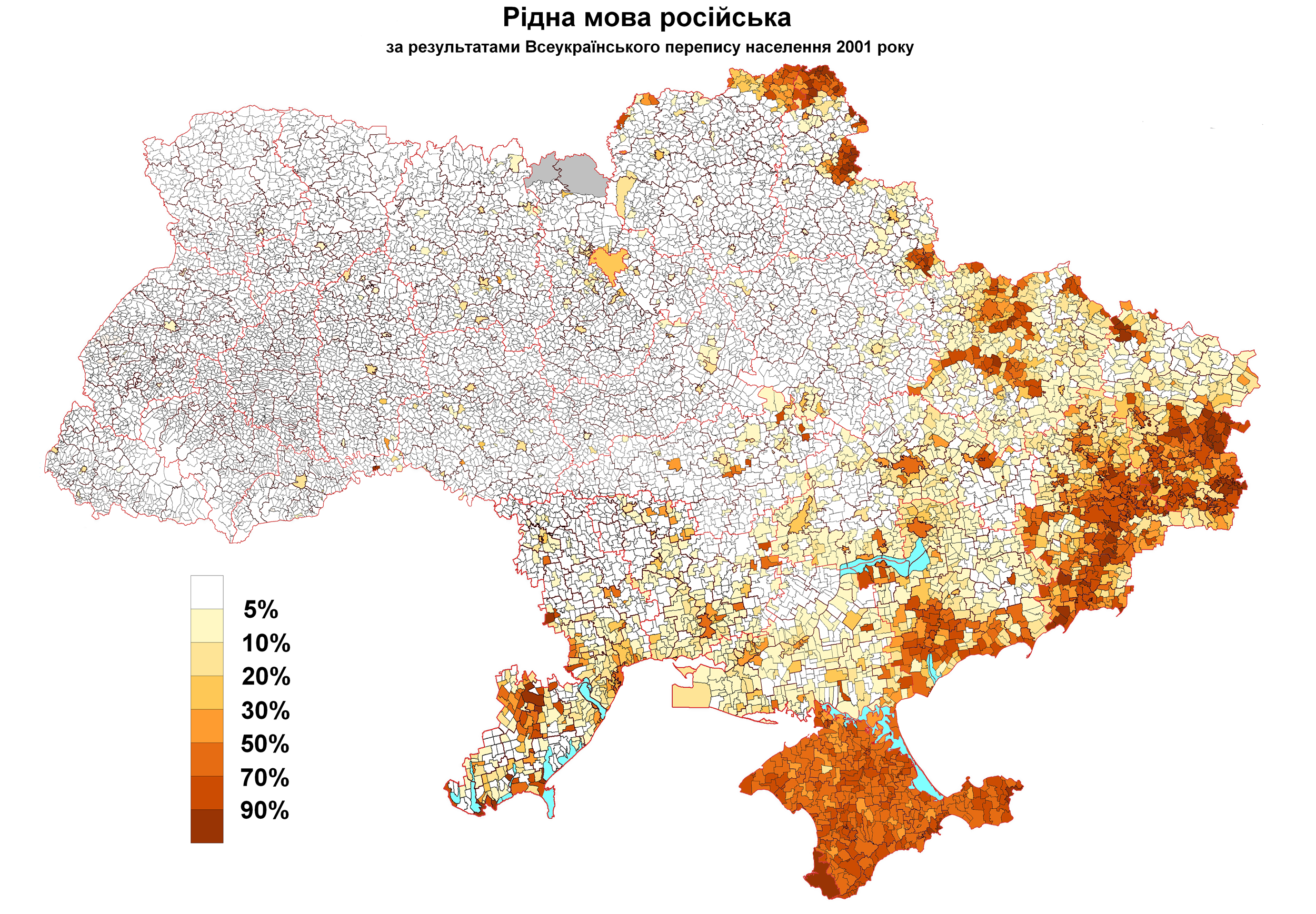
Доля жителей городских, посёлковых и сельских советов, назвавших русский родным языком по переписи 2001 года

Русский язык назвали родным 29,6 % жителей Украины (в 1959 — 24,3 %). Согласно переписи, сплошные ареалы русского языка в сельской местности существовали в Крыму, Донецкой, Луганской, Харьковской и Сумской (в нескольких разных по размеру приграничных с Россией зонах) областях, а также на юге Одесской и Запорожской областей. Островные русские говоры имелись в нескольких сельсоветах Херсонской, Николаевской и Кировоградской областей, а также в одном сельсовете Черновицкой области. Русский язык также преобладал в пятнадцати посёлковых и сельских советах на крайнем севере Черниговской области.

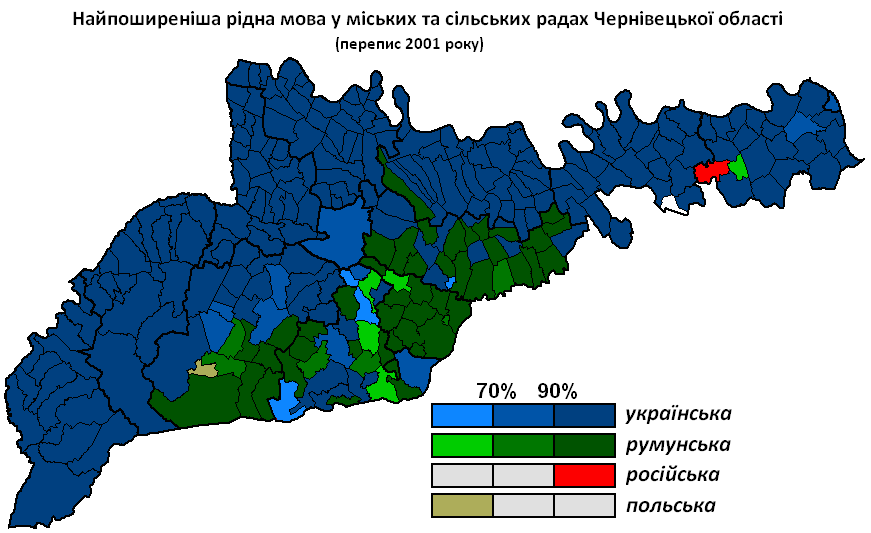
Языковая карта Черновицкой области по переписи 2001 года

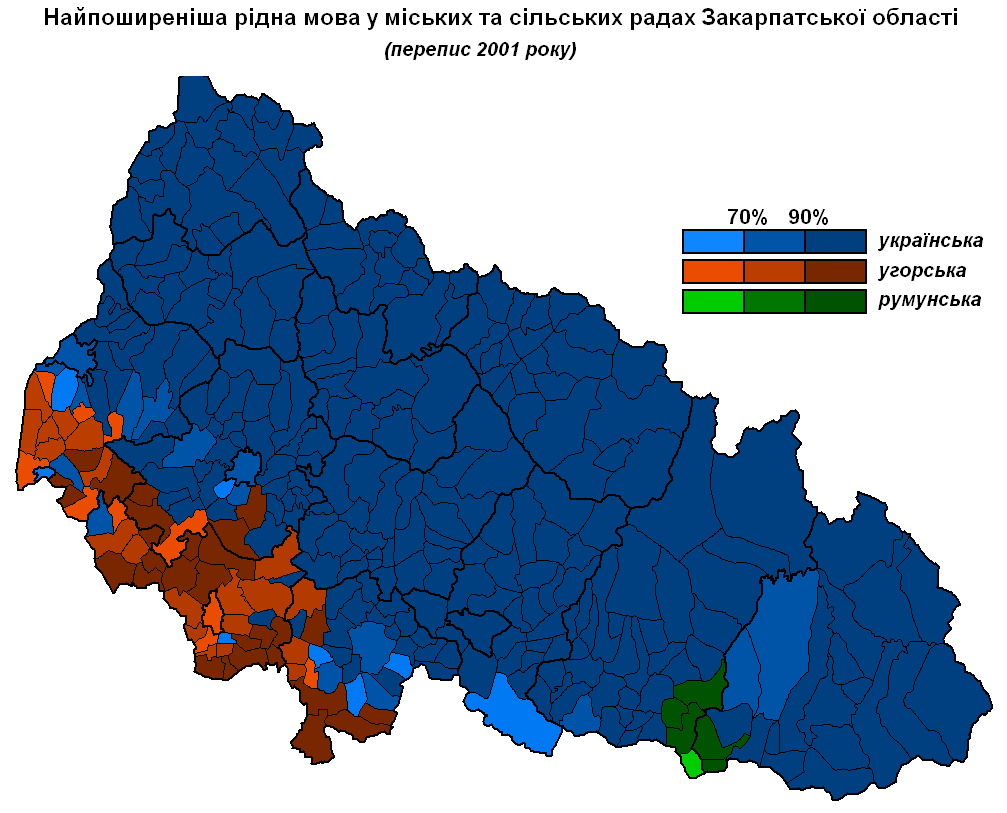
Языковая карта Закарпатской области по переписи 2001 года

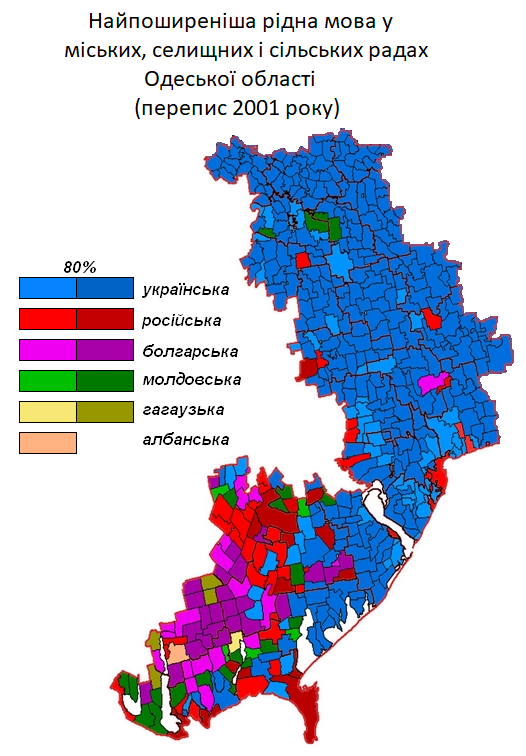
Языковая карта Одесской области по переписи 2001 года

В некоторых регионах Украины — в Крыму, Закарпатской, Черновицкой и Одесской областях — также распространены другие языки: крымскотатарский язык родным в 2001 году назвали 11,33 % населения Автономной Республики Крым. Румынский или молдавский язык родным назвали 18,64 % (11,85 % назвали родным «румынский», 6,79 % — «молдавский») населения Черновицкой области, 3,79 % (0,01 % и 3,78 %) населения Одесской области и 2,60 % (2,57 % и 0,03 %) населения Закарпатской области. Венгерский язык родным назвали 12,65 % населения Закарпатской области. Болгарский язык родным назвали 4,87 % населения Одесской области.
Локальное распространение имели гагаузский, преобладавший в пяти сельсоветах на юге Одесской области, польский, преобладавший в одном сельсовете Львовской области и одном сельсовете Черновицкой области, и албанский, преобладавший в одном сельсовете на юге Одесской области.
Опросы
Согласно данным опроса, проведённого в 2004 году Киевским международным институтом социологии (КМИС), на русском языке было проще общаться дома для 45 % населения Украины, тогда как на украинском — 42 %, одинаково легко общаться на обоих языках — 13 %. По данным этого опроса КМИС, в первую очередь использовали для общения русский язык абсолютное большинство населения южных и восточных регионов.
По данным опроса, проведённого компанией «Research & Branding Group» в 2006 году, на тот момент 68 % граждан Украины свободно владели русским языком, тогда как украинским — 57 %.
По данным исследования Киевского международного института социологии, проведённого 8—16 апреля 2014 года во всех юго-восточных регионах Украины, кроме АР Крым и города Севастополя, с утверждением о том, что «Россия справедливо защищает интересы русскоязычных граждан на юго-востоке» не согласилось абсолютное большинство респондентов из Николаевской (71,5 %), Днепропетровской (65,6 %), Херсонской (61,1 %), Запорожской (53,3 %), Харьковской (53,0 %) и Одесской (52,3 %) областей, а также меньшинство в Донецкой (33,4 %) и Луганской (31,8 %) областях. Согласились с утверждением относительное большинство респондентов из Донецкой (47,0 %) и Луганской (44,2 %) областей, а также меньшинство в Харьковской (36,6 %), Одесской (30,6 %), Херсонской (23,5 %), Днепропетровской (21,0 %), Запорожской (19,5 %) и Николаевской (14,6 %) областях. В то же время абсолютное большинство опрошенных из всех регионов не согласились как с утверждением о том, что в Украине ущемляются права русскоязычного населения, так и с утверждением о том, что в их регионах ущемляются права украиноязычного населения.
Согласно исследованиям, проведённым «Центром Разумкова», в 2016 году украинский язык своим родным считали 69 % граждан Украины (в 2011 году — 61 %), русский язык — 27 % (в 2011 году — 36 %), другие языки — 2 %.
По данным опроса, проведённого Социологической группой «Рейтинг» с 16 ноября по 10 декабря 2018 года в рамках проекта «Портрети Регіонів», 63 % респондентов поддерживали статус украинского языка как единственного государственного на всей территории Украины (в 2016 — 58 %). 15 % считали, что единственным государственным языком должен быть украинский, а русский — вторым официальным в некоторых регионах страны (в 2016 — 22 %), в то время как 17 % придерживались мнения, что русский язык должен стать вторым государственным языком (в 2016 — 15 %). 4 % затруднились с ответом. Желание сохранить «языковой статус-кво» — украинский язык единственным государственным без какой-либо «официализации» русского — разделяло абсолютное большинство респондентов в Тернопольской (95 %), Ивано-Франковской (94 %), Львовской (90 %), Ровненской (87 %), Волынской (85 %), Хмельницкой (85 %), Черкасской (85 %), Закарпатской (82 %), Полтавской (80 %), Черниговской (80 %), Винницкой (75 %), Житомирской (74 %), Черновицкой (71 %), Кировоградской (70 %), Киевской (68 %), Херсонской (65 %), Сумской (60 %), Николаевской (60 %), Днепропетровской (52 %) областях и городе Киеве (65 %), относительное большинство (43 %) респондентов в Запорожской области. В то же время поддержка предоставления русскому языку статуса второго государственного относительно преобладала в Одесской (41 %) и Харьковской (37 %) областях, а также в свободных на тот момент от российской оккупации частях Луганской (39 %) и Донецкой (37 %) областей.
По данным опроса Киевского международного института социологии, проведённого в мае—июне 2020 года, 66,5 % респондентов (78,4 % на Западе, 71,0 % в Центре, 53,2 % на Юге и 55,5 % на Востоке) были полностью или скорее согласны с мнением, что государство должно способствовать дальнейшей имплементации закона «Об обеспечении функционирования украинского языка как государственного» во всех сферах общественной жизни, полностью или скорее не согласны 19,8 % респондентов (12,2 % на Западе, 16,3 % в Центре, 28,6 % на Юге и 27,9 % на Востоке), затруднились с ответом — 12,8 % (9,0 % на Западе, 11,7 % в Центре, 16,8 % на Юге и 16,2 % на Востоке). Единственной группой населения, среди которой преобладало несогласие с дальнейшей имплементацией языкового закона, являлись этнические русские (39,6 % согласных против 47,9 % несогласных).
Российско-украинская война
С 2014 года захваченный Россией Крым и оккупированные части Донецкой и Луганской областей подвергаются русификации.
Вторжение России в Украину в 2022 году спровоцировало значительные изменения в восприятии украинским обществом языкового вопроса: значительная часть в прошлом русскоязычного населения перешла на украинский язык, а популярность идеи о предоставлении русскому языку официального статуса во всей стране или в отдельных её областях достигла самых низких показателей с момента обретения Украиной независимости. В столице и ряде областей Украины были украинизированы практически все существовавшие в них до начала российского вторжения русские классы и школы: по состоянию на 2023/24 учебный год только в Харьковской и Днепропетровской областях до сих пор существовали классы с русским языком преподавания, суммарно в них насчитывалось менее 500 учеников. В школах Киева, Черкасс, Житомира, Николаева и Одессы отказались от преподавания русского языка как дисциплины. По состоянию на 2024/25 учебный год классы с преподаванием на русском языке существуют только в Харьковской области, в них насчитывается 345 учеников. В 99 % учебных заведений на свободной от российской оккупации территории Украины преподают на украинском языке.
В то же время насильственной русификации подвергаются оккупированные Россией территории Украины — в школах преподают только на русском языке даже в полностью украиноязычных населённых пунктах. Украинские учебники оказались под запретом, а желающие учиться на украинском вынуждены делать это втайне от оккупационных властей. На захваченных территориях уничтожается украиноязычная литература. Русификации также подвергаются депортированные в Россию украинские дети.

### Религиозный состав

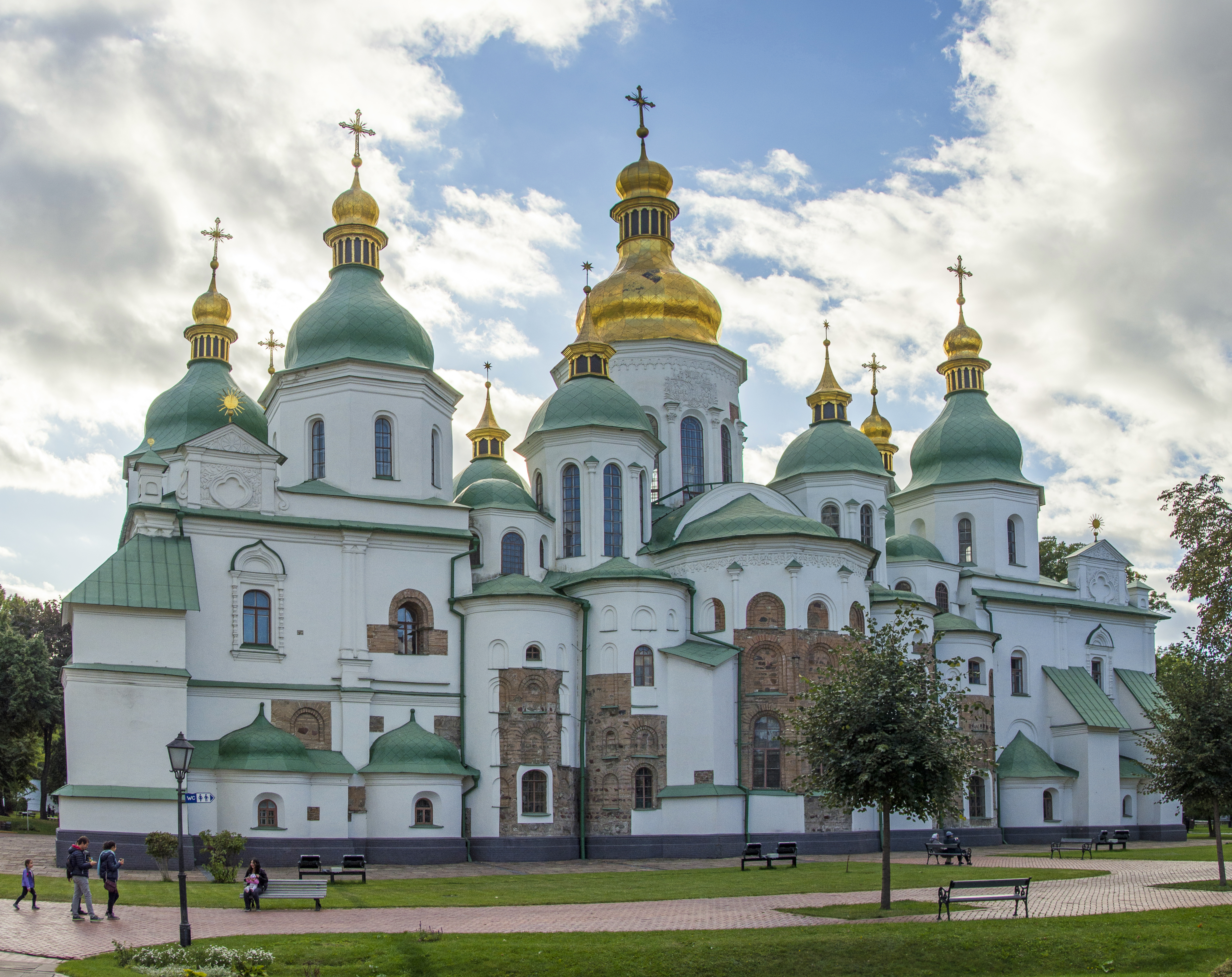
София Киевская, один из старейших храмов на Украине

Украина — светское государство, ст. 35 Конституции гарантирует свободу вероисповедания.
Согласно исследованию, проведённому в начале 2015, большинство опрошенных жителей Украины считают себя верующими-христианами: 74 % жителей — православными, 8 % — греко-католиками, по 1 % — римо-католики и протестанты (евангельские христиане); просто христианами себя назвали около 9 % опрошенных; не относят себя ни к одному из религиозных вероисповеданий 6 %, а ещё 1 % респондентов затруднились с ответом.
С декабря 2018 года на Украине сосуществует 2 крупные юрисдикции, называющие себя украинскими православными церквями: Украинская православная церковь (в составе Русской православной церкви), Православная церковь Украины (автокефальная с января 2019 года); также существуют более мелкие структуры.
Общее количество католиков (всех обрядов) на Украине, по данным «Annuario Pontificio» за 2009 год, составляет 4 801 879 человек в 4293 общинах.
Наиболее влиятельными протестантскими церквями являются «Всеукраинский Союз Церквей евангельских христиан-баптистов», «Всеукраинский союз церквей христиан веры евангельской-пятидесятников» и «Украинская унионная конференция церкви адвентистов седьмого дня».

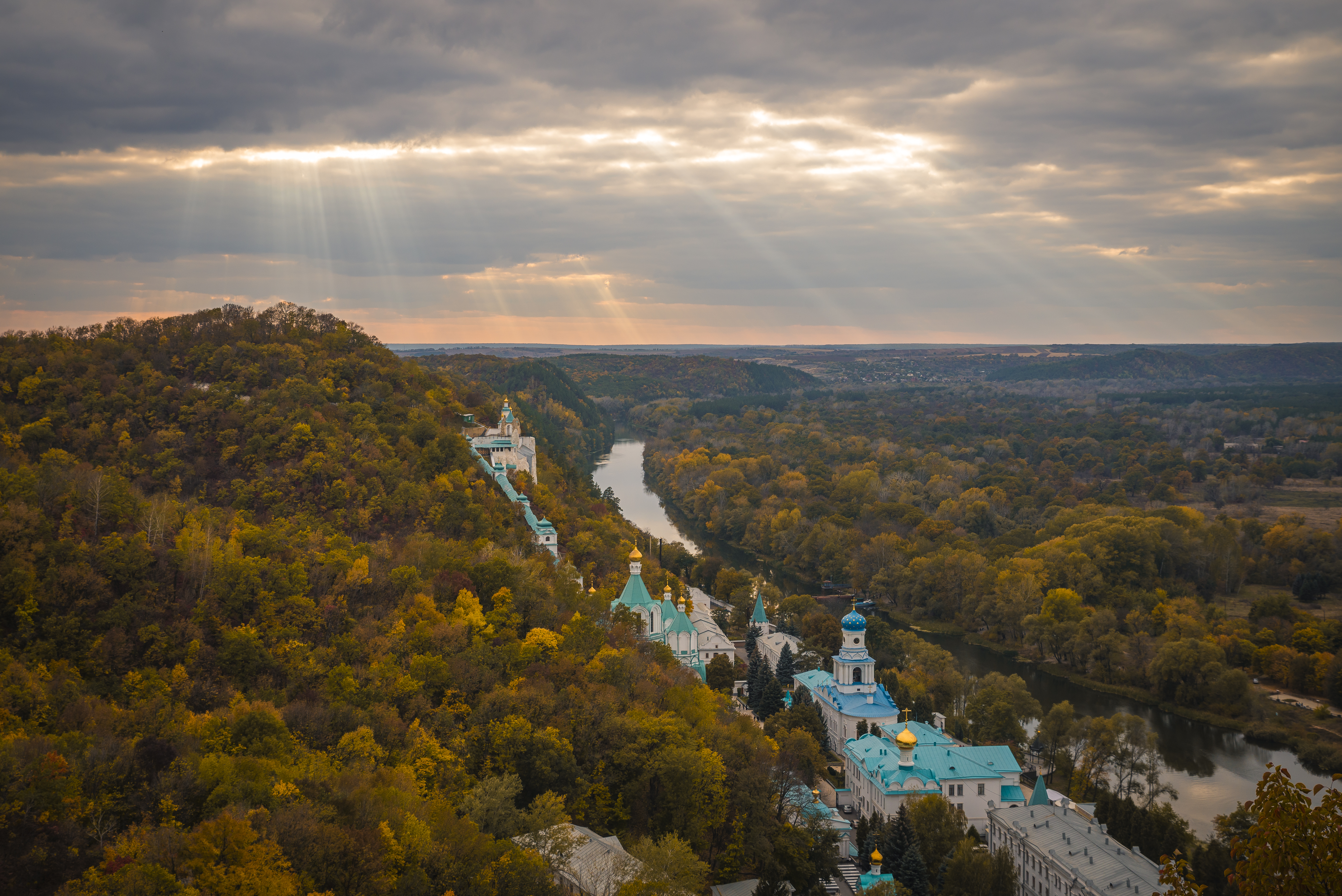
Святогорская Лавра в Донецкой области

По состоянию на начало XXI века, доля мусульман, по оценке одного из руководителей мусульманской общины, составляла от 1 до 4 % украинцев (в основном, этнические крымские татары). Мусульмане проживают в Крыму, наиболее значительные общины — в Симферополе, Бахчисарае и Старом Крыму.
По состоянию на 1 января 2015 года в стране (без учёта данных по Крыму) было зарегистрировано 87 религиозных центров и 292 религиозных управления (епархии, диоцезы и т. д.), которые представляют более 50 различных конфессиональных направлений функционируют 32 792 зарегистрированные местные религиозные общины, 516 монастырей, 365 религиозных миссий, 78 братств, 198 духовных учебных заведений, 12406 воскресных школ.

## Административное деление
Конституция Украины закрепляет следующее деление Украины: 24 области, 2 города со специальным статусом и Автономная Республика Крым.
На Украине насчитывается 490 районов, 459 городов, 885 посёлков городского типа и 28 450 сёл и прочих населённых пунктов.
| Административное деление Украины | Области | Области |
| --- | --- | --- |
| Винницкая область Волынская область Донецкая область Днепропетровская область Житомирская область Закарпатская область Запорожская область Ивано- Франковская область Киевская область Кировоградская область АР Крым Луганская область Львовская область Николаевская область Одесская область Полтавская область Ровненская область Сумская область Тернопольская область Харьковская область Херсонская область Хмельницкая область Черкасская область Черниговская область Черновицкая область Азовское море Чёрное море Днепр Россия Беларусь Слов. Венг. Польша Румыния Молд. ПМР • Киев • Севастополь | - Винницкая - Волынская - Днепропетровская - Донецкая - Житомирская - Закарпатская - Запорожская - Ивано-Франковская - Киевская - Кировоградская - Луганская - Львовская - Николаевская - Одесская - Полтавская - Ровненская - Сумская - Тернопольская - Харьковская - Херсонская - Хмельницкая - Черкасская - Черновицкая - Черниговская | - Винницкая - Волынская - Днепропетровская - Донецкая - Житомирская - Закарпатская - Запорожская - Ивано-Франковская - Киевская - Кировоградская - Луганская - Львовская - Николаевская - Одесская - Полтавская - Ровненская - Сумская - Тернопольская - Харьковская - Херсонская - Хмельницкая - Черкасская - Черновицкая - Черниговская |
| Винницкая область Волынская область Донецкая область Днепропетровская область Житомирская область Закарпатская область Запорожская область Ивано- Франковская область Киевская область Кировоградская область АР Крым Луганская область Львовская область Николаевская область Одесская область Полтавская область Ровненская область Сумская область Тернопольская область Харьковская область Херсонская область Хмельницкая область Черкасская область Черниговская область Черновицкая область Азовское море Чёрное море Днепр Россия Беларусь Слов. Венг. Польша Румыния Молд. ПМР • Киев • Севастополь | Автономия | Города со специальным статусом |
| Винницкая область Волынская область Донецкая область Днепропетровская область Житомирская область Закарпатская область Запорожская область Ивано- Франковская область Киевская область Кировоградская область АР Крым Луганская область Львовская область Николаевская область Одесская область Полтавская область Ровненская область Сумская область Тернопольская область Харьковская область Херсонская область Хмельницкая область Черкасская область Черниговская область Черновицкая область Азовское море Чёрное море Днепр Россия Беларусь Слов. Венг. Польша Румыния Молд. ПМР • Киев • Севастополь | - Автономная Республика Крым | - Киев - Севастополь |

Автономная Республика Крым, согласно Конституции Украины, является её неотъемлемой составляющей частью и в пределах полномочий, определённых Конституцией Украины, решает вопросы, отнесённые к её ведению.
Административно-территориальное деление на региональном уровне
До недавнего времени области делились на районы, подчинённые райцентрам. Соответственно, и в структуре власти выделялись советы и исполнительные органы (администрации) областного, районного, местного, городского уровней. Согласно реформе 2015 года административно-территориальное деление Украины должно быть изменено (децентрализовано) с образованием вместо 11 тыс. местных советов 1,5-2 тыс. объединённых территориальных громад.

## Государственное и политическое устройство
Украина — унитарная республика смешанного типа. Основным законом государства является конституция.
Согласно «Economist Intelligence Unit» Украина в 2018 была классифицирована по индексу демократии как гибридный режим, заняв 17-е место из 29 стран Восточной Европы.

### Исполнительная власть

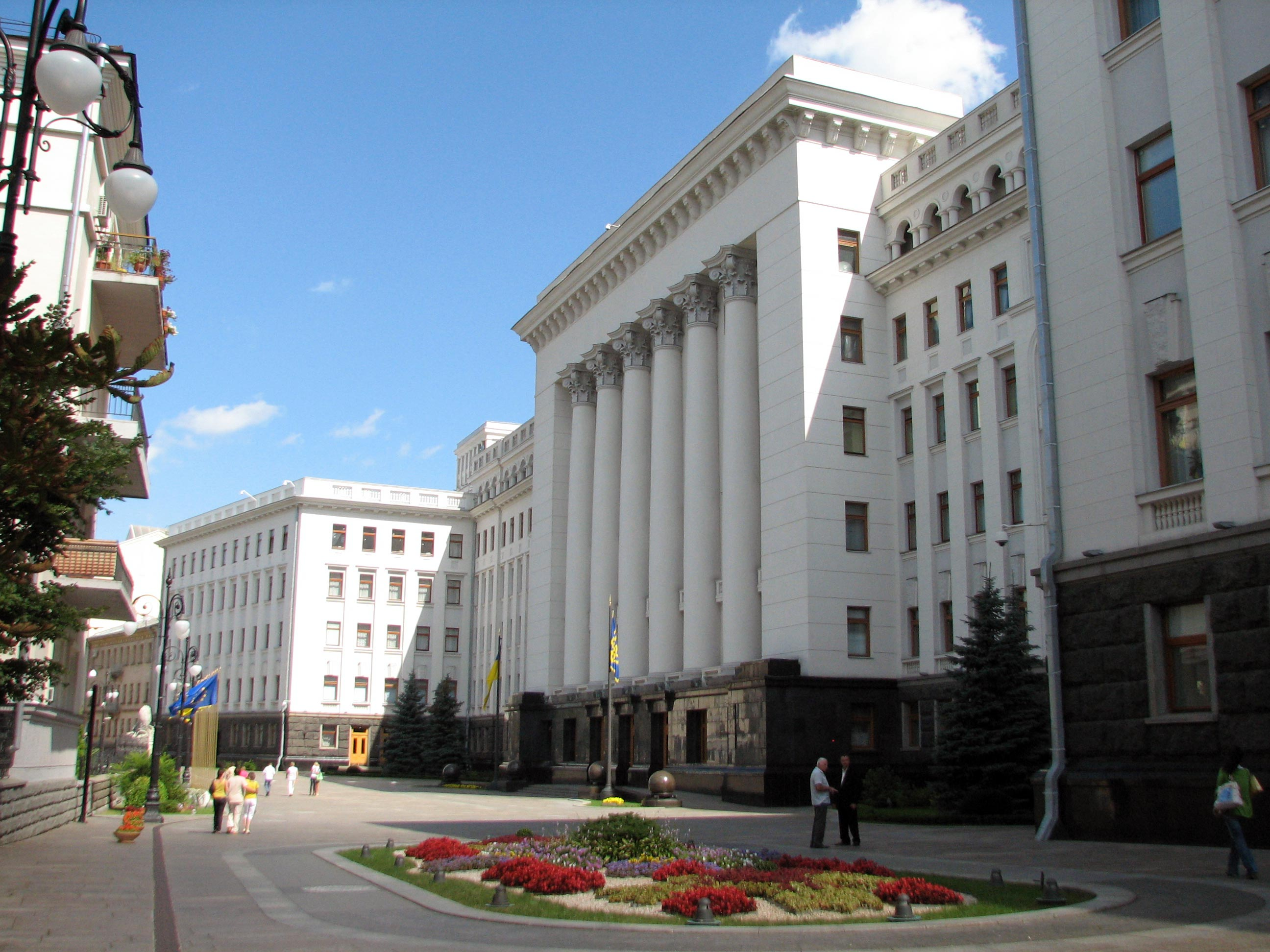
Резиденция президента Украины

Главой государства является президент, который также является верховным главнокомандующим Вооружёнными силами Украины и председателем Совета национальной безопасности и обороны Украины. Должность президента была учреждена 5 июля 1991 года, первым президентом Украины с 1991 по 1994 год являлся Леонид Кравчук. С 20 мая 2019 года должность президента занимает Владимир Зеленский.

Президент избирается сроком на 5 лет тайным голосованием на всеобщих прямых равных выборах, один и тот же человек не может занимать президентский пост более двух сроков подряд. Леонид Кравчук стал первым в истории страны всенародно избранным президентом, победив на президентских выборах 1991 года.

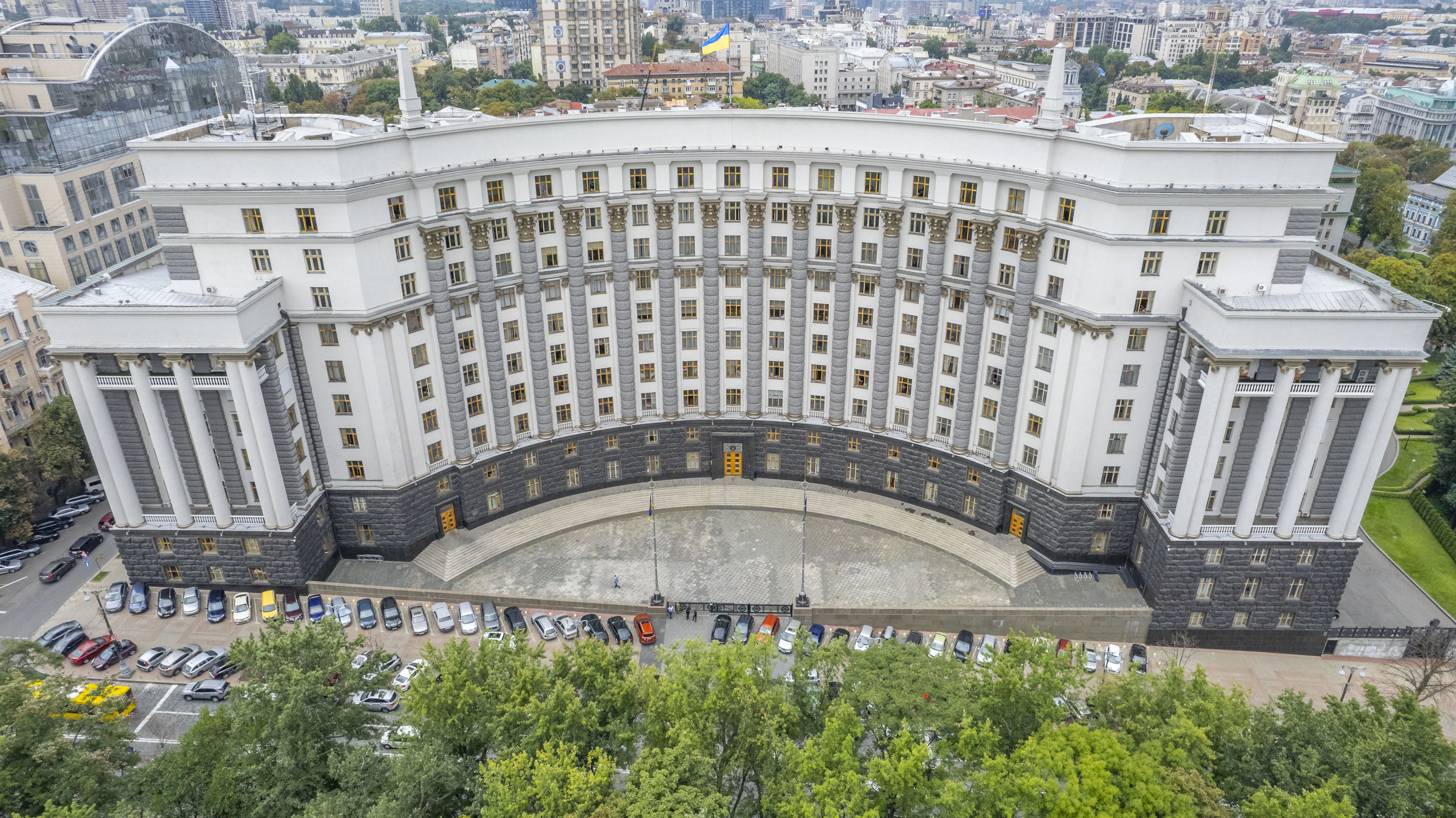
Кабинет министров Украины

Высший орган исполнительной власти Украины — кабинет министров, главой которого является премьер-министр и в состав которого входят первый вице-премьер, вице-премьеры и министры. С 17 июля 2025 года премьер-министром является Юлия Свириденко.

### Законодательная власть
Единственным органом законодательной власти в стране является Верховная рада Украины. Действующий созыв Верховной рады — девятый. Она является постоянно действующей структурой и созывается на сессии 2 раза в год.

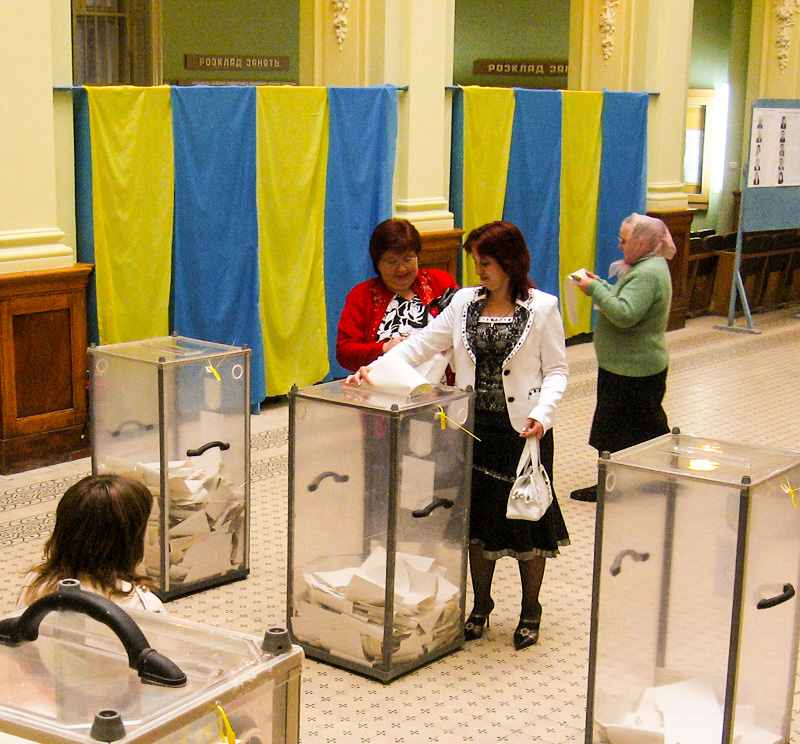
Парламентские выборы

На своих регулярных сессиях Верховная рада проводит инаугурацию избранного президента и утверждает предложенные президентом основные направления государственного курса на пятилетний срок. Президент несёт ответственность перед Верховной радой, парламент может объявить ему импичмент в порядке, установленном Конституцией.
Конституционный состав Верховной рады Украины — 450 депутатов.

В компетенцию парламента, согласно ст. 84 Конституции, входят разработка, принятие и контроль за исполнением законов, утверждение государственного бюджета, ратификация международных соглашений, назначение всеукраинского референдума и другие полномочия.

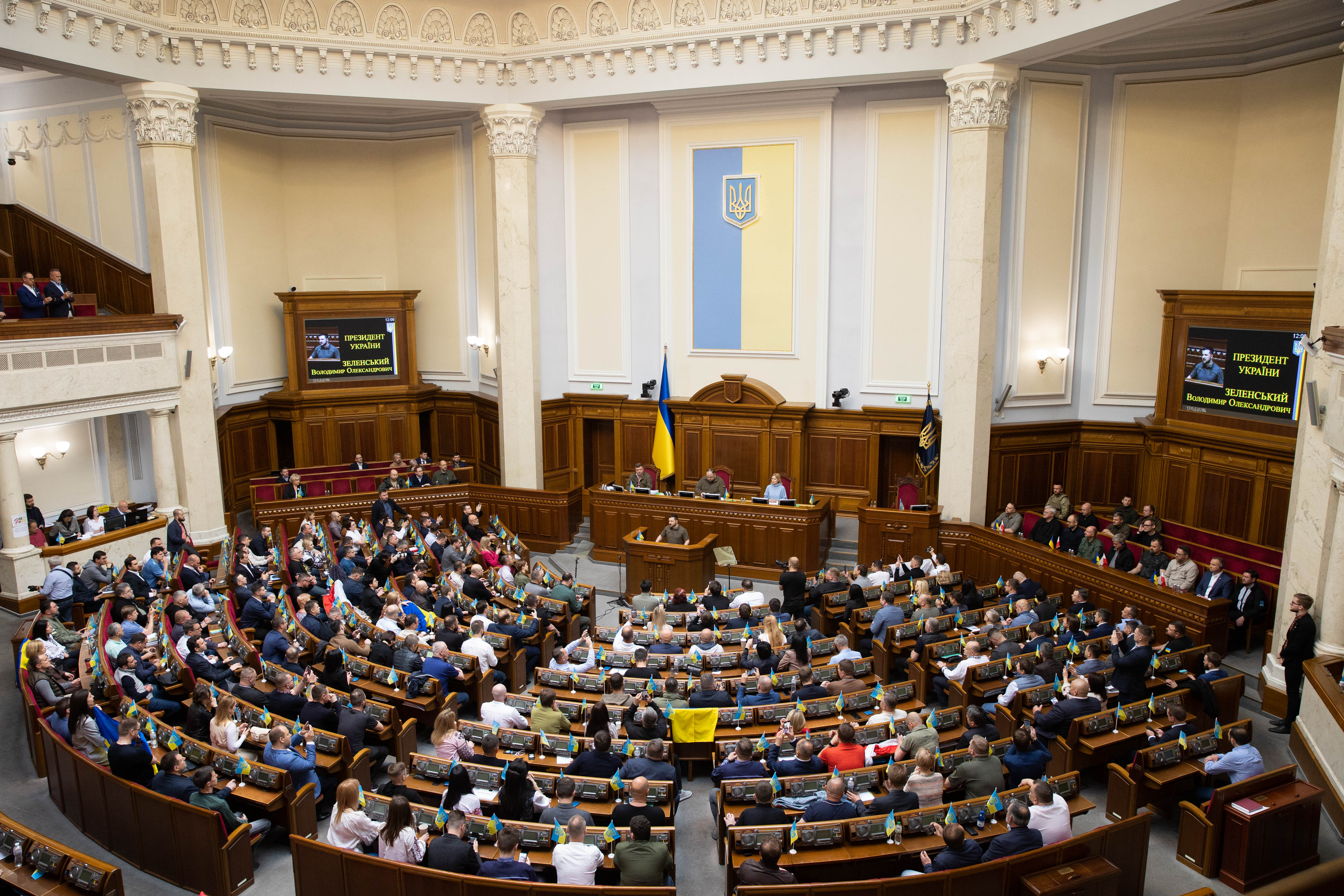
Парламент Украины Верховная Рада

Народные депутаты Украины избираются на 5-летний срок в ходе прямых всеобщих равных выборов, проводимых по смешанной системе.

### Судебная власть
Правосудие на Украине исполняется исключительно судами. Юрисдикция судов распространяется на все правоотношения, которые возникают в государстве. Система судов общей юрисдикции на Украине строится на принципах территориальности и специализации.

Кловский дворец. Верховный суд Украины

В судебной системе Украины действуют также хозяйственные (окружные, апелляционные) и административные (окружные, апелляционные) суды. Наивысшим судебным органом в системе судов общей юрисдикции является Верховный суд Украины. Ранее действовали Высший специализированный суд по рассмотрению гражданских и уголовных дел, Высший административный суд и Высший хозяйственный суд, ликвидированные в ходе судебной реформы. В настоящее время в составе Верховного Суда действуют Большая Палата, а также кассационные административный, гражданский, уголовный и хозяйственный суды. С 1 декабря 2021 года пост председателя Верховного Суда занимает Всеволод Князев.
Конституционный суд Украины является отдельным, независимым от судов общей юрисдикции. Он не может быть кассационной, апелляционной или наблюдательной инстанцией для судов общей юрисдикции. С 17 сентября 2019 года председателем Конституционного суда Украины является Александр Тупицкий.

### Политические партии
Для современной Украины характерна многопартийная система. Ранее до 1991 года главной политической силой оставалась коммунистическая партия, современная партийная система Украины сложилась в начале 1990-х годов.
Деятельность политических партий регулируется действующим законодательством. В 2001 году был принят закон «О политических партиях», в соответствии с которым право на создание партии имеют любые 100 граждан страны. Партия подлежит регистрации в министерстве юстиции. Все партии обязаны признавать принципы конституции Украины в качестве основного закона Украины.
По состоянию на 2021 год на Украине официально зарегистрировано 365 политических партий. На парламентских выборах, состоявшихся 21 июля 2019 года, приняли участие 22 из них, установленный законом порог в 5 % голосов преодолели 5 партий.

### Правовая система
Правовая система Украины имеет смешанный характер. Большая часть правовых норм установлена по классическим европейским образцам и принадлежит к романо-германской правовой семье.
После распада СССР в контексте процесса демократических преобразований происходит масштабное реформирование правовой системы, основной целью которой провозглашается обеспечение верховенства закона и независимости судебной власти.
Положения об обеспечении основных прав и свобод человека изначально заложены в украинской конституции.
Меры по улучшению ситуации в области прав человека стали одним из основных направлений либеральных реформ, проводящихся на Украине с начала 1990-х годов. В рамках этих усилий было принято соответствующее законодательство, активизирована работа Национальной комиссии по правам человека, усилено данное направление в работе Минюста. Проведён ряд расследований в отношении случаев нарушения прав человека, совершённых ранее.

### Государственная символика
Согласно ст. 10 Конституции, у Украины есть 3 государственных символа — флаг, герб и гимн.
15 января 1992 года была утверждена музыка государственного гимна Украины. 6 марта 2003 года Верховная рада Украины утвердила слова (текст первого куплета и припева) гимна.
28 января 1992 года Верховная рада Украины постановила утвердить Государственным флагом Украины национальный флаг, представляющий собой прямоугольное полотнище, состоящее из двух равных по ширине горизонтально расположенных полос: верхней — синего цвета, нижней — жёлтого цвета. Флагом Украины является прямоугольное полотнище с соотношением сторон 2:3 и состоящее из двух равновеликих полос — синей и жёлтой.
19 февраля 1992 года Верховная рада Украины приняла постановление «О государственном гербе Украины», согласно которому утвердила трезуб в качестве малого герба, рассматривая его как главный элемент большого герба. 28 июня 1996 года статьёй 20 Конституции Украины был утверждён малый герб государства — в лазоревом с золотою каймою щите золотой же тризуб. Тризуб во времена Киевской Руси являлся государственной эмблемой и родовой печатью князей Рюриковичей. Малый герб является основной частью так и не принятого большого герба, на котором изображён синий щит с жёлтым тризубом.

Флаг
Герб

### Государственные праздники
- 1 января — Новый год.

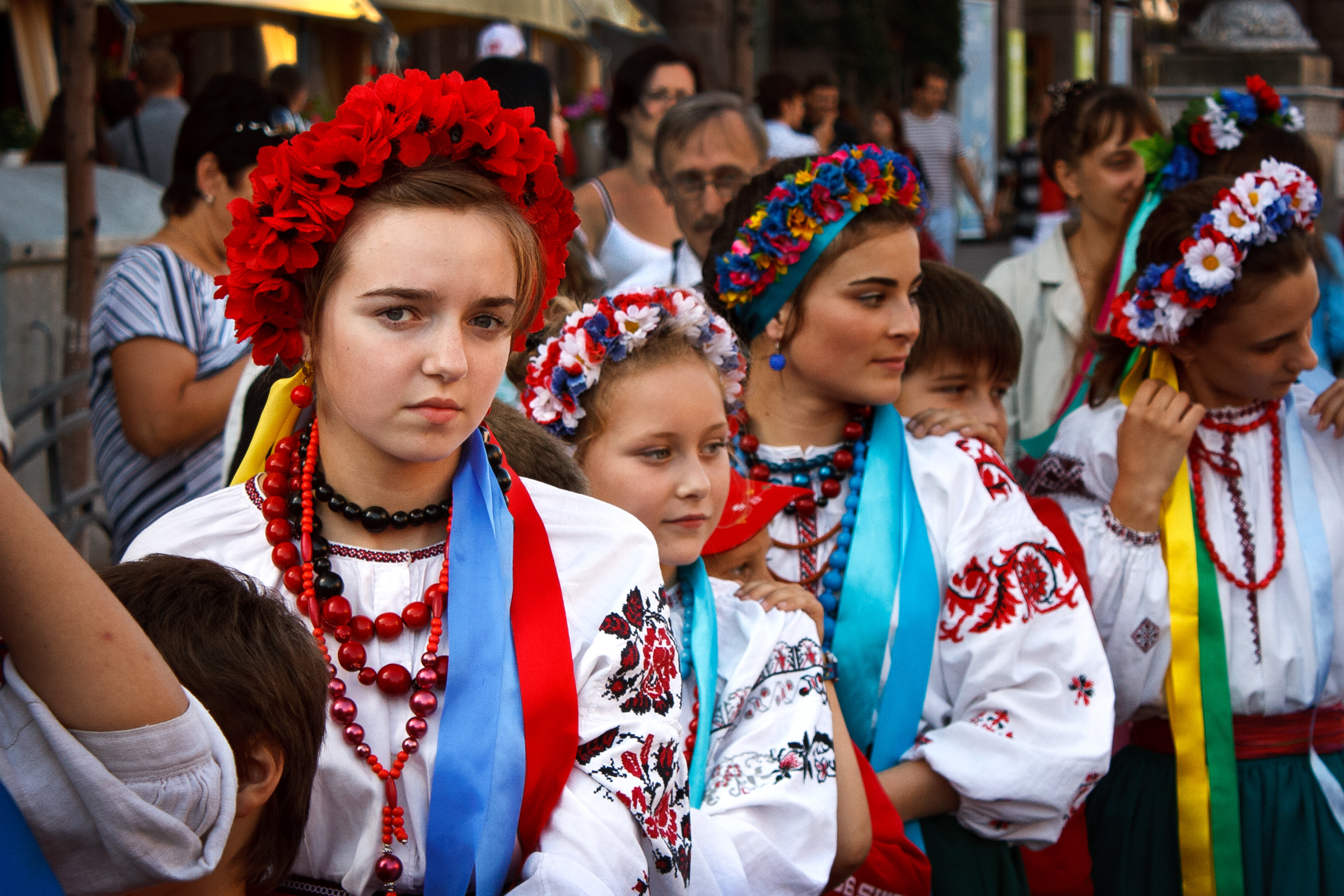
Украинские девушки в вышиванках на День Независимости (2011 год)

- 8 марта — Международный женский день.
- 1 — День труда[356].
- 8 мая — День памяти и победы над нацизмом во Второй мировой войне 1939 – 1945 годов.
- 28 июня — День Конституции Украины.
- 15 июля — День украинской государственности
- 24 августа — День Независимости Украины.
- 1 октября — День защитников и защитниц Украины[357][358].
- 25 декабря — Рождество Христово.
- Переходящая дата — Пасха.
- Переходящая дата — День Святой Троицы.

## Внешняя политика

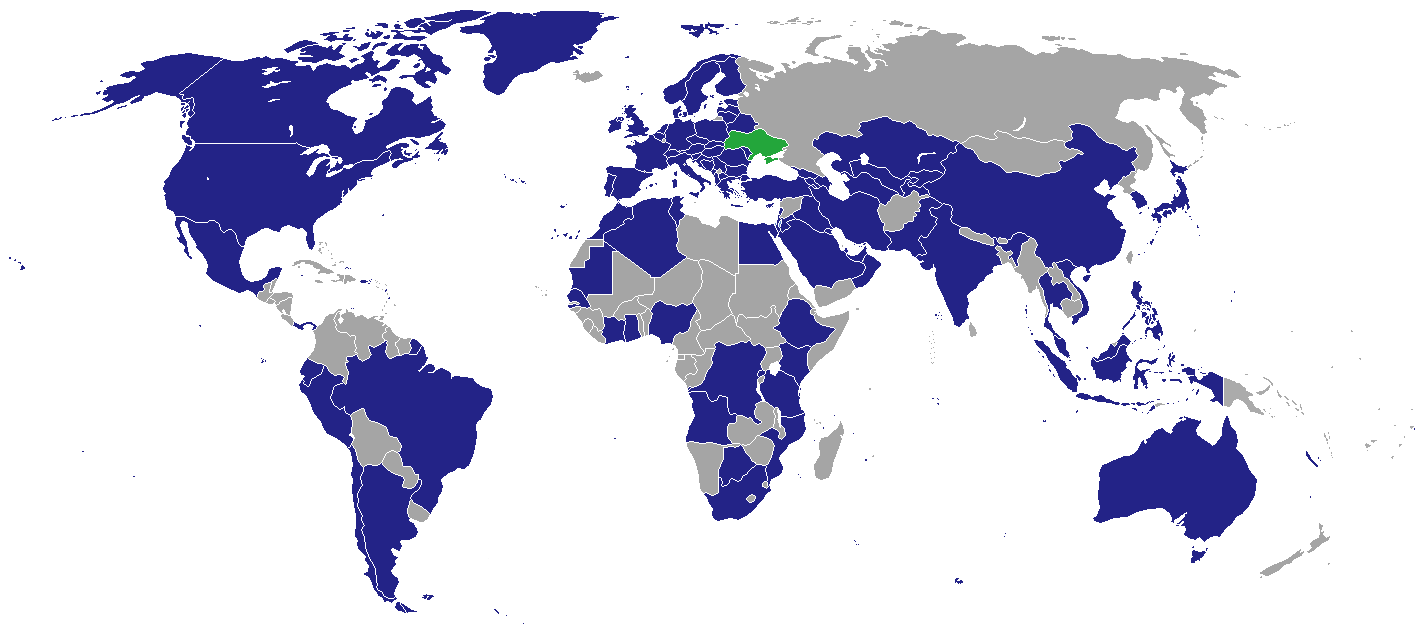
Украина имеет 84 посольства, 30 генеральных консульств и 6 консульств за рубежом

В период 1918—1922 годов Украинская Народная Республика имела дипломатические отношения с Польшей, Германией, Болгарией, Турцией, Ватиканом, Данией, Норвегией, Швецией, Швейцарией, Персией, Румынией, Литвой, Латвией, Финляндией, Эстонией, Грузией, Австрией и Чехословакией.
В 1945 году УССР стала членом ООН, а впоследствии таких организаций, как ЮНЕСКО, Международная организация труда и других. Миссии советской Украины при ООН были учреждены в Вене, Париже, Женеве, Нью-Йорке. В 1948 году Украина в первый раз стала непостоянным членом Совета Безопасности ООН. До 1991 года Польша, ГДР, Чехословакия, Венгрия, Румыния, Болгария, Югославия, Канада, ФРГ, США имели консульства в Киеве; Болгария, Куба, Индия и Египет — консульства в Одессе. После 1991 года Украина установила дипломатические отношения с большинством стран мира. Поскольку Российская Федерация, в обмен на выплаты по долгам СССР, забрала себе все его бывшие посольства, Украина осталась практически без зданий посольств или консульств за границей, за исключением посольства в США.
Вместе с Российской Федерацией и Беларусью Украина стала основателем Содружества Независимых Государств (СНГ), хотя в дальнейшем дистанцировалась от него. 31 мая 1997 года президенты Российской Федерации и Украины подписали Договор о дружбе, сотрудничестве и партнёрстве, который был ратифицирован Верховной радой и Государственной думой. 14—15 мая 1999 года на встрече президентов государств Центральной Европы во Львове Кучма заявил, что Украина пойдёт «по европейскому пути» и будет налаживать тесные связи с ЕС. Осудив бомбардировки Югославии весной 1999 года, украинская дипломатия предлагала свою посредническую роль в разрешении конфликта на Балканах.
До вторжения России 24 февраля 2022 года Украина осуществляла миротворческую деятельность в ДР Конго, Косове, районе Абьей (в Южном Судане) и Приднестровье. 7 марта 2022 года президент Украины Владимир Зеленский подписал указ о возвращении всех миротворческих сил.
Украина является членом таких организаций и их подразделений, как: ООН (с 1945), ЕЭК ООН (с 1947), ВПС (с 1947), МСЭ (с 1947), ВМО (с 1948), ВОЗ (с 1948), ДК (с 1949), ЮНЕСКО (с 1954), МОТ (с 1954), МСА (с 1956), МАГАТЭ (с 1957), МБВ (с 1960), ППТС (с 1962), ВОИС (с 1970), МОМСС (с 1979), ОБСЕ (с 1992), ЕБРР (с 1992), МВФ (с 1992), МБРР (с 1992), ВОИС (с 1992), ВТО (с 1992), ОЧЭС (с 1992), КООМЕТ (с 1992), Интерпол (с 1992), ИКАО (с 1992), МФК (с 1993), Евтелсат (с 1993), МЭК (с 1993), ИСО (с 1993), МСАС (с 1993), МИГА (с 1994), ПРМ (с 1994), ЕОЗР (с 1994), ВОЗЖ (с 1994), КЗЧМЗ (с 1994), КСМЖРА (с 1994), ММО (с 1994), Совет Европы (с 1995), ЦЕИ (с 1996), ГУАМ (с 1997), СЕАП (с 1997), ЮНВТО (с 1997), Интерспутник (с 1997), ЧБТР (с 1997), МГО (с 1998), МОВОФК (с 1998), МСЗ (с 1998), ЕКЦА (с 1999), ЕОВОФК (с 1999), МЦУИС (с 2000), ЧВМГОВ (с 2001), МОМ (с 2001), МКЗРД (с 2003), ГКМЧП (с 2003), ФАО (с 2003), МАР (с 2004), Инициатива Баку (с 2004), ЕВРО-КОНТРОЛЬ (с 2004), СДВ (с 2005), ВОНА (с 2006), ЧФДС (с 2006), EUREKA (с 2006), ВТО (с 2008), МАККС (с 2009), ЕЭС (с 2010), ЭС (с 2011), ЗСТ СНГ (с 2012), МУС (с 2025) и других организаций. Украина является ассоциированным членом ПИАРК (с 1995), ГКМВ (с 2002) и ЦЕРН (с 2013), имеет статус наблюдателя в таких организациях и их подразделениях, как: МОЦО (с 1998), СГБМ (с 1999), Франкофония (с 2006), Африканский союз (с 2016). В 2014 году Украина подписала Соглашение об ассоциации с ЕС, включающее положения о создании углублённой и всеобъемлющей зоны свободной торговли, а в 2013 году ей был предоставлен статус наблюдателя в создающемся ЕЭС. Украина имеет индивидуальный партнёрский план с НАТО с 2002 года, с 2005 года в его рамках ведётся ускоренный диалог, и несмотря на заявленный Украиной внеблоковый статус она, по состоянию на 2013 год, является единственным государством-партнёром альянса, которое принимает участие во всех его операциях, при этом за ней сохранена возможность вступления в альянс. Ранее Украина являлась фактическим членом СНГ (с 1991 по 2014). 13 июля 2022 года Украина объявила о разрыве дипломатических отношений с Корейской Народной Демократической Республикой из-за признания ею независимости так называемых Луганской и Донецкой республик.

## Вооружённые силы

### История и роль в жизни республики
24 августа 1991 года Верховный Совет Украины принял решение о взятии под свою юрисдикцию всех расположенных на Украине военных формирований Вооружённых сил СССР и о создании Министерства обороны Украины.
С 24 августа 1991 года под юрисдикцию Украины перешли 14 мотострелковых, 4 танковые, 3 артиллерийских дивизии и 8 артиллерийских бригад, 4 бригады спецназа, 2 воздушно-десантные бригады, 9 бригад ПВО, 7 полков боевых вертолётов, три воздушных армии (около 1100 боевых самолётов) и отдельная армия ПВО. Стратегические ядерные силы, дислоцированные на территории Украины, имели 176 межконтинентальных баллистических ракет, а также около 2600 единиц тактического ядерного оружия.

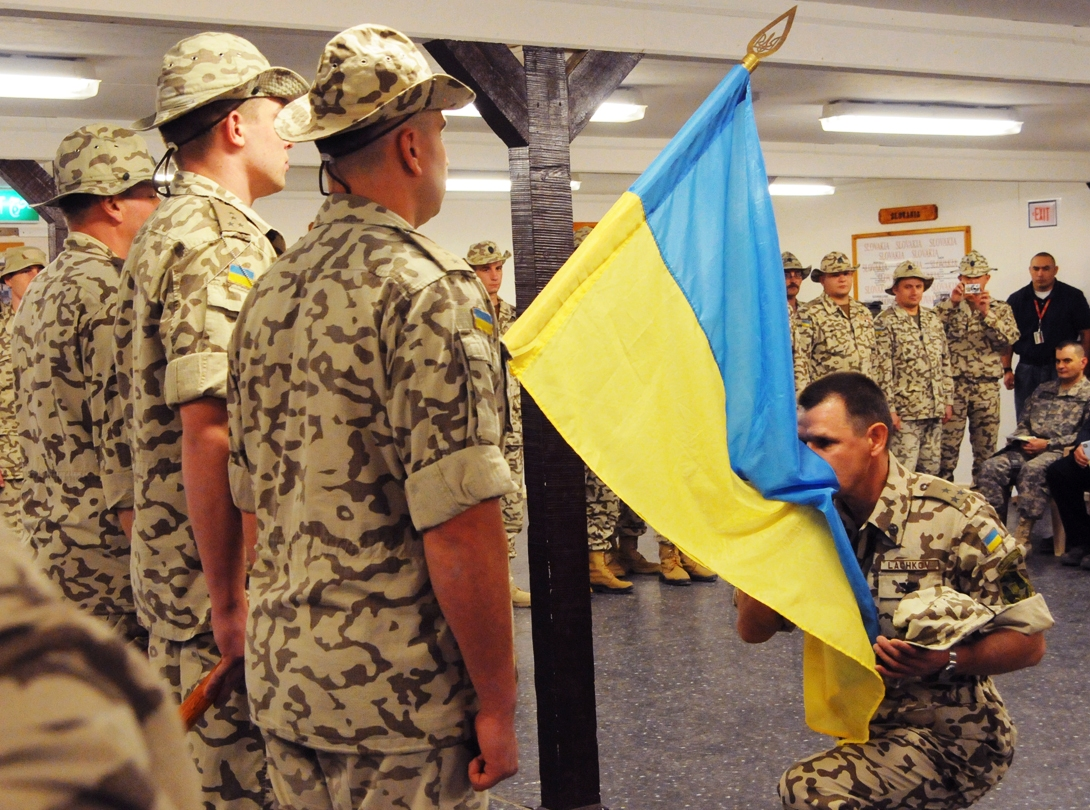
Украинский миротворческий контингент в Ираке

После распада Советского Союза и провозглашения в 1991 году независимости Украина унаследовала одну из наиболее мощных группировок войск в Европе, оснащённую ядерным оружием и достаточно современными образцами вооружения и военной техники.
Правительство Украины приступило к созданию Вооружённых сил. Характерными признаками того периода были одновременное формирование правовой основы деятельности Вооружённых сил, реорганизация их структур, создания соответствующих систем управления, обеспечения и других элементов, необходимых для их функционирования. Кроме того, становление Вооружённых Сил Украины сопровождалось значительным сокращением военных структур, численности личного состава, количества вооружений и военной техники.
В основу процесса создания были заложены политические решения руководства Украины относительно безъядерного и внеблокового статуса государства. При этом учитывались также ограничения, связанные с ратификацией Договора «Об обычных вооружённых силах в Европе» и выполнением Ташкентского Соглашения 1992 года, которым устанавливались не только максимальные ровные вооружения для каждого государства прежнего СССР, но и для так называемого «флангового района». На Украине в него входили Николаевская, Херсонская, Запорожская области и Автономная Республика Крым.

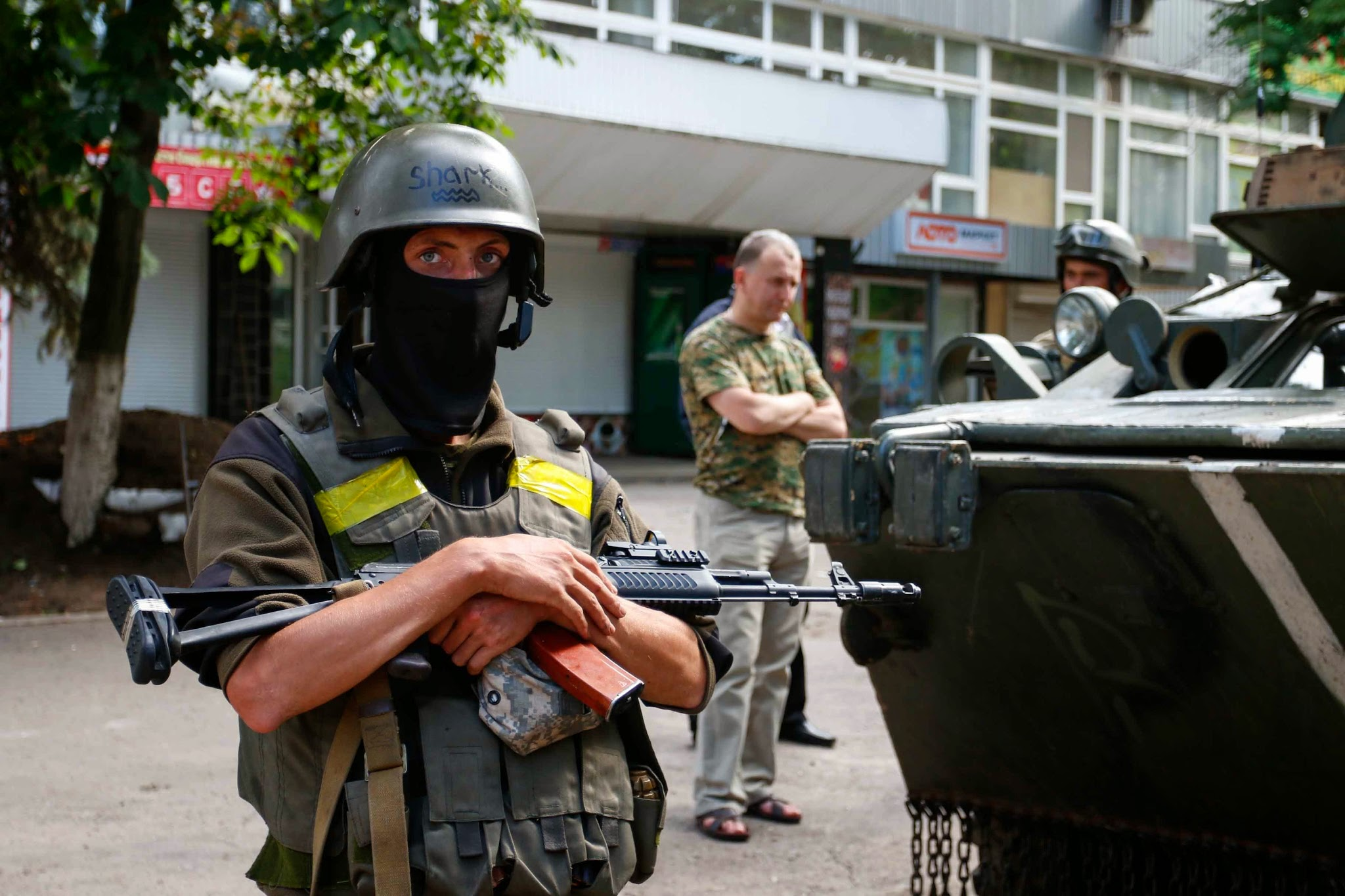
Украинский солдат по окончании противостояния в Славянске, 9 июля 2014

В сжатые сроки Верховной радой Украины был принят пакет законодательных актов относительно военной сферы: Концепция обороны и строительства Вооружённых Сил Украины, постановление «О Совете обороны Украины», Законы Украины «Об обороне Украины», «О Вооружённых Силах Украины», Военная доктрина Украины и тому подобное.
На те же годы приходится и реализация ядерного разоружения Украины. Оно является одним из наиболее значительных исторических событий конца XX века. Второе в истории человечества государство (после ЮАР) добровольно отказалось от владения ядерным оружием. 5 декабря 1994 года лидерами Украины, США, России и Великобритании был подписан Меморандум о гарантиях безопасности в связи с присоединением Украины к Договору о нераспространении ядерного оружия — межгосударственный документ, гарантирующий соблюдение положений Заключительного акта СБСЕ, Устава ООН и Договора о нераспространении ядерного оружия в отношении Украины как не обладающего ядерным оружием государства-участника Договора. На 1 июня 1996 года на территории Украины не осталось ни одного ядерного боезаряда или боеприпаса.
Так были заложены основы национальных вооружённых сил независимого государства: за короткий срок были созданы Министерство обороны, Генеральный штаб, виды Вооружённых сил, системы управления, подготовки и всестороннего обеспечения войск.
С июля 1992 года (после утверждения Верховной радой Украины Постановления от 3 июля 1992 года № 2538-XII «Об участии батальонов Вооружённых Сил Украины в Миротворческих Силах Организации Объединённых Наций в зонах конфликтов на территории прежней Югославии») вооружённые силы Украины активно участвуют в миротворческих операциях ООН и НАТО.
В конце июля 1992 года украинский миротворческий контингент впервые принял участие в боевых действиях — в составе сил UNPROFOR в ходе войны в Боснии. Начиная с 1992 года около 37 тыс. военнослужащих Вооружённых сил Украины приняли участие в международных миротворческих операциях, в том числе в таких странах как Ангола, Сербия (Косово), Северная Македония, Гватемала, Грузия (Абхазия и Южная Осетия), Молдова (Приднестровье), Таджикистан, Афганистан, Хорватия, Кувейт, Сьерра-Леоне, Ирак, Ливан и Эфиопия.
С конца зимы — начала весны 2014 года Вооружённые силы Украины принимают участие в российско-украинской войне: с 7 апреля 2014 года участвуют в боевых действиях на востоке Украины, а с 24 февраля 2022 года отражают полномасштабное вторжение России.

### Структура, численность, оснащение и финансирование

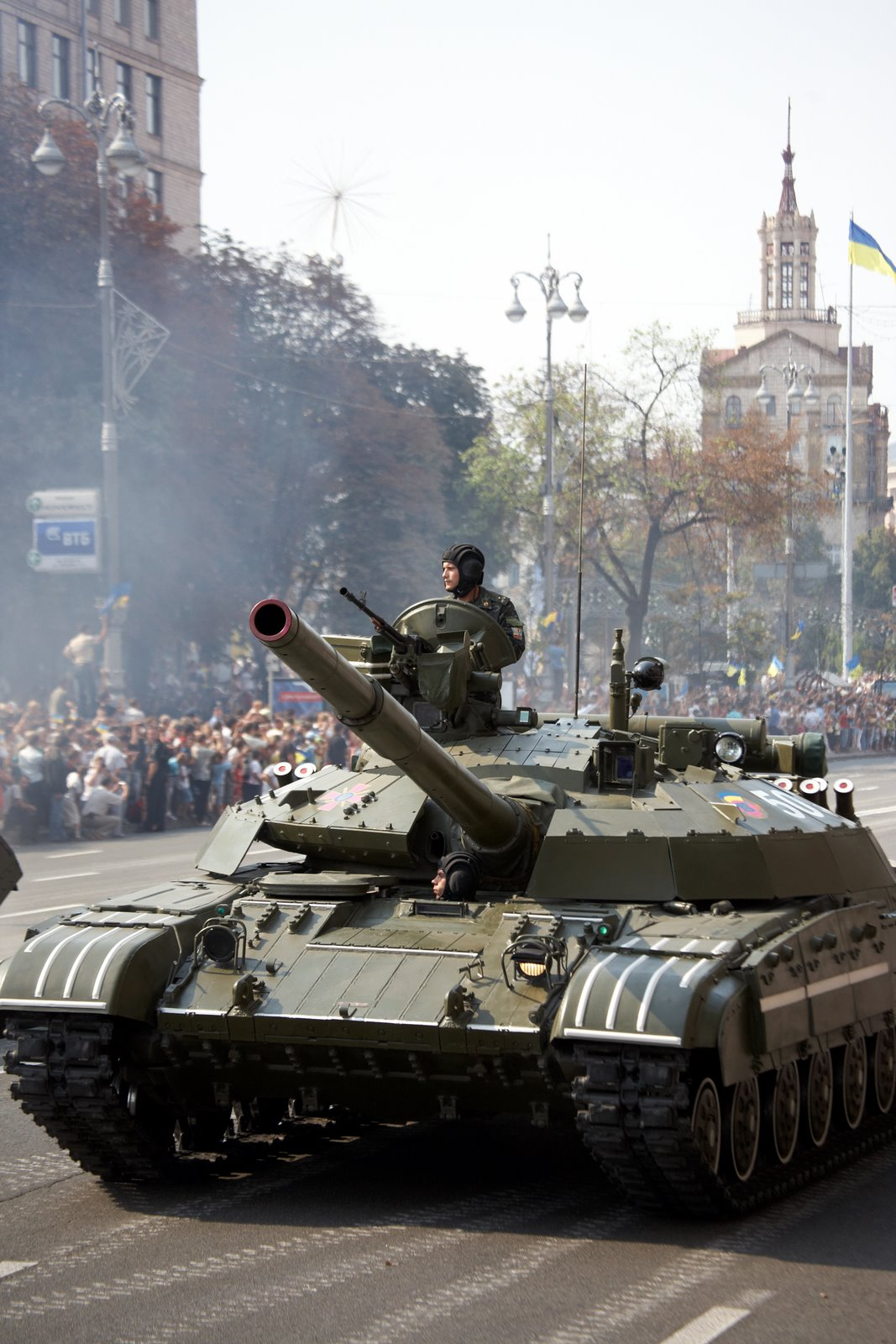
Украинский танк Т-64БМ на военном параде

Комплектуются за счёт призыва на срочную службу мужчин 18—26 лет включительно. По состоянию на начало 2016 года, численность составляла 204 тыс. человек.
Военное управление Вооружёнными силами осуществляет Генеральный штаб.
Вооружённые силы Украины состоят из органов военного управления, объединений, соединений, военных частей, военных учебных заведений, учреждений и организаций.

В состав вооружённых сил Украины входят сухопутные войска, воздушные силы, военно-морские силы, десантно-штурмовые войска и силы специальных операций.

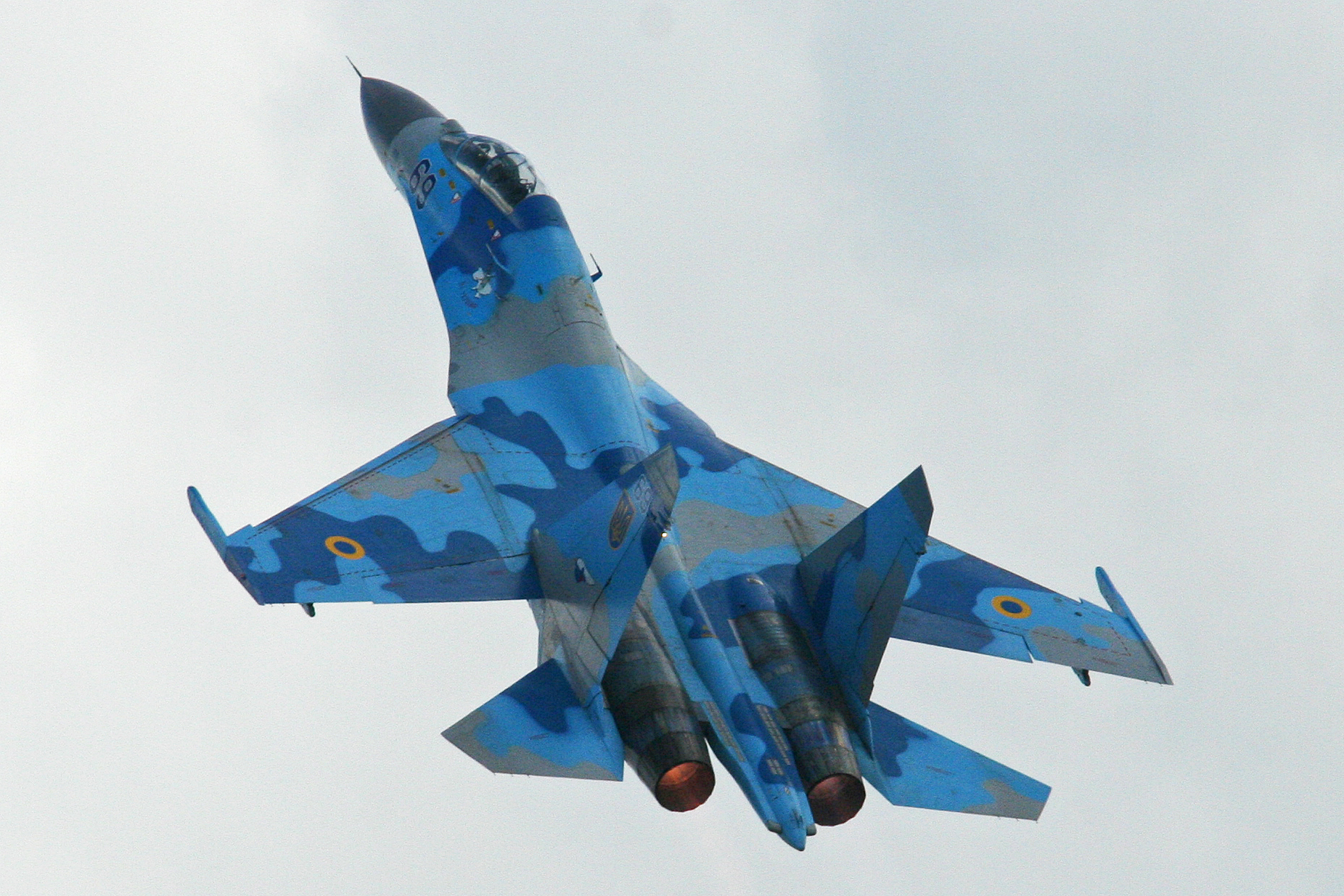
Украинский Су-27

Сухопутные войска Украины, которые включают в себя 4 оперативных командования (Северное, Восточное, Западное и Южное) и несколько родов войск: механизированные и танковые войска; ракетные войска и артиллерия; армейская авиация; специальные войска; части тыла и вооружения; части территориальной обороны; войска противовоздушной обороны. C 5 августа 2019 года командующим Сухопутными войсками Украины является Александр Сырский.
Воздушные силы Украины включают роды бомбардировочную, истребительную, штурмовую, разведывательную, транспортную авиации, а также зенитные ракетные и радиотехнические войска.

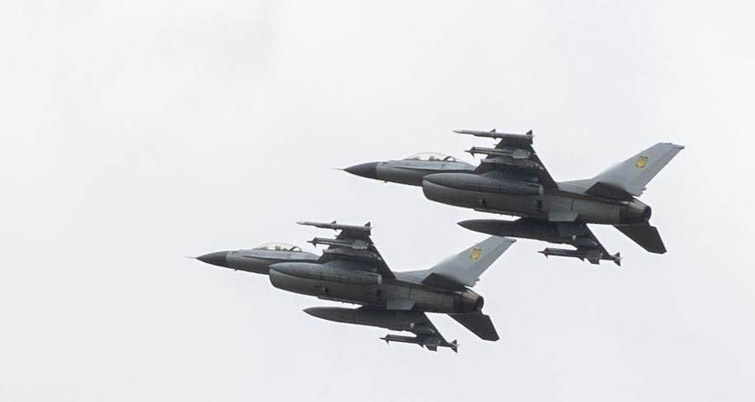
F-16 в украинском небе

Десантно-штурмовые войска в 2012 году были выделены в отдельный род войск, современное название носят с 21 ноября 2017 года. В состав ДШВ входят 25 отдельная воздушная бригада (место дислокации: пгт. Гвардейское, Днепропетровской области), 80 отдельная десантно-штурмовая бригада (г. Львов), 95 отдельная десантно-штурмовая бригада (г. Житомир), 79 отдельная десантно-штурмовая бригада (г. Николаев), 81 отдельная аэромобильная бригада (Донецкая область), 45 отдельная десантно-штурмовая бригада (г. Болград), 46 отдельная десантно-штурмовая бригада (г. Полтава), 148 отдельный гаубичный самоходно-артиллерийский дивизион, 199 учебный центр и 135 отдельный батальон управления.

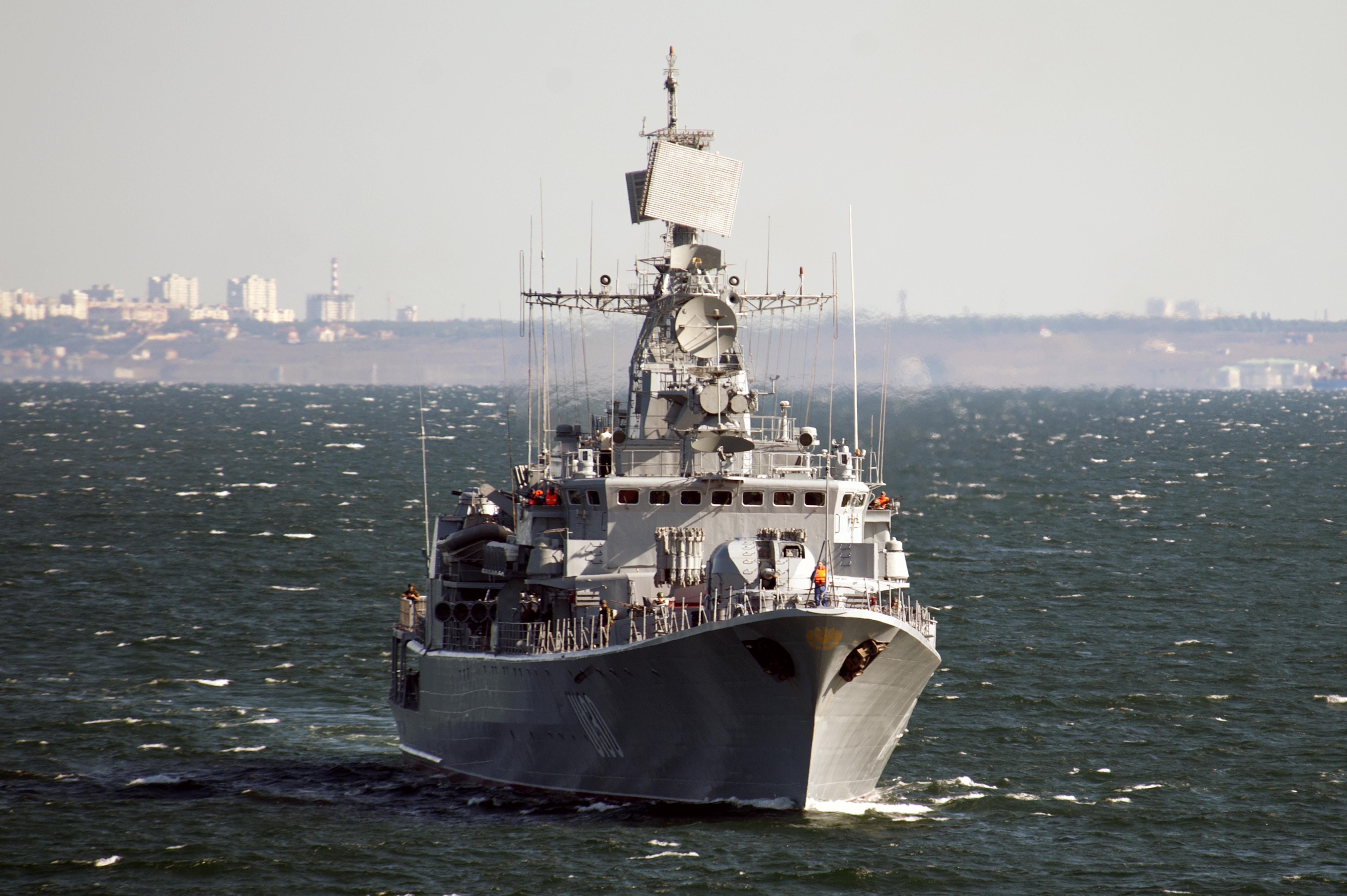
Фрегат ВМС Украины «Гетман Сагайдачный» (U130)

Военно-морские силы Украины, которые включают в себя морское командование в составе 6 дивизионов различных типов судов, морскую авиацию, командование морской пехоты, части обеспечения и учебные заведения. С 11 июня 2020 года командующим Военно-морскими силами Украины является контр-адмирал Алексей Леонидович Неижпапа.
Операционная зона ВМС ЗС Украины включает акватории Чёрного и Азовского морей, реки Дунай, Днестр, Днепр, а также другие районы морей, которые определяются интересами государства.
Главная база Военно-морских сил — Одесса.

## Экономика

### Общее состояние, основные показатели

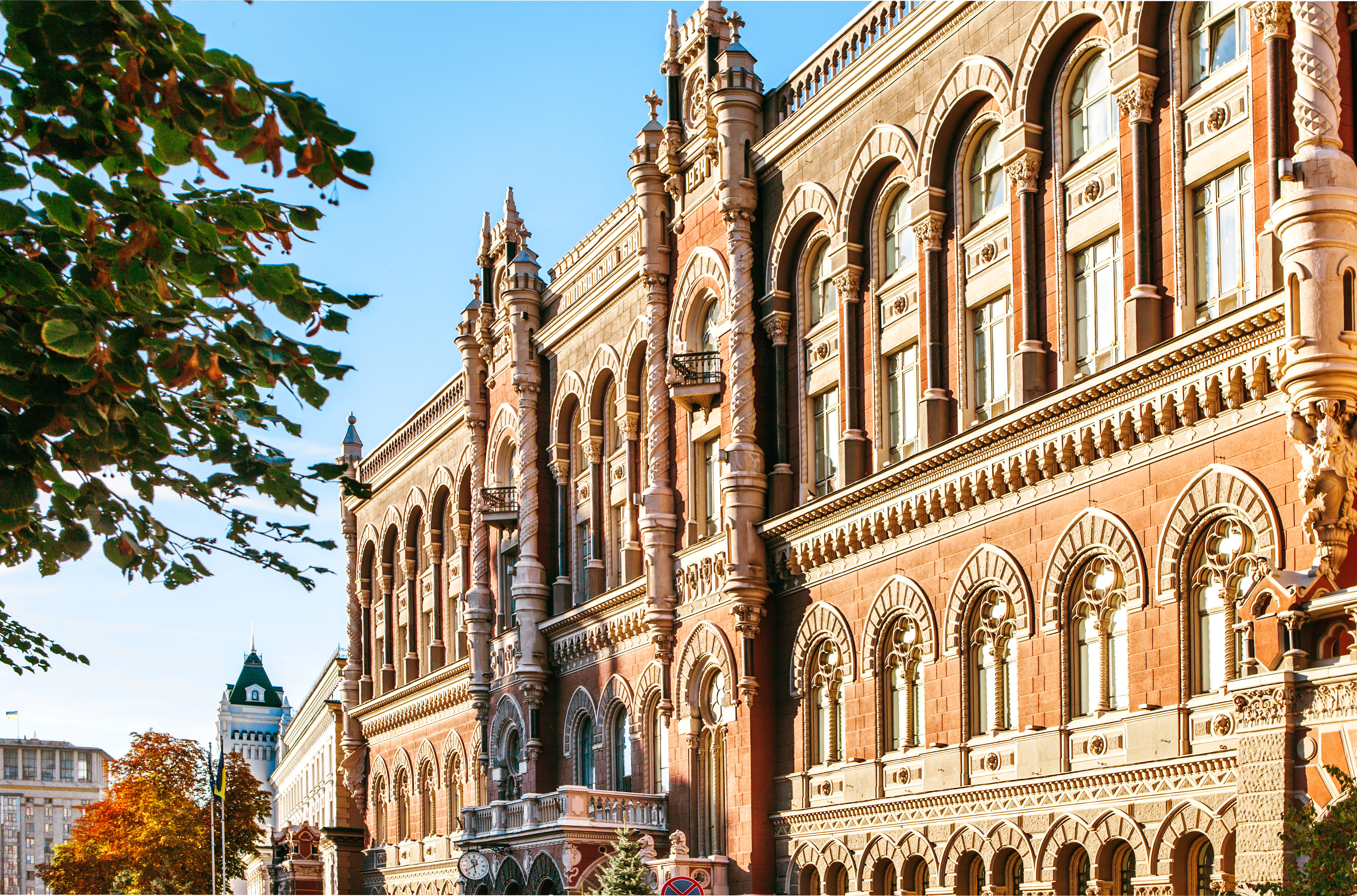
Национальный банк Украины

Индекс человеческого развития, характеризующий качество жизни украинцев

По данным МВФ, является 40-й в мире по размеру ВВП по ППС — $588 млрд (2021 год). По ВВП по ППС на душу населения Украина на 2021 год занимает последнее место среди стран Европы, и 97-е место в мире. По индексу экономической свободы на 2022-й занимает 130-е место в мире и предпоследнее в Европе. В индексе восприятия коррупции за 2021 год на 122-м месте, предспоследнее в Европе. По индексу глобальной конкурентоспособности (GCI) в 2019 году занимала 85-е место в мире.
В стране развиты металлургия, энергетика (имеются атомные электростанции и каскад гидроэлектростанций на реке Днепр), а также химическая и горнодобывающая промышленности (добыча угля, руды). Наиболее развитые в экономическом отношении регионы — Киевский, Донецкий и Приднепровский.
Для экономики, при её рыночном характере, характерна активная роль государства: оно владеет примерно 140 крупными предприятиями в различных секторах национального хозяйства, а также контролирует цены на ряд товаров, включая базовые продукты питания и горюче-смазочные материалы. В объёме ВВП доля промышленного производства на 2011 год составляет 34,4 %, сферы услуг — 56,2 %, сельского хозяйства — 9,4 %. При этом в промышленности занято 18,5 %, в сельском хозяйстве — 15,8 % и в сфере услуг — 65,7 % работающего населения. Общая численность трудоспособного населения — 22,09 млн человек (30-е место в мире), уровень безработицы — 7 % (81-е место в мире).
Украина считается экспортно ориентированной страной и, по некоторым оценкам, она получает за счёт экспорта 50 % ВВП.
Что касается импорта, в 2011 году по данным ВТО Украина заняла 25-е место среди мировых импортёров (без учёта торговли внутри ЕС) товаров с долей на глобальном рынке в 0,6 %.
В 2011 году журнал «Forbes» поместил Украину на 4-е место после Гвинеи в рейтинге 10 худших экономик мира. В статье отмечено, что несмотря то, что Украина имеет богатые сельскохозяйственные угодья и минеральные ресурсы, и может стать ведущей европейской экономикой — её ВВП на душу населения находится далеко позади даже таких стран, как Сербия и Болгария. Госдепартамент США отмечает такие недостатки, как «Сложные законы и постановления, плохое корпоративное управление, слабое осуществление договорного права судами и особенно коррупцию».
В 2010 году ВВП Украины, по расчётам Всемирного банка, в долларовом эквиваленте составил около 136 млрд, 2011 — около 163 млрд, 2012—175,8 млрд, 2013—183 млрд, 2014—133,5 млрд, 2015 — 90,6 млрд.
По состоянию на май 2019 года Украина заняла 64-е место в мировом рейтинге лёгкости ведения бизнеса. Согласно совместному исследованию группы Всемирного банка и PricewaterhouseCoopers «Paying Taxes 2020», Украина занимает 65-е место в рейтинге налоговых систем мира; на Украине 5 налогов, среди которых налог на прибыль и трудовой налог. Суммарная ставка налогов составляет 45,2 %.

### Промышленность
По состоянию на 2019 год доля промышленного производства в структуре ВВП составляла 21,6 %, более 60 % этого объёма приходится на обрабатывающие отрасли.

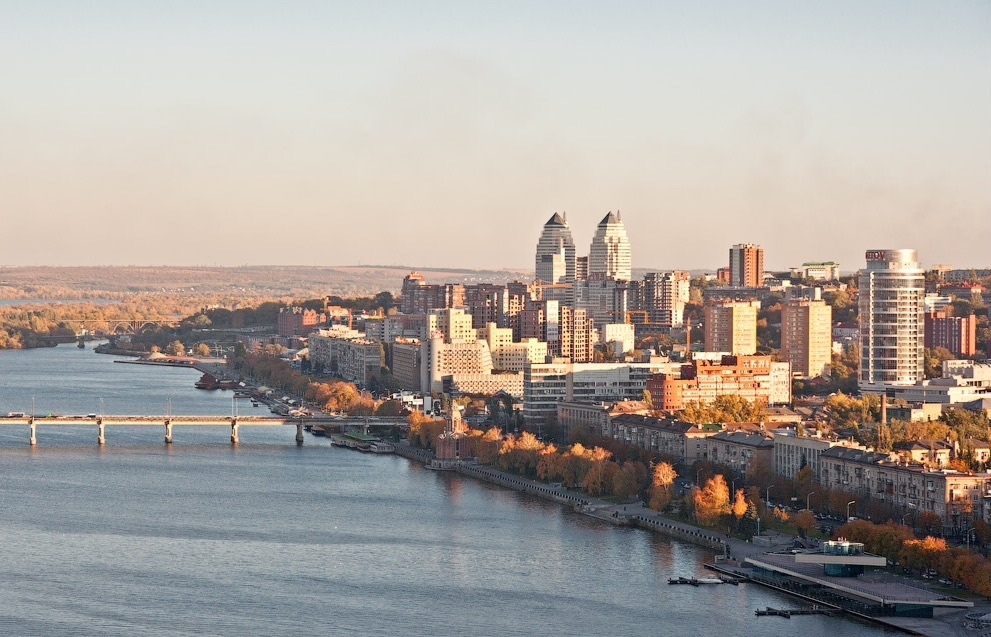
Один из крупнейших промышленных центров страны город Днепр

Промышленное развитие Украины началось в XVIII—XIX веках, когда здесь было положено начало переработке сельскохозяйственной продукции. Однако целенаправленная программа индустриализации была развёрнута только в конце XIX — начале XX века. Важнейшей статьёй экспорта Украины является продукция чёрной металлургии, составляя почти половину экспорта тяжёлой промышленности. Химическая промышленность работает в едином комплексе с металлургией, используя побочные продукты металлургии и коксовой промышленности для производства азотных удобрений, лаков, красок, медикаментов. Фосфориты, соли калия и поваренная соль используются для производства минеральных удобрений, сера — для производства серной кислоты. Нефть и газ — как местные, так и импортированные — используются для производства синтетического каучука и синтетических волокон.
Основные центры производства:
- цементная промышленность: Балаклея, Амвросиевка, Здолбунов, Бахчисарай, Николаев;
- производство ЖБК: Харьков, Днепр, Запорожье, Кривой Рог, Чернигов, Киев, Донецк, Сокиряны, Каховка;
- производство стеновых материалов: Сумы, Киев, Хмельницкий, Черновцы, Чернигов;
- стеклянная промышленность: Киев, Стрый, Константиновка, Львов, Бережаны, Буча;
- фарфорово-фаянсовая промышленность: Буды, Коростень, Барановка, Сумы.

В пищевой промышленности занято 12,8 % трудоспособного населения страны (по данным на 2003 год). Ассортимент произведённой продукции включает более 3000 наименований. Лесные ресурсы Украины очень ограничены, лесистость территории — 14,3 %. Основные массивы лесов сосредоточены в Карпатах, в Полесье и в горах Крыма.
Распространены ценные породы деревьев — бук, дуб, ель, сосна, ясень.
Лесозаготовительная промышленность сформировалась в Карпатах и в Полесье (90 % всех лесозаготовок). Лесные массивы истощены беспощадной эксплуатацией. Значительное количество леса ввозится из-за границы. Проблемы отрасли связаны с более полным и рациональным использованием отходов заготовки, воспроизводством леса, улучшением экологической ситуации. Размещена довольно равномерно, но в районах лесоразработок концентрация предприятий заметно выше. Крупные центры: Львов, Черновцы, Ивано-Франковск, Луцк, Житомир, Чернигов, Рахов, Ясиня, Хуст, Ужгород, Мукачево, Костополь, Шостка.
За пределами зон лесоразработок, в больших промышленных центрах и транспортных узлах (Киев, Донецк, Харьков, Одесса, Черкассы, Херсон), на привозном сырьё действуют деревообрабатывающие предприятия. Они производят пиломатериалы, древесно-стружечные политы (Киев, Свалява, Надворная), фанеру, спички. Мебельные фабрики преимущественно распространены в больших городах, таких как Киев, Львов, Одесса, Харьков. Размещение предприятий этой отрасли ориентируется на сырьевые, водные ресурсы, наличие электроэнергии и квалифицированной рабочей силы.
Автомобильная промышленность представлена заводами КрАЗ в Кременчуге, ЛуАЗ в городе Луцк и ЗАЗ в Запорожье.

### Сельское хозяйство

Засеянные пшеницей поля. Типичный пейзаж в Херсонской области

После распада СССР в сельском хозяйстве наступил системный кризис, который негативно отразился на производственных показателях отрасли. К середине 2000-х годов показатели растениеводства по основным видам продукции вышли на уровень 1990 года или даже превзошли его. В то же время в основном вся животноводческая отрасль до сих пор не смогла восстановить прежние объёмы.
Украина имеет 32 млн га чернозёма, что составляет треть пахотных земель всей Европы.
Арендная плата за гектар земли составляет, по состоянию на 2013 год, 350 гривен, являясь одной из самых низких в мире, что привлекает многих иностранных агроинвесторов.
Крупнейшими иностранными арендаторами и/или владельцами украинского чернозёма являются «New Century Holdings» (450 тыс. га, США), «Kernel Holding S.A.» (405 тыс. га, Люксембург), «Mriya Agro Holding Public limited» (298 тыс. га, Кипр), «Renaissance Group» (250 тыс. га, Россия) и «Sintal Agriculture Plc» (146,8 тыс. га, Кипр):

### Сфера услуг
Сфера услуг традиционно занимала недостаточно важное место в украинской экономике (включая период СССР), начало её интенсивного целенаправленного развития относится к 1990—2000-м годам.
К 2011 году доля сферы услуг в ВВП составила 56,2 %, она обеспечивала занятость двух третей (65,7 %) трудоспособного населения.

#### Банковский сектор
О воздействии и последствиях мирового экономического кризиса конца 2000-х для банковского сектора Украины см. в статье Экономический кризис на Украине (2008—2009).
В отличие от отрицательных результатов 2009—2011 годов (убыток за 2009 год составил 38,45 млрд грн., за 2010 год — 13 млрд грн., за 2011 год — 7,7 млрд грн.), за 9 месяцев 2012 года банковская система Украины продемонстрировала положительный финансовый результат, равный +2,775 млрд грн.

#### Туризм

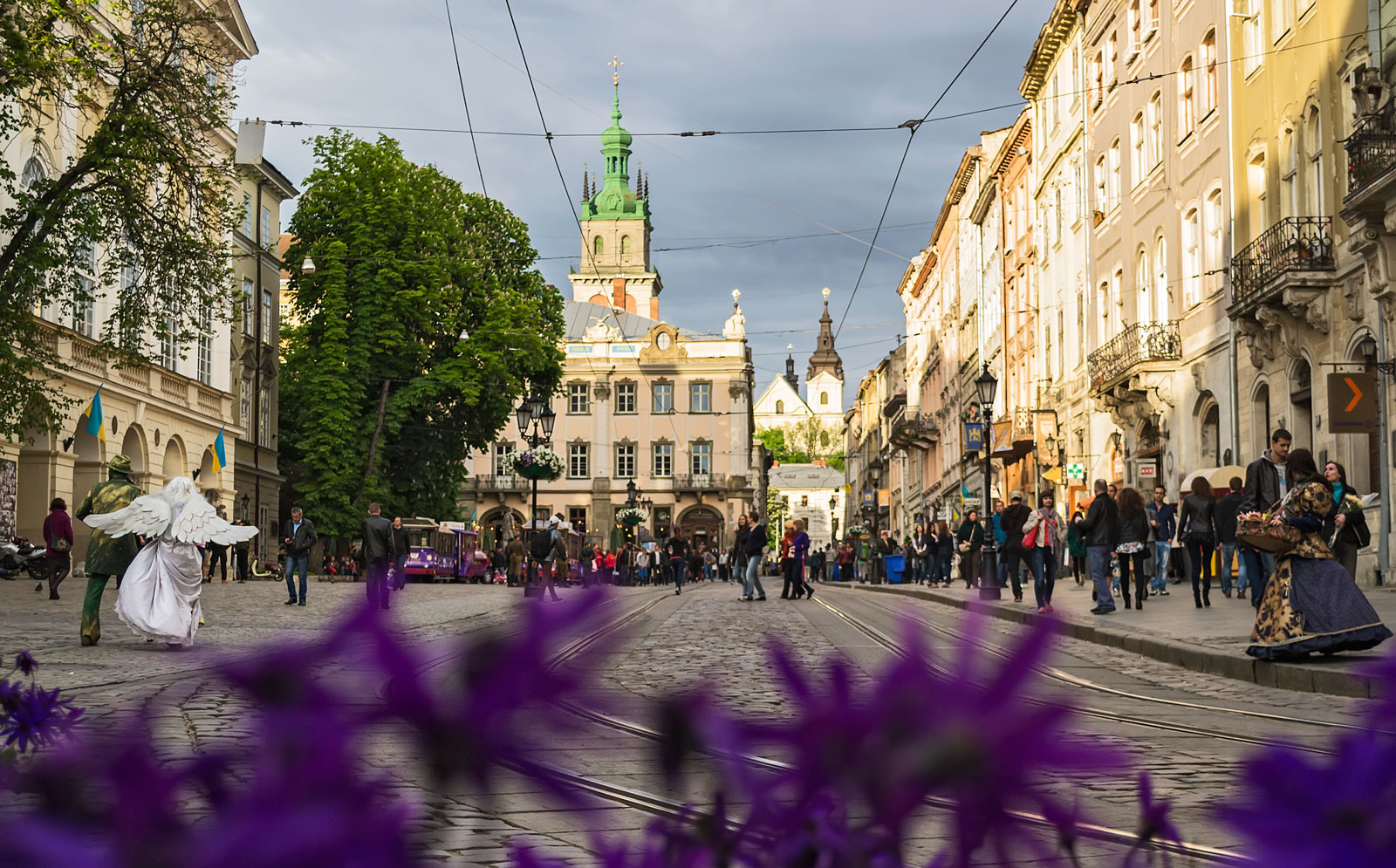
Исторический центр Львова

Украина богата туристическими возможностями: Карпаты, исторические памятники старинных украинских городов, сельский (зелёный) туризм и природные заповедники.
На территории Украины находятся следующие объекты, занесённые в список всемирного наследия ЮНЕСКО:
- Софийский собор и связанные с ним монастырские строения, Киево-Печерская лавра и Церковь Спаса на Берестове (Киев);
- Исторический центр Львова (Львов);
- Пункты геодезической дуги Струве;
- Девственные буковые леса Карпат;
- Резиденция Буковинских митрополитов (Черновцы)
- Деревянные церкви Карпатского региона.

### Энергетика

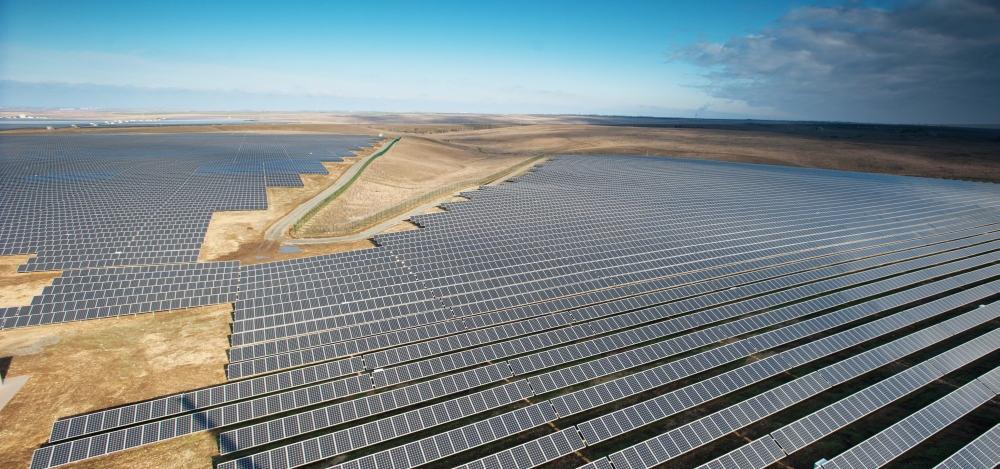
Солнечная электростанция Перово

Украина является экспортёром электроэнергии. По данным государственного предприятия внешнеэкономической деятельности «Укринтерэнерго», в 2012 году Украина экспортировала 9,745 млрд кВт·ч электроэнергии. Основными её покупателями являются Венгрия, Польша, Словакия, Румыния и Молдова.
100 % ядерного топлива Украина закупает за рубежом. Основным поставщиком готовых тепловыделяющих сборок изначально была российская корпорация «ТВЭЛ». Большая часть топлива для Украины изготавливается «ТВЭЛом» из украинского уранового сырья. С 2011 года на Южноукраинской АЭС на втором и третьем энергоблоках частично используются топливные сборки фирмы Westinghouse. С 2024 года запланирован полный переход украинских АЭС на это топливо.

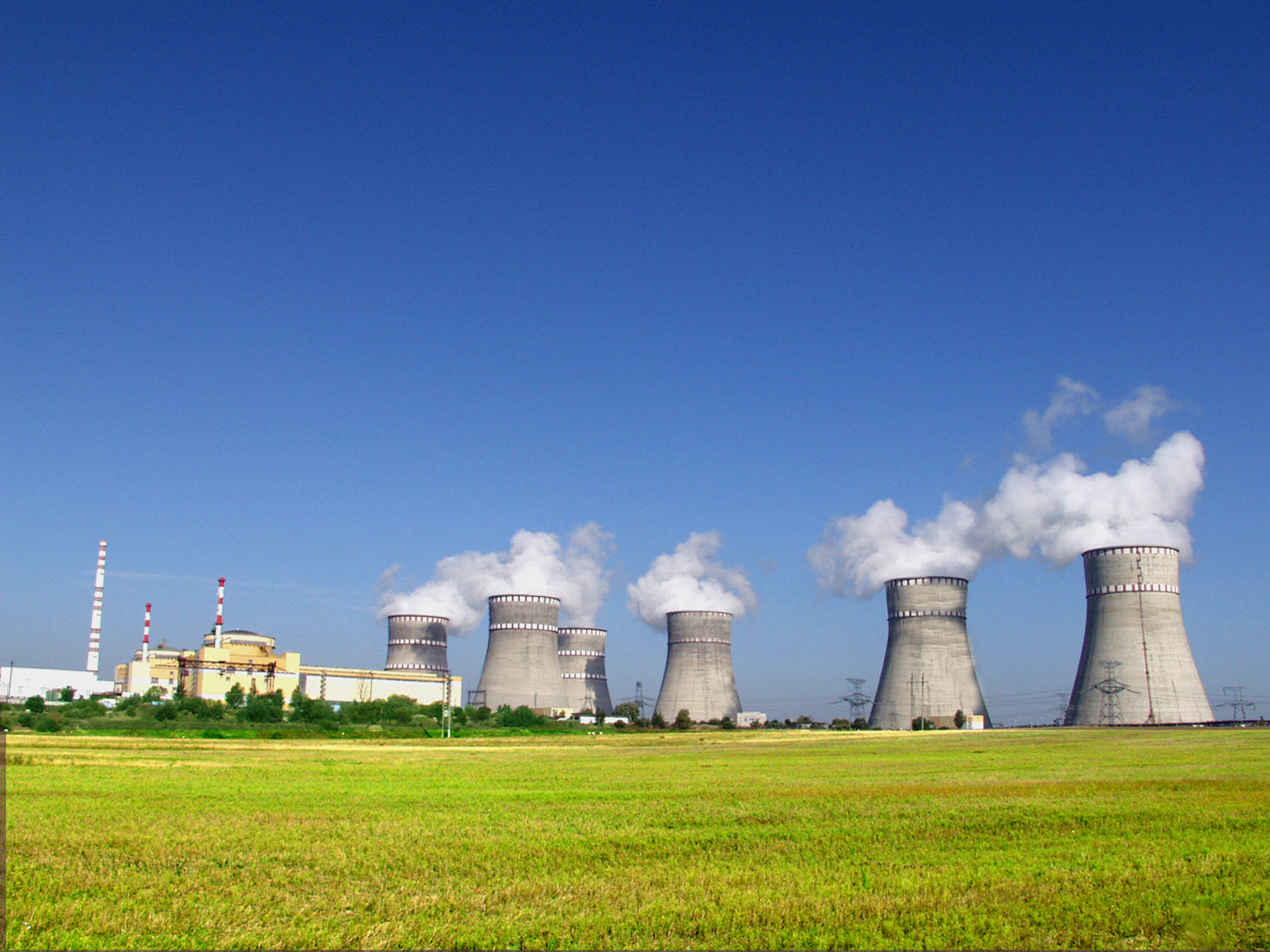
Ровенская АЭС

В 2004 году 4 украинские АЭС произвели 53,2 % электроэнергии в стране. К 2030 году Украина собирается построить 9 новых атомных энергоблоков и ещё 2 блока будут находиться в разных стадиях строительства. В то же время КИУМ на украинских АЭС (0,71 в 2011 году) существенно ниже, чем на российских (0,82). Повышение КИУМ хотя бы до достигнутого на российских АЭС эквивалентно строительству двух новых энергоблоков.
На Украине также есть одна недействующая АЭС — Чернобыльская АЭС — выведенная из эксплуатации 15 декабря 2000 года.
Все украинские АЭС оснащались реакторами советского производства ВВЭР-440, ВВЭР-1000 и РБМК-1000.
На Запорожской АЭС сооружено сухое хранилище отработанного ядерного топлива (СХОЯТ), которое начало свою работу в августе 2001 года, когда на втором энергоблоке станции была начата загрузка отработанных тепловыделяющих сборников в первую многоместную герметичную корзину. Проектный объём СХОЯТ на Запорожской АЭС — 380 контейнеров, что обеспечит хранение отработанных топливных сборок, которые будут изыматься из реакторов в течение всего срока эксплуатации станции. В декабре 2005 государственная атомная энергетическая компания «Энергоатом» подписала договор с американской компанией «Holtec International» на проектирование и строительство хранилища отработанного ядерного топлива сухого типа. Это хранилище будет использоваться для хранения отработанного ядерного топлива с остальных — Ровенской, Южно-Украинской и Хмельницкой — атомных электростанций Украины, которое пока вывозится в Россию.
В 2010 году продлён на 20 лет ресурс первого энергоблока Ровенской АЭС, в 2011 году ведутся работы по продлению ресурса второго энергоблока Ровенской АЭС и первого энергоблока Южно-Украинской АЭС.
| Название электростанции | Количество энергоблоков | Тип используемых реакторов  | Географическое местоположение                                          | Ежегодный объём вырабатываемой электроэнергии |
| ----------------------- | ----------------------- | --------------------------- | ---------------------------------------------------------------------- | --------------------------------------------- |
| Запорожская АЭС         | 6                       | ВВЭР-1000                   | город Энергодар, Запорожская область, рядом с Каховским водохранилищем | 40-42 млрд кВт·ч                              |
| Южно-Украинская АЭС     | 3                       | ВВЭР-1000,                  | город Южноукраинск Николаевской области на берегах Южного Буга         | 17-18 млрд кВт·ч                              |
| Ровенская АЭС           | 4                       | 2 — ВВЭР-440, 2 — ВВЭР-1000 | город Вараш, Ровненская область, около реки Стыр                       | 11-12 млрд кВт·ч                              |
| Хмельницкая АЭС         | 2                       | ВВЭР-1000                   | город Нетешин, Славутский район Хмельницкой области, возле реки Горынь | 7 млрд кВт·ч                                  |

### Внешняя торговля и зарубежные инвестиции

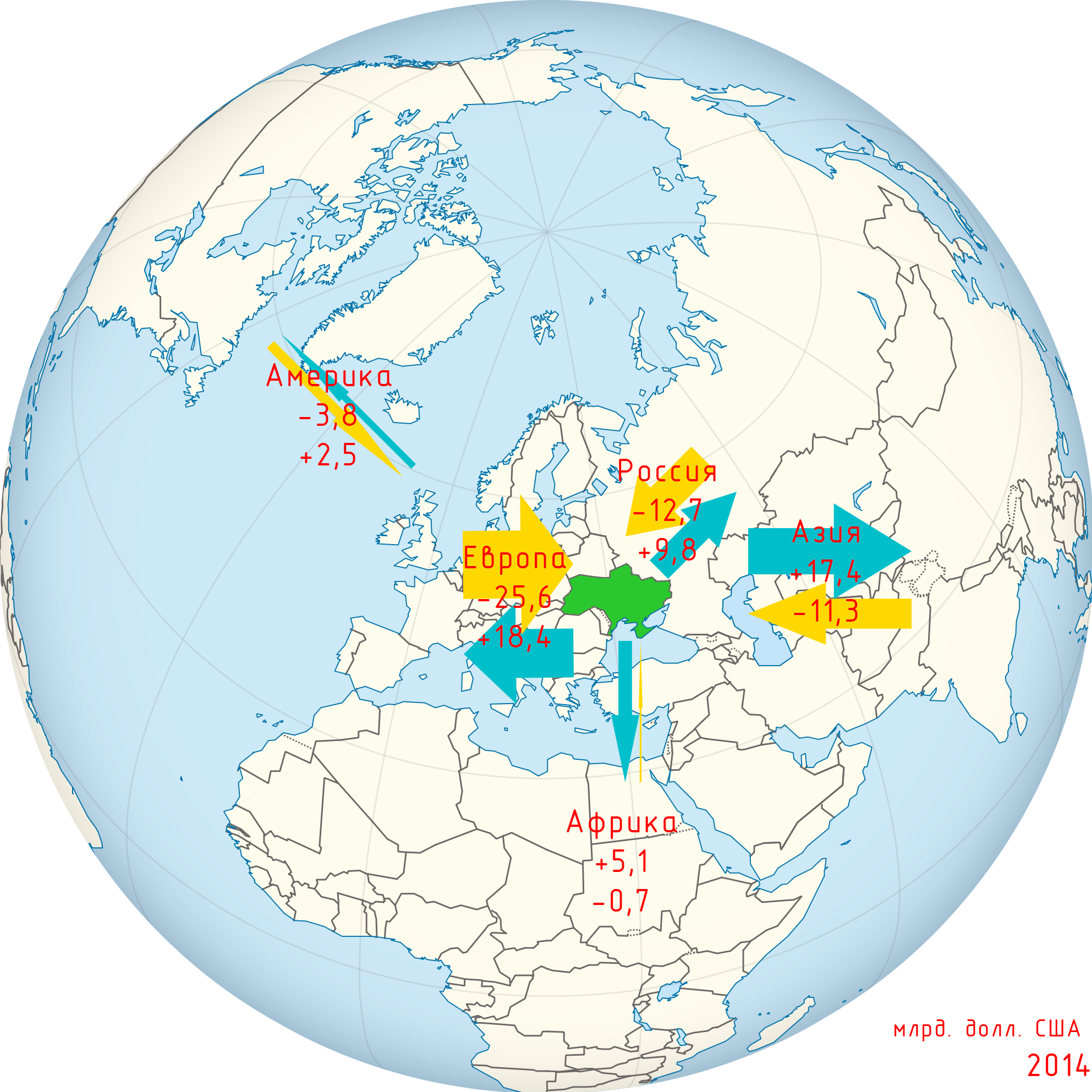
Внешняя торговля Украины по континентам, 2014

Объём внешней торговли в 2011 году составил $ 140,3 млрд при отрицательном сальдо в размере $ 13,7 млрд. Объём экспорта — 63,3 млрд долларов, импорта — $ 77 млрд (по импорту — 38-е, по экспорту — 51-е место в мире).
Основными статьями экспорта являются электрооборудование, текстиль, древесина, фанера. По данным Всемирного банка в 2012 году страна занимала 8-е место в мире по экспорту пшеницы (4,1 млн т). Импортируются главным образом энергоносители, машины и оборудование, продукция химической промышленности и нефтепереработки.
Основными потребителями украинского экспорта являлись (по состоянию за 2014 год):
- Россия (18,2 % от общего объёма),
- Турция (6,6 %),
- Египет (5,3 %),
- Китай (5 %),
- Польша (4,9 %);

а главными импортёрами Украины —
- Россия (23,3 %),
- Китай (10 %),
- Германия (9,9 %),
- Беларусь (7,3 %),
- Польша (5,6 %).

Объём прямых иностранных инвестиций в украинской экономике на 2011 год составляет около $ 60,5 млрд (52-е место в мире). Украинскими инвесторами за рубежом размещено более $ 3 млрд (65-е место в мире).

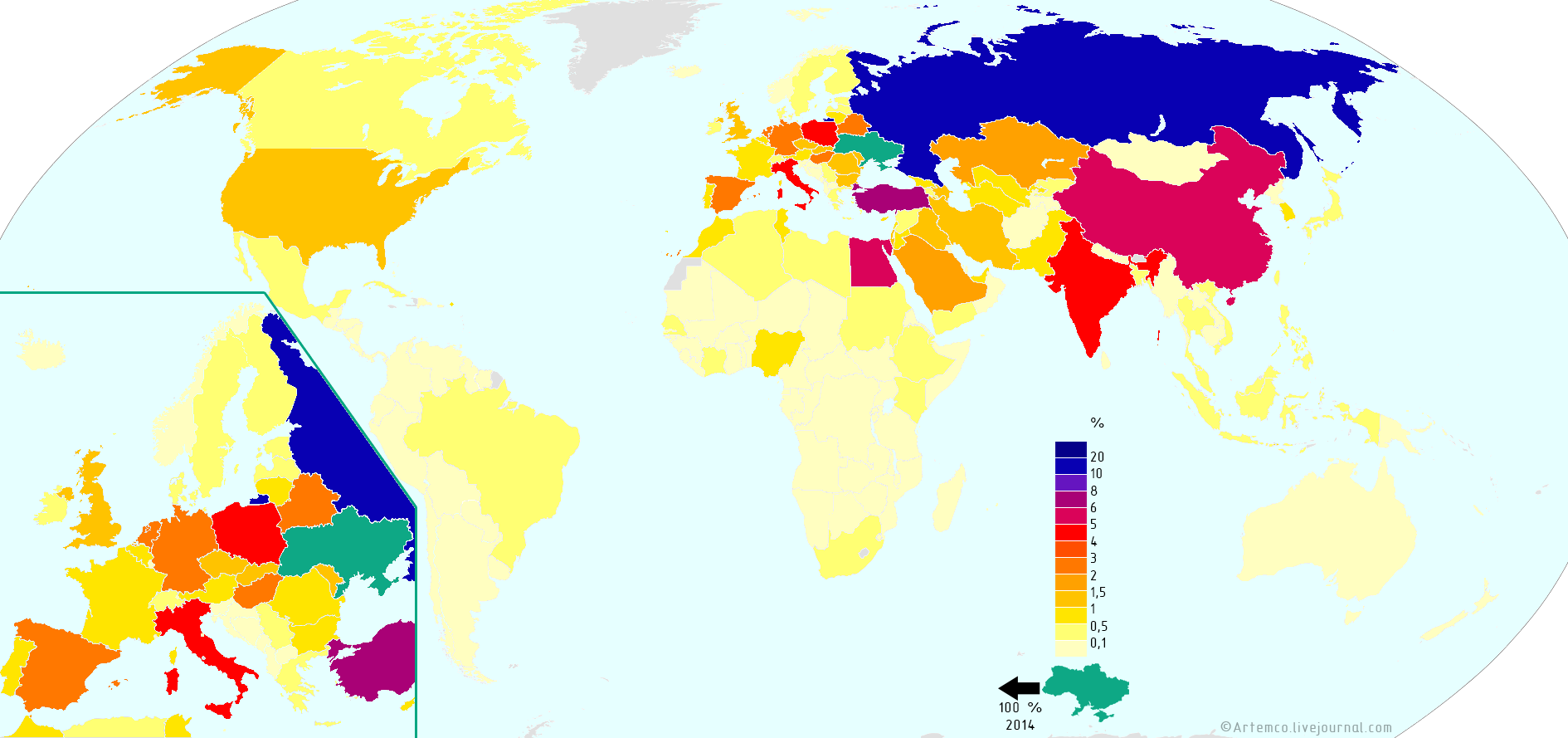
Доля каждой из стран в общем экспорте c Украины
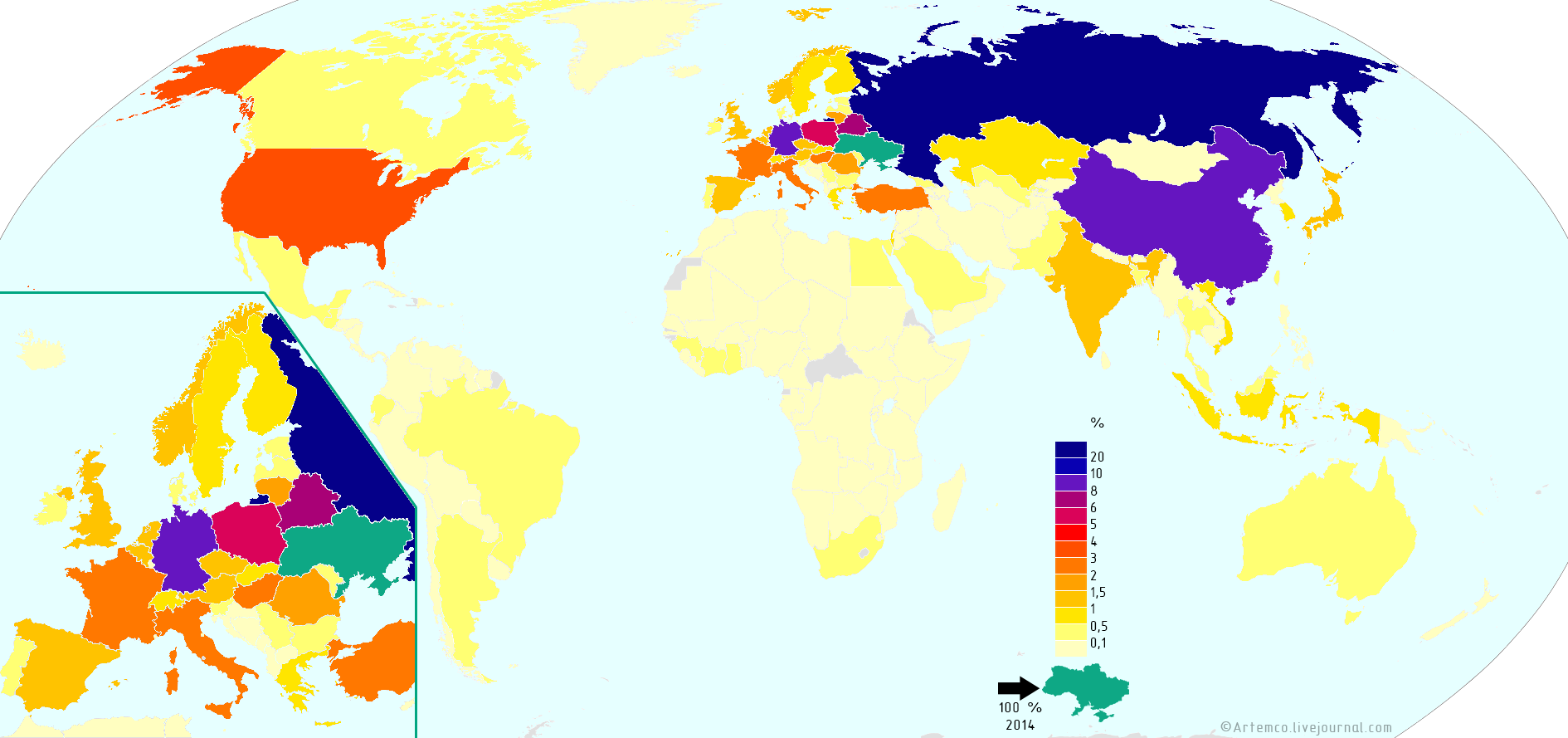
Доля каждой из стран в общем импорте на Украину
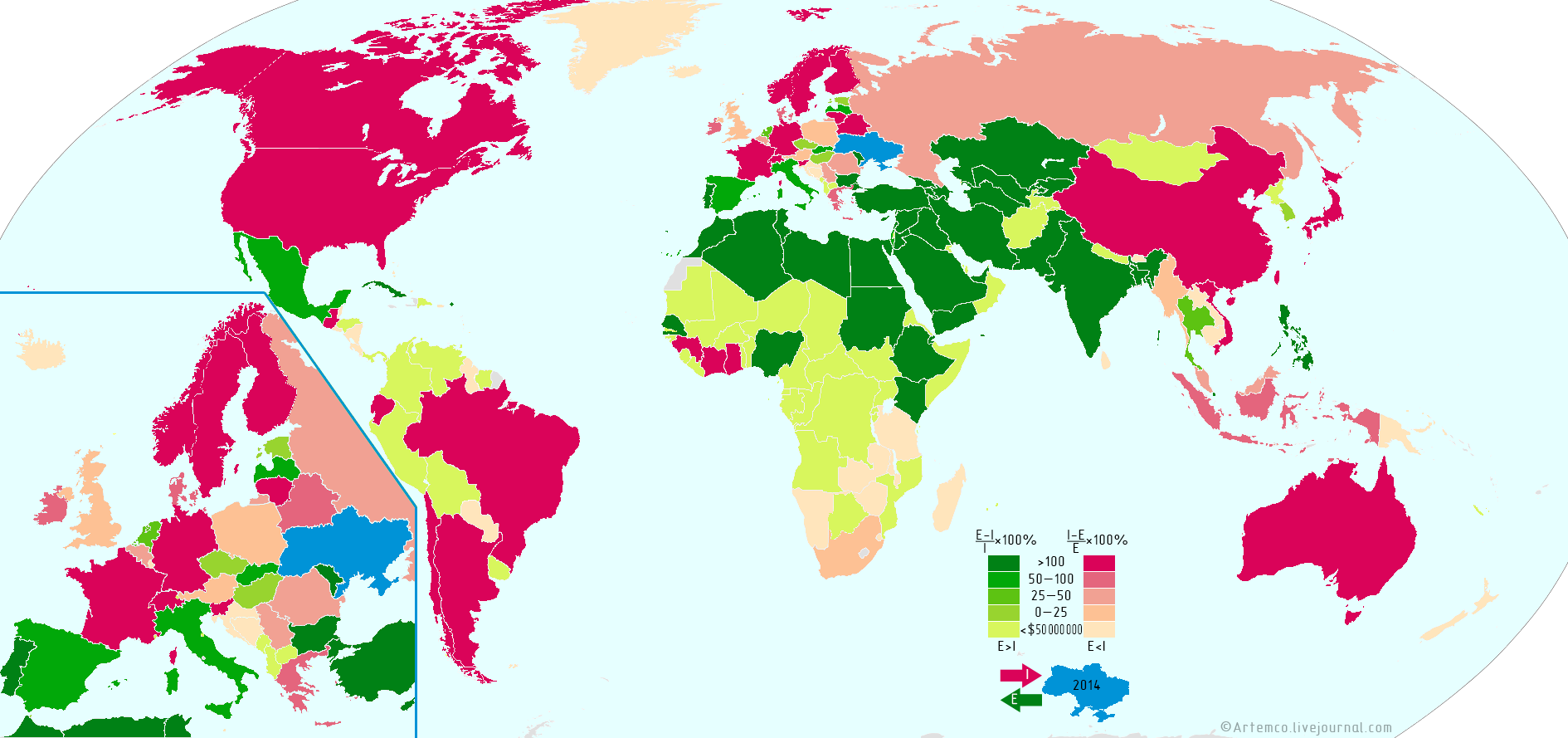
Разница между экспортом и импортом по странам в процентах

Украина имеет договоры о свободной торговле с рядом государств и организаций, в том числе в рамках СНГ с 20 сентября 2012 года (действие договора между Россией и Украиной взаимно приостановлено) и в рамках ассоциации с Европейским союзом с 27 июня 2014 года, также ведутся переговоры о подписании подобных договоров с Сербией, Турцией, Ливаном, Вьетнамом, Марокко, Сирией, Индонезией и КНР.

## Транспорт, инфраструктура, связь

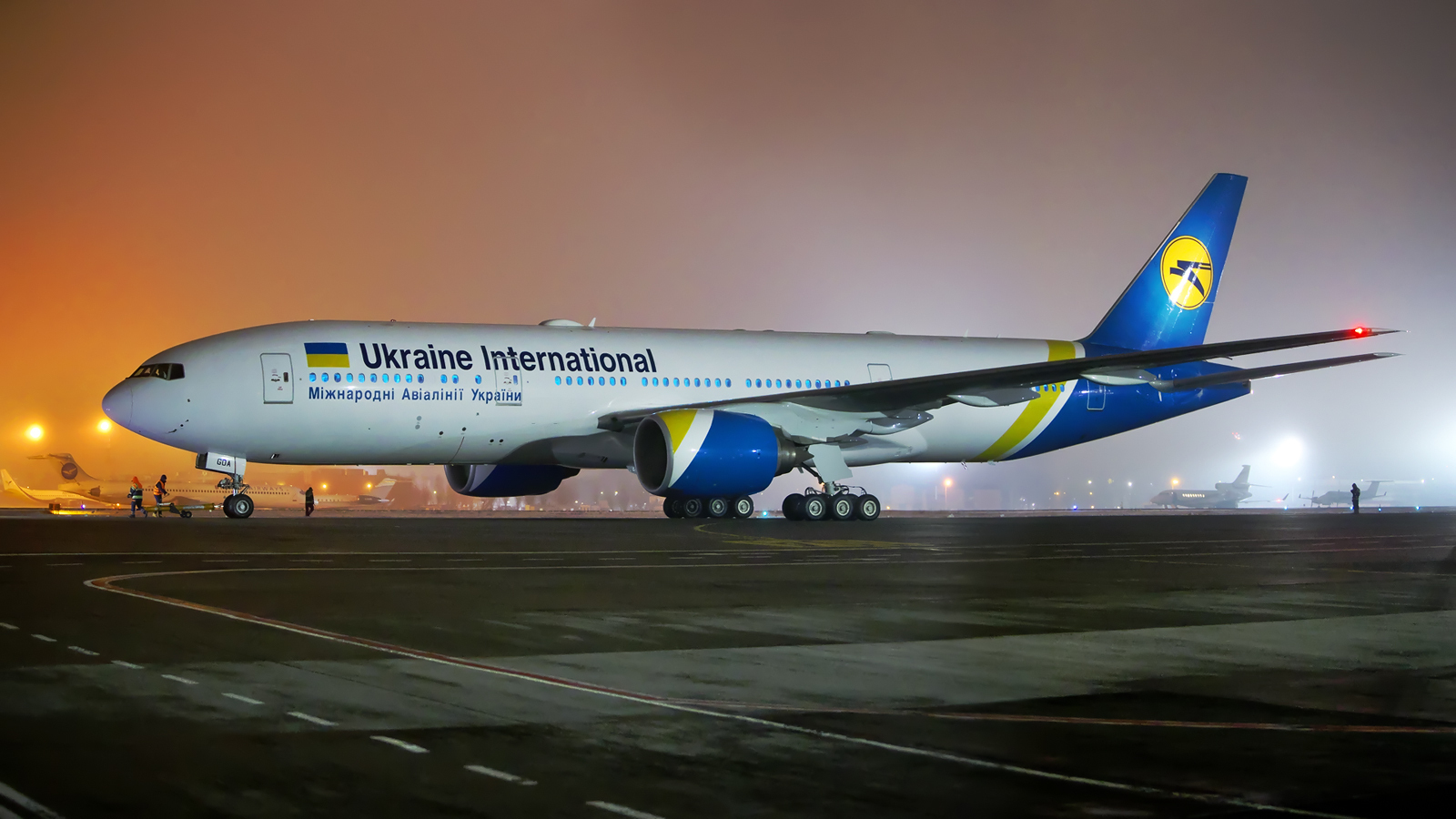
Boeing 777-200ER авиакомпании Ukraine International Airlines

Доля сектора транспорта и связи в валовом внутреннем продукте Украины (по данным Госкомстата) по состоянию на 2009 составила 11,3 %. Численность работников отрасли составляет 7 % от общей численности занятого населения. Выгодное географическое положение Украины обусловливает прохождение через неё международных транспортных коридоров.

### Автомобильный транспорт
Протяжённость украинских дорог составляет около 164 732 км. Сеть основных маршрутов распространена по всей стране и соединяет все крупные города, а также предоставляет трансграничные маршруты с соседними странами.
Большинство украинских дорог не обновлялось с советских времён, и в настоящее время являются устаревшими. Более 90 % существующих на Украине дорог эксплуатируется с превышением нормативного срока службы. В рейтинге качества автомобильных дорог в странах мира, составляемом Всемирным экономическим форумом, Украина в 2018 году заняла 123-е место из 140 возможных, среди стран Европы Украина заняла предпоследнее место, опередив только Молдову.

### Воздушный транспорт
Действуют международные аэропорты в Киеве, Харькове, Днепре, Виннице, Мариуполе (с 2009 года не осуществляет регулярных рейсов, с 2014 года деятельность прекращена, из-за войны на востоке Украины аэропорт законсервирован), Львове, Одессе и Черновцах, Запорожье.
Авиационный сектор на Украине развивается очень быстро. Этому способствует безвизовый режим для граждан ряда стран. Кроме того, футбольный турнир Евро-2012 побудил правительство вложить значительные средства в строительство новых терминалов аэропортов в Донецке, Львове и Киеве. Украина имеет ряд авиакомпаний, крупнейшей из которых является «Международные Авиалинии Украины».
Услугами авиакомпаний по официальным данным пользуются около 7 % населения Украины, что связано с низкой долей среднего класса в стране.

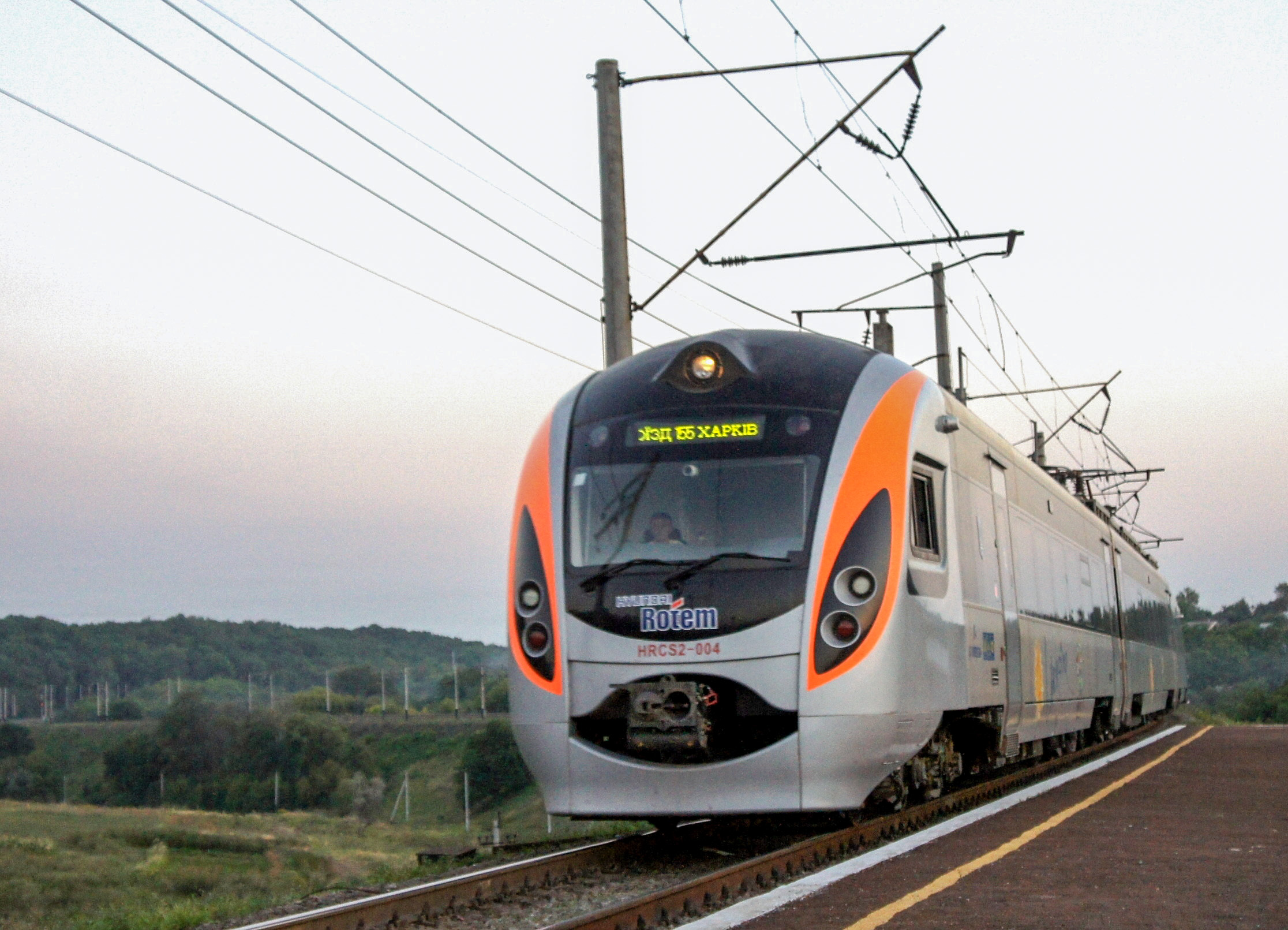
HRCS2 «Интерсити+»

В рейтинге эффективности услуг воздушного транспорта в странах мира, составляемом Всемирным экономическим форумом, Украина в 2018 году заняла 94-е место из 140 возможных, отставая от большинства соседних стран (Молдовы, Румынии, Венгрии, Польши, России).

### Железнодорожный транспорт
Железнодорожный транспорт начал активно развиваться в конце XIX века (первая железная дорога проложена в 1861 году). По состоянию на 2009 год, протяжённость железнодорожных путей составляет 22 300 км — 7-е место в мире. Электрифицированных железных дорог 9752 км. В качестве национального стандарта принята колея шириной 1520 мм. Для развития железнодорожной сети характерны те же региональные диспропорции, что и для автодорожной. В настоящее время государство обладает монополией на предоставление пассажирского железнодорожного транспорта, и все поезда, кроме сотрудничающих с другими иностранными компаниями на международных маршрутах, находятся в ведении компании «Укрзализныця».

### Водный транспорт
Водный транспорт, в основном, речной, предоставляет пассажирские услуги на Днепре, Дунае, Припяти и их притоках. В большинстве крупных городов есть речные порты. Международные морские путешествия осуществляется главным образом через порт Одессы, откуда паромы регулярно плавают в Стамбул, Варну и Хайфу.
Длина речных судоходных путей — 1672 км. Реки Днепр и Дунай — важные пути перевозки международных грузов. Основные порты на Чёрном и Азовском морях — одесский порт, ильичёвский, порт Южный, Херсон, Николаев и Мариуполь. Всего в 2008 году грузооборот всех портов составил 132,18 млн т. Значительный транзитный потенциал Украины позволяет развивать экспорт услуг, который в 2009 году достиг 9,5 млрд долларов. В общей структуре экспорта услуг транспортные услуги составляют 66 %, в структуре импорта — 19 %, благодаря чему транспорт Украины демонстрирует устойчивый положительное сальдо внешней торговли услугами.
Созданное ещё в 1833 году и процветавшее при СССР огромное Черноморское морское пароходство было распродано в ходе сомнительных сделок, в том числе на металлолом, и на сегодняшний день практически прекратило своё существование: из 350 судов осталось 6.

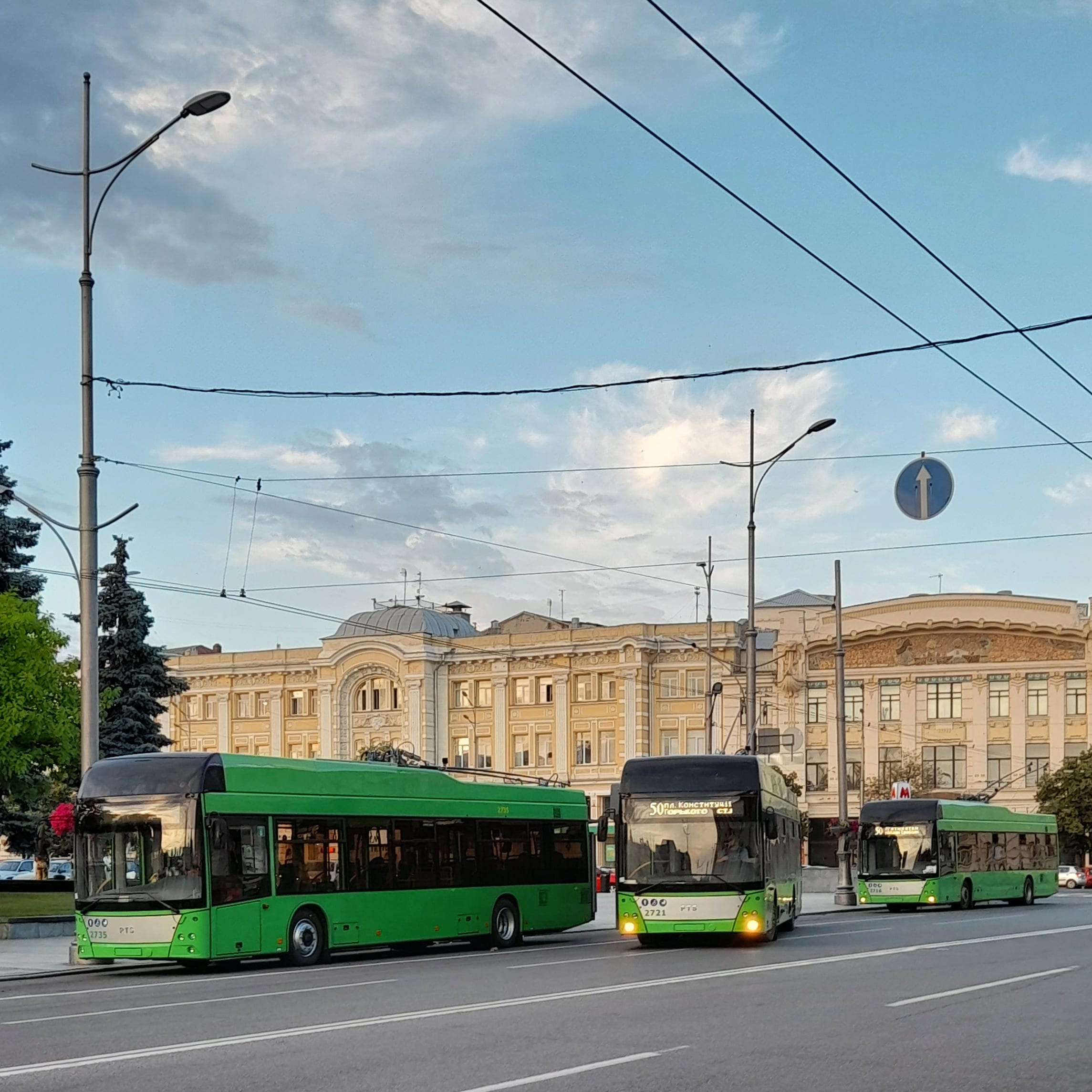
Автономные троллейбусы PTS12 в центре Харькова

На Украине существует развитая сеть нефте- и газопроводов (20 070 и 4540 км соответственно, а также 4170 км трубопроводов для очищенных продуктов).

### Городской электротранспорт
На территории Украины в Киеве появился первый в Российской империи трамвай (1892) и первый в мировой практике троллейбусный поезд изобретателя Владимира Веклича (1966).
30 декабря 1978 года в Киеве была открыта первая в СССР линия скоростного трамвая, построенная по инициативе В. Веклича и В. Дьяконова.
По состоянию на 2021 год метрополитен есть в Киеве, Харькове и Днепре.
В 55 городах Украины успешно эксплуатируются троллейбусы и трамваи.

### Связь
По степени обеспечения населения средствами связи Украина находится в высшей группе среднеразвитых стран, однако в 2000-е годы для этого сектора была характерна высокая позитивная динамика, в частности в области интернета. Телефонный код страны — +380. Весьма быстро расширяется и доступ населения к сети Интернет. Национальный интернет-домен — .ua.
По состоянию на 30 июня 2019 года зарегистрировано 40,9 млн интернет-пользователей, что составляет 93,4 % от численности населения.

## Здравоохранение

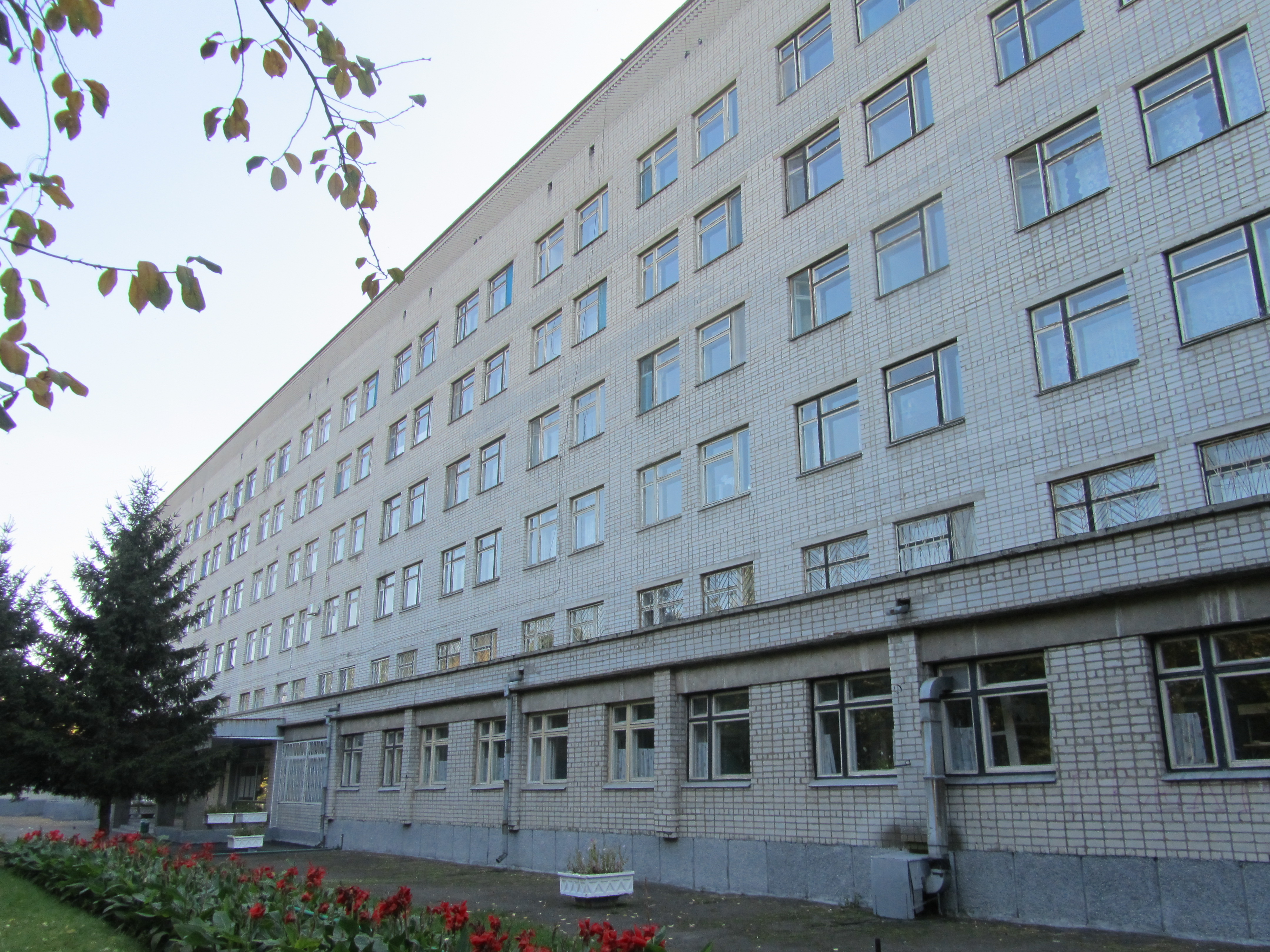
Муниципальная больница в Кременчуге

Национальная система здравоохранения в полной мере испытала на себе последствия распада СССР. К началу 2000-х годов правительством была развёрнута масштабная программа по восстановлению и дальнейшему повышению её эффективности, ключевым элементом которой является установка на децентрализацию, передачу максимальной ответственности за обеспечение медико-санитарного обслуживания региональным властям. В рамках этой программы, в частности, в структуре Министерства здравоохранения учреждены специальные подразделения, ответственные за работу в регионах, значительно расширены полномочия и, соответственно, финансовое обеспечение служб здравоохранения, действующих в рамках провинциальных и окружных администраций. В частности, в ведении провинциальных и окружных властей находятся больницы, поликлиники и профильные клиники.
Расширяется медицинская инфраструктура на низовом уровне. К концу 2000-х годов в каждом районе существовал по крайней мере один медицинский центр, возглавляемый дипломированным врачом, персонал которого мог оказывать медпомощь не менее чем по 8 направлениям. Помимо основного медцентра, в большинстве районов действуют несколько так называемых вспомогательных медпунктов, возглавляемых, как правило, фельдшером или медсестрой. Районный мед-центр обычно оснащается хотя бы одним транспортным средством для оказания медицинской помощи на выезде.
На низшем административном уровне — в деревнях и поселениях (см. раздел «Административно-территориальное деление») — помимо возможных вспомогательных медпунктов в обязательном порядке имеются сельские акушерские пункты, не менее одного в каждом), а также так называемые объединённые пункты обслуживания, отвечающие за оказание простейших медицинских услуг и вакцинацию.
За последние десятилетия областные центры Украины были оснащены современным диагностическим оборудованием, основу которых составляют магнитно-резонансные томографы, а также современным оборудованием для лучевой терапии (линейные ускорители). Основоположником магнитно-резонансной томографии и радионейрохирургии на Украине стал А. Грязов.
В целом один врач приходится на 3472 человека населения, одна больничная койка — на 1667 человек. Доступ к качественной питьевой воде имеет 80 % населения (в том числе 89 % городского и 71 % сельского), к современным санитарным удобствам — 52 % населения (67 % городского и 36 % сельского).

## Образование
Конституция страны гарантирует всем гражданам доступ к бесплатному образованию. Полное среднее образование является обязательным. Среди средних школ подавляющие большинство является государственными. Согласно Закону Украины «О Государственном бюджете Украины на 2025 год» и данным Министерства финансов Украины: общий объём расходов на образование составляет 198,9 млрд грн. Доля расходов на образование от ВВП: примерно 2,35 %.

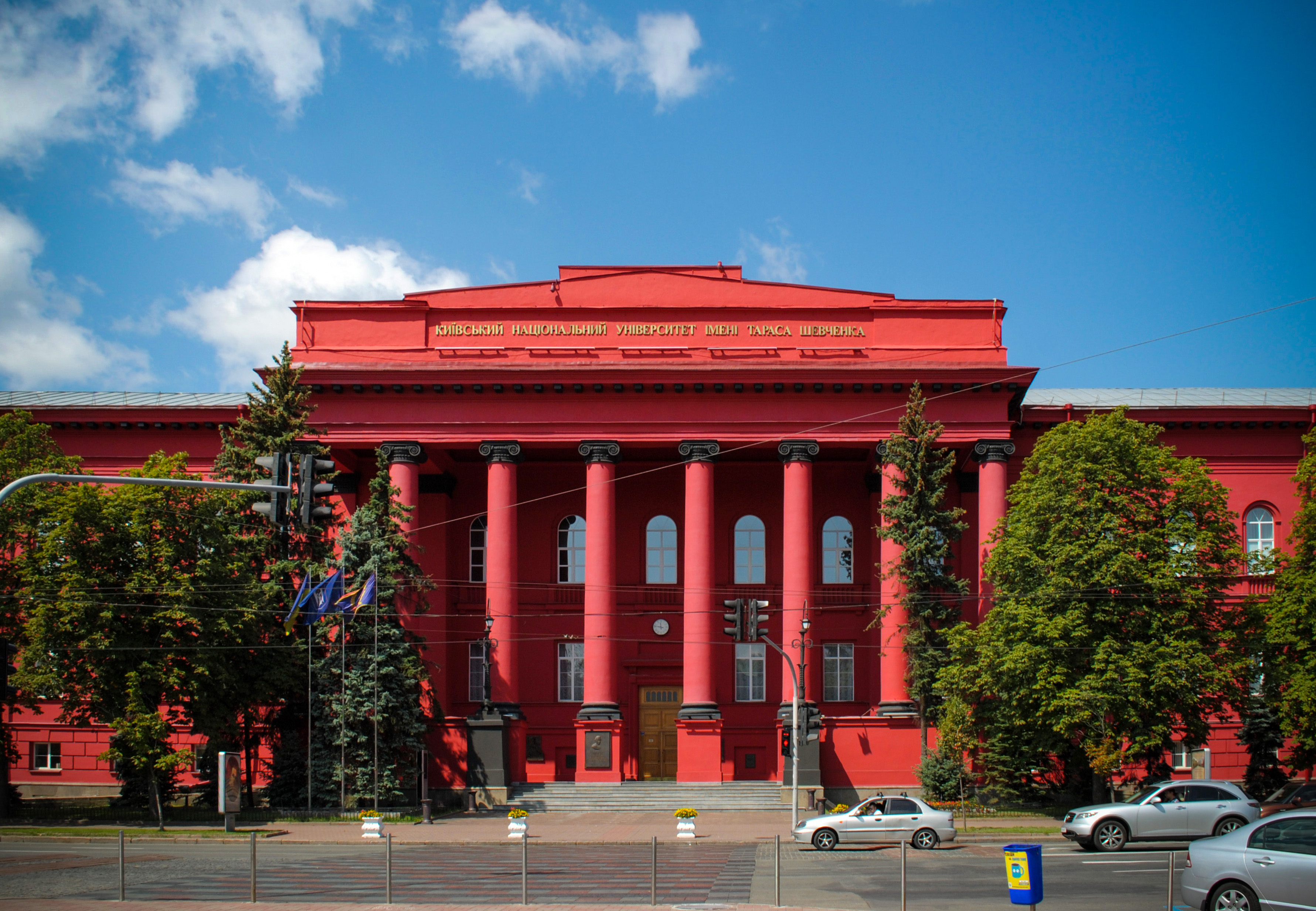
Киевский национальный университет имени Тараса Шевченко

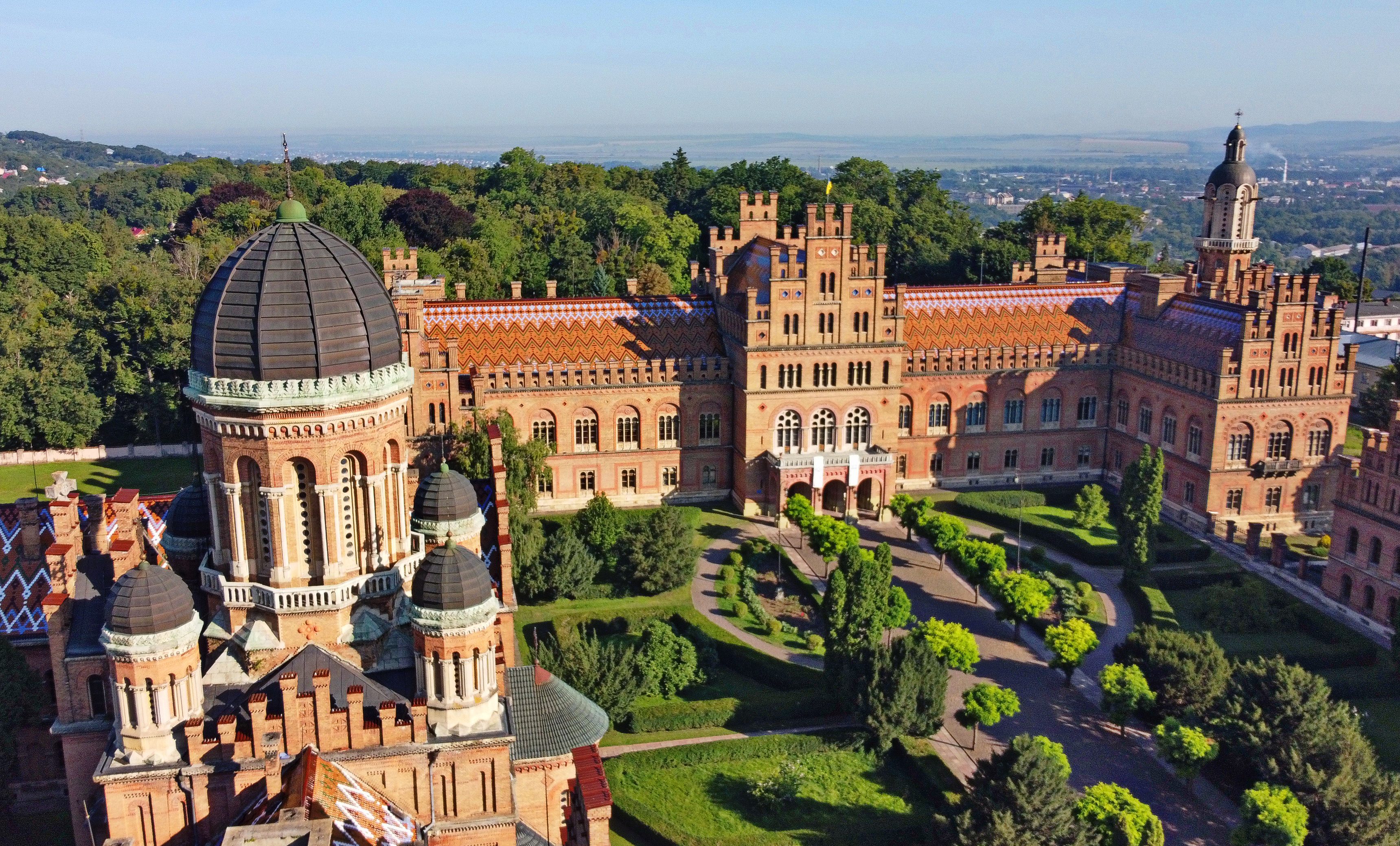
Черновицкий национальный университет имени Юрия Федьковича

По состоянию на 2025 год в Украине насчитывается 289 высших учебных заведений (вузов).Ведущими среди них являются:
- Киевский национальный университет имени Тараса Шевченко;
- Львовский национальный университет имени Ивана Франка
- Национальный технический университет Украины «Киевский политехнический институт»;
- Харьковский национальный университет имени В. Н. Каразина
- Сумской государственный университет

Количество вузов сокращается в рамках реформы высшего образования, цель которой — повысить его качество и эффективность.
Министерство образования и науки Украины планирует сократить число вузов примерно до 100, в том числе за счёт объединения отдельных учреждений. В 2025 году ожидается слияние ещё 7-8 университетов. Среди главных причин таких изменений — демографический спад (снижение числа выпускников школ), а также необходимость концентрации ресурсов для улучшения качества образования и научных исследований.
Несмотря на сокращение, украинские университеты продолжают укреплять свои позиции в международных рейтингах. В 2025 году рекордное количество — 61 украинский вуз — вошло в престижный рейтинг SCImago Institutions Rankings.
Система образования состоит из учебных заведений, научных, научно-методических и методических учреждений, научно-производственных предприятий, государственных и местных органов управления образованием и самоуправления в области образования. Система дошкольного образования включает сеть дошкольных учебных заведений, научные и методические учреждения, органы управления образованием, семью. В направлении формирования сети общеобразовательных учреждений государство гарантирует конституционное право для каждого гражданина на доступность и бесплатность получения полного общего среднего образования.
Сеть общеобразовательных учебных заведений формируется с учётом демографической, этнической и социально-экономической ситуации по образовательным уровням. В соответствии с образовательным уровнем, функционируют общеобразовательные учебные заведения I степени (начальная школа); II степени (основная школа); III степени (старшая школа). Общеобразовательные учебные заведения всех трёх степеней могут функционировать интегрировано или самостоятельно. Обучение в средней общеобразовательной школе начинается с шести- или семилетнего возраста.
Профессионально-техническое образование осуществляется на базе полного общего среднего образования или базового общего среднего образования с предоставлением возможности получать полное среднее образование. В системе профессионально-технических учебных заведений осуществляется трёхуровневое профессиональное образование. Каждая степень обучения определяется теоретической и практической завершённостью и закрепляется присвоением выпускникам соответствующей квалификации. Выпускники низшей степени по собственному желанию могут продолжить обучение на высшей. Подготовка рабочих в государственных 930 ПТУЗ в 2007—2008 учебном году осуществляется по 530 рабочим профессиям. Существует также сеть частных профессионально-технических учебных заведений, которые также находятся в сфере профессионально-технического образования и насчитывают 798 учебных заведений с контингентом 100 тыс. человек, которые получают профессиональную подготовку по 179 рабочим профессиям.
Средний показатель трудоустройства выпускников государственных ПТУЗ по полученной профессии по Украине в 2006—2007 учебном году составляет 86 %.
Высшее образование осуществляется на базе полного общего среднего образования. В высшие учебные заведения, осуществляющие подготовку младших специалистов, могут приниматься лица, имеющие базовое общее среднее образование.
В мае 2005 года Украина присоединилась к Болонскому процессу на Конференции министров европейских стран в Бергене. Как участница Болонского процесса, Украина должна решить ряд первостепенных ключевых задач, предусматривающих введение к 2010 году стандартов, рекомендаций и основных инструментов Европейского пространства высшего образования: национальной рамки квалификаций, инновационной Европейской кредитно-трансферной системы, приложения к диплому европейского образца.

## Наука
Страна обладает развитой сетью научных организаций, крупнейшей среди которых является Национальная академия наук Украины.

## Культура и искусство

### Общие сведения
Украинская культура на протяжении длительных периодов своей истории развивалась как народная. В ней большое место занимали фольклор и народные традиции. Особенно ярко это проявилось в искусстве — народных думах, песнях, танцах, декоративно-прикладном искусстве. Именно благодаря сохранению и продолжению традиций, корни которых восходят к культуре Киевской Руси, стал возможным подъём украинской культуры и в XVI—XVII веках, и культурное возрождение в XIX веке.

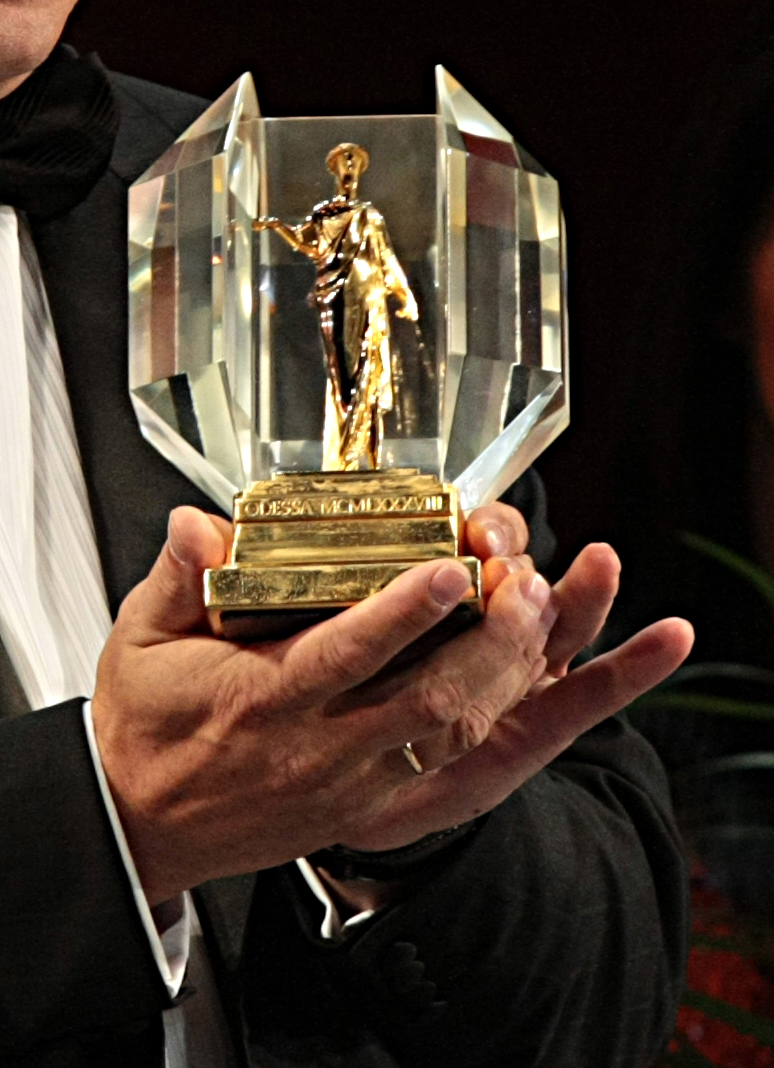
«Золотой Дюк»: главный приз Одесского международного кинофестиваля

В то же время ощутимы и отрицательные последствия такого характера развития украинской национальной культуры. В течение длительного времени много талантливых людей, которые родились и выросли на Украине, затем покидали её, связывали свою дальнейшую жизнь и творчество с русской, польской и другими культурами. Кроме того, прогресс в области естественных наук был выражен слабее, чем в гуманитарной.
Вместе с тем, самобытная и старинная система образования, которая достигла своего расцвета во время Казачества и обеспечила почти сплошную грамотность населения, давняя традиция книгописания, ориентированность на ведущие центры Европы — в частности, на византийские культурные традиции — роль Западной Руси как центра наук и высшего образования благодаря развитой сети коллегиумов, Острожской и Киево-Могилянской академии; меценатство и государственная поддержка культуры рядом выдающихся государственников — К. Острожским, П. Конашевичем-Сагайдачным, И. Мазепой и др. — всё это позволило поднять украинскую культуру на мировой уровень, создать ряд классических шедевров в области книгопечатания, архитектуры, литературы, достичь значительных успехов в науке.
Известный исследователь украинской культуры И. Огиенко отмечал, что украинской культуре с самого начала были присущи открытость миру, отсутствие ксенофобии и гуманизм. Сама система ценностей данной культуры в период её активного развития (XVII—XIX века) была довольно специфической. Богатый материал для такого вывода даёт творческое наследие Г. Сковороды, Ф. Прокоповича, П. Кулиша, Т. Шевченко. В своих философских сочинениях они решали вопрос о сущности и условиях человеческого счастья, о смысле человеческого существования.

### Литература

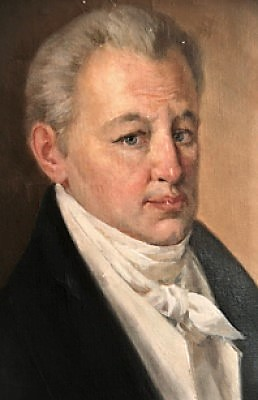
И. П. Котляревский (1769—1838)
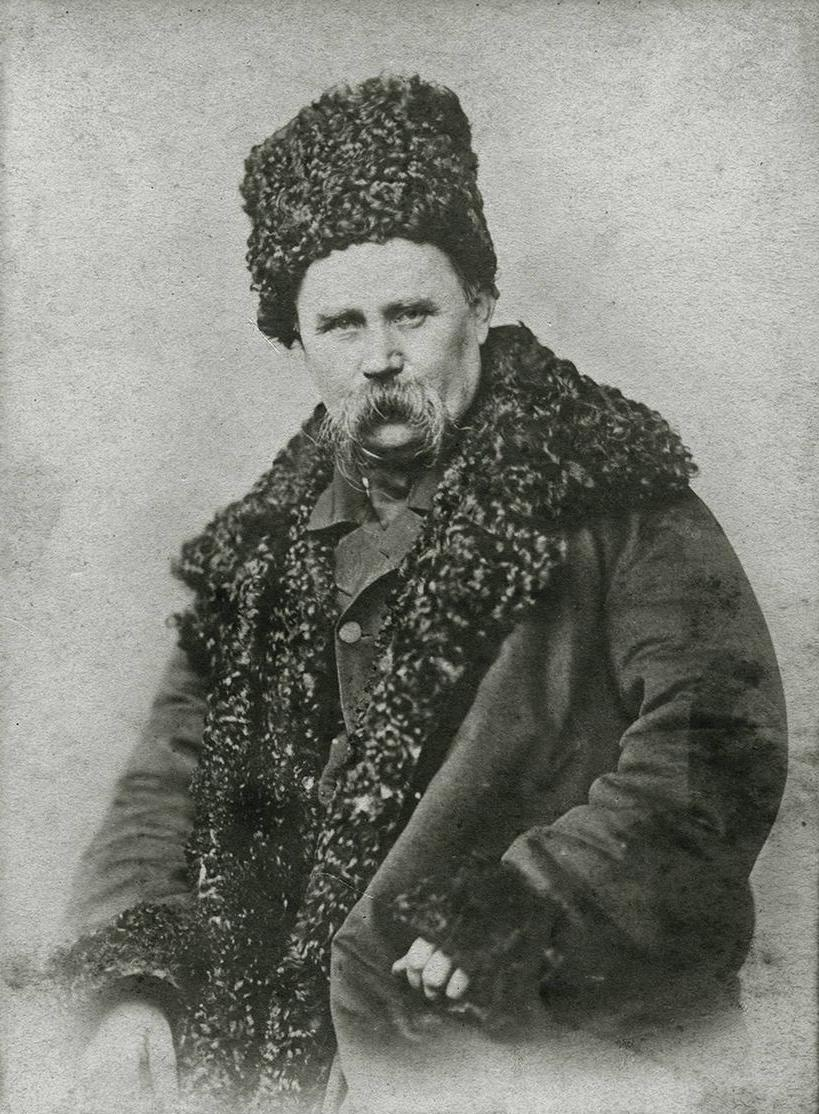
Т. Г. Шевченко (1814—1861)
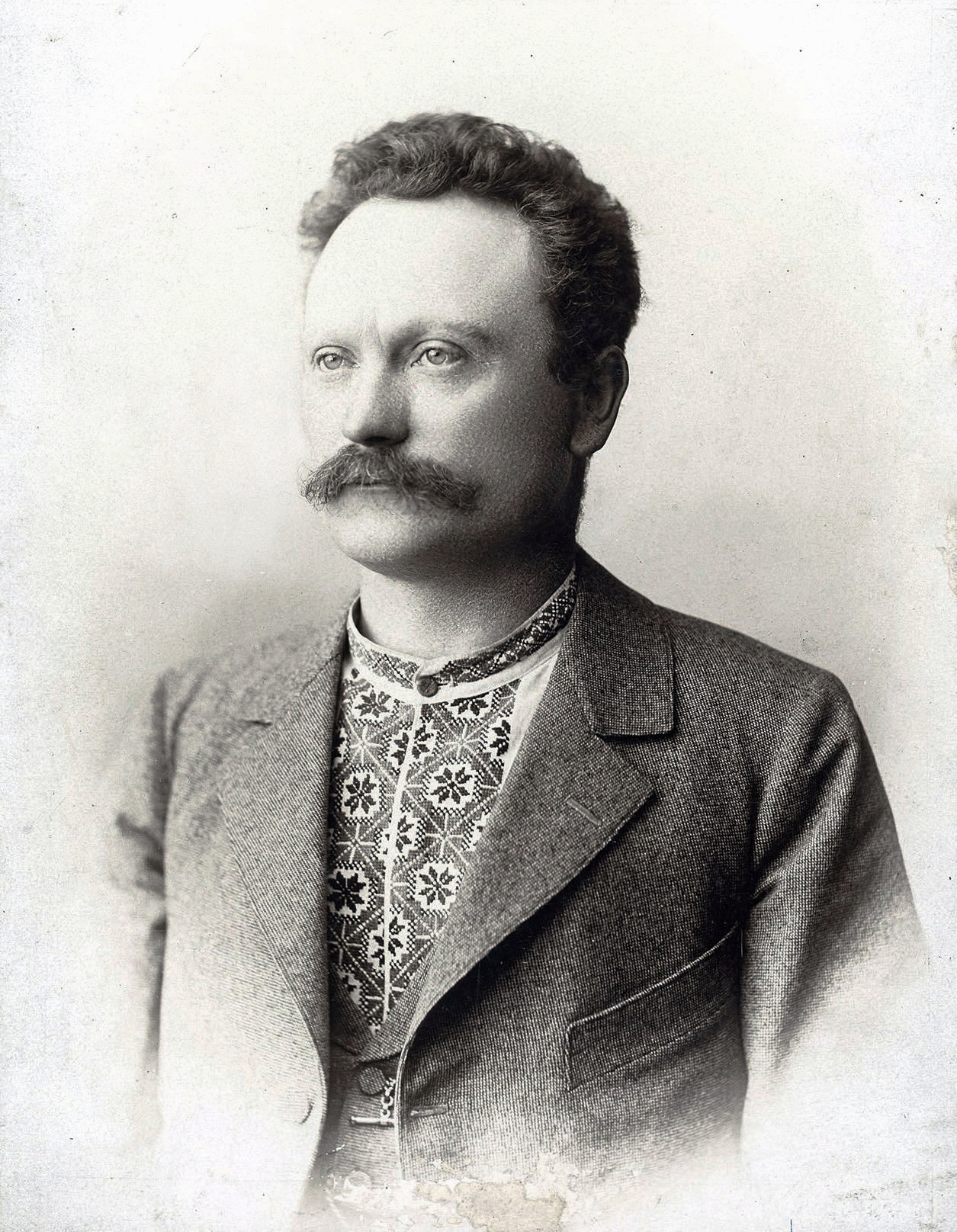
И. Я. Франко (1856—1916)
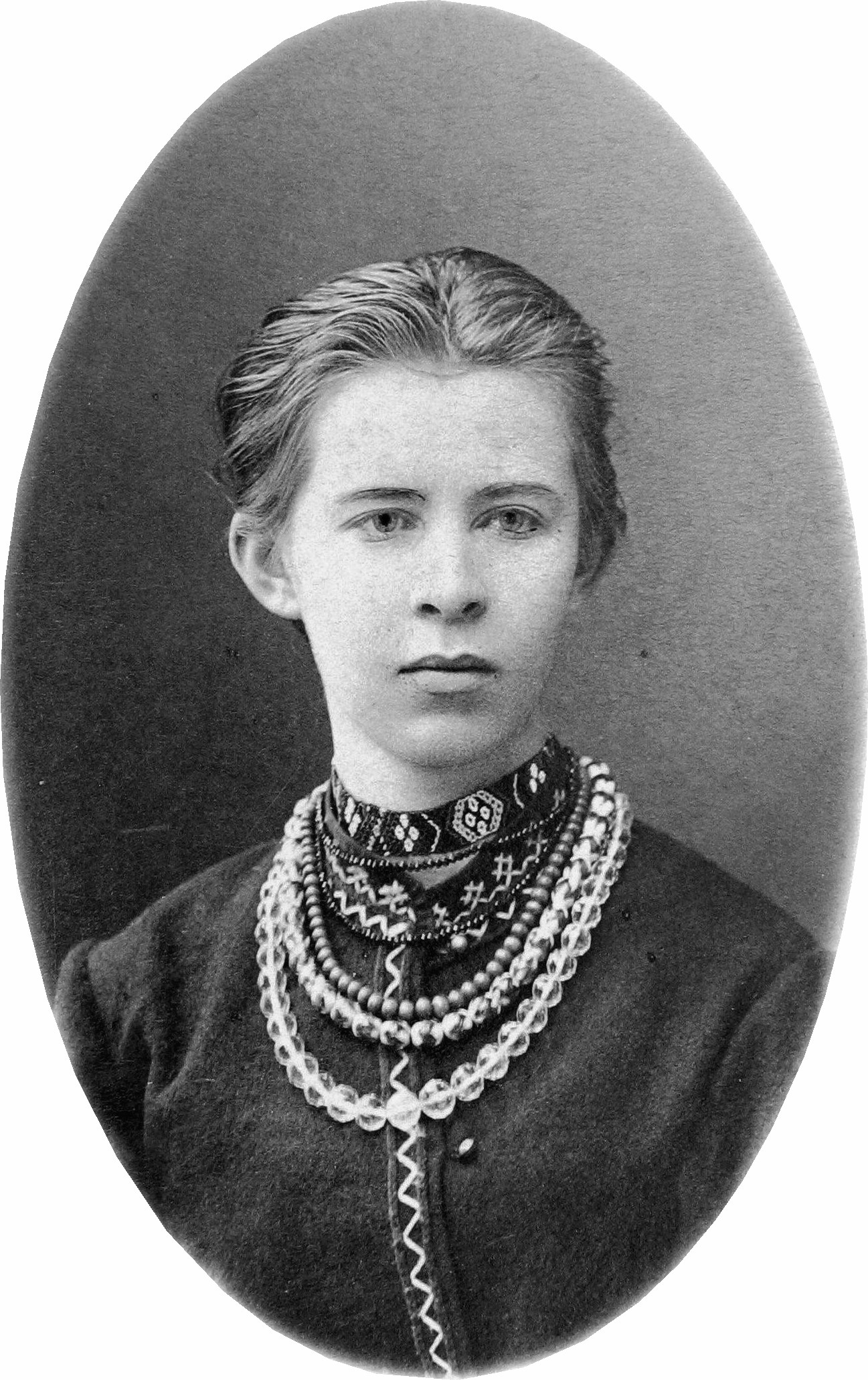
Леся Украинка (1871—1913)

### Изобразительное искусство
Исторически самым ранним видом изобразительного искусства, распространившимся на Украине, является скульптура. Наиболее древние из сохранившихся скульптурных изображений относятся к VII веку. Как в этот период, так и позднее, в скульптуре господствовала религиозная тематика, однако отражались и чисто бытовые сюжеты. Становление национальной школы живописи произошло в XIX веке под российским и австрийским влиянием. Для начала XX века характерно укрепление реалистического направления в живописи. С этого периода всё более заметным становится обращение к националистическим, патриотическим сюжетам. Как и для литературы, для живописи советского периода характерны достаточно высокая идеологизированность и апелляция к актуальным социальным темам и гуманистическим идеям, в то время, как для последующего этапа — резкая деидеологизация.

### Музыка

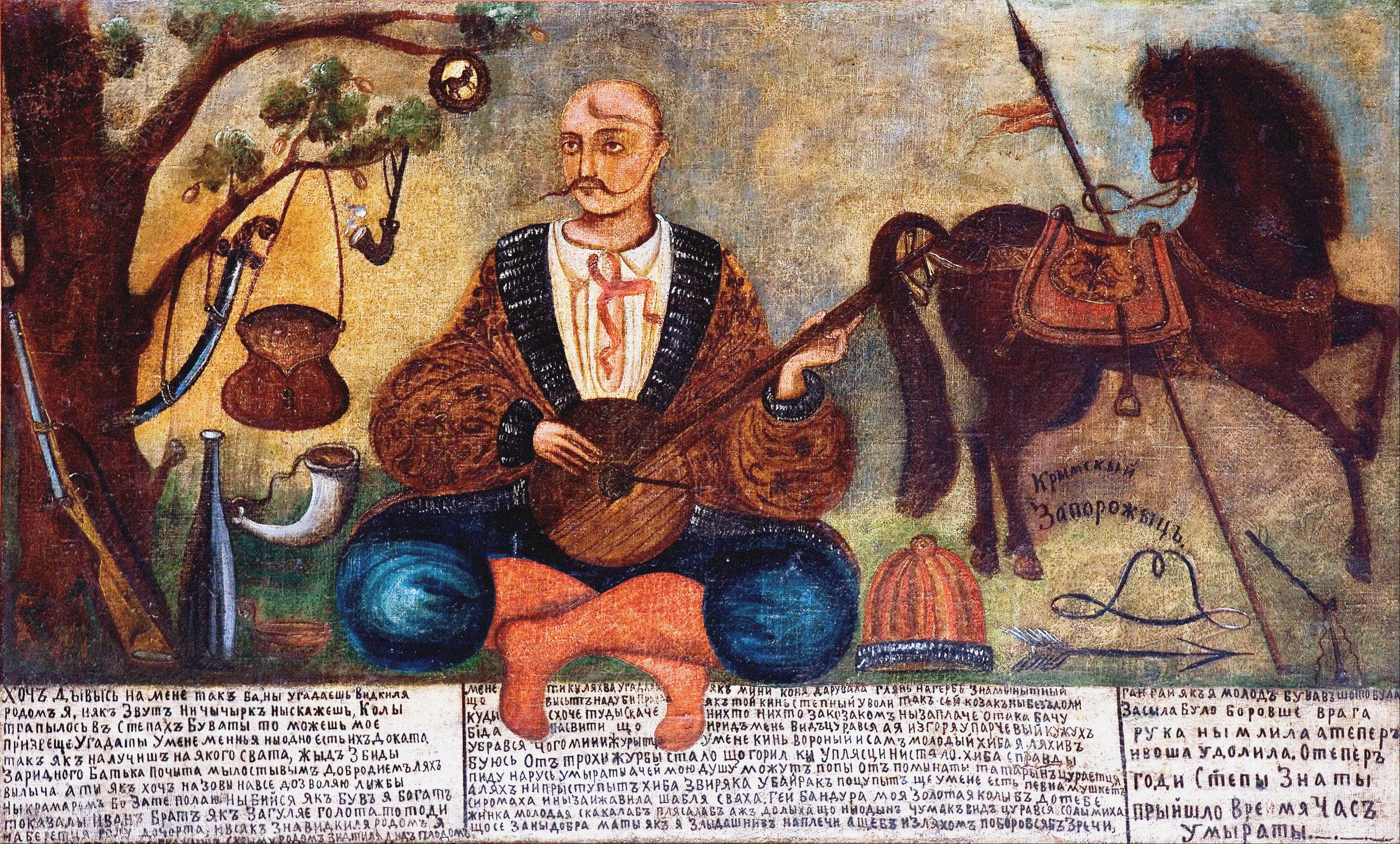
Казак Мамай. Начало XIX века

Достоянием украинской культуры является как народное, так и профессиональное музыкальное искусство.
Народная украинская музыка разнообразная по жанрам и включает календарные и семейно-обрядовые песни, песни крепостного и солдатского быта, исторические песни, выполняемые под аккомпанемент кобзы или бандуры, а также мощный пласт инструментальной музыки, которая включает в себя как ансамблевое музицирование («троистые музыки») и использует разнообразные духовые (свирель), струнные (скрипка) и ударные (бубен) инструменты, так и пастушьи наигрыши (особенно самобытные инструменты Запада Украины — варган, трембита).
В современности народная музыка сохраняет первоначальные условия своего бытования только в западных регионах, однако народные песни стали достоянием профессиональных и любительских коллективов по всей Украине и звучат в аутентичном виде (ансамбли «Древо», «Властелин», «Божичи», «Буття»), в виде обработок (Народный хор им. Верёвки, капелла бандуристов им. Майбороды), входящих в академической (Евгений Станкович) и различных направлений популярной музыки (София Ротару, Вопли Видоплясова, Океан Эльзы, Верка Сердючка, Тина Кароль, Тартак, Руслана).

### Театр и кинематограф

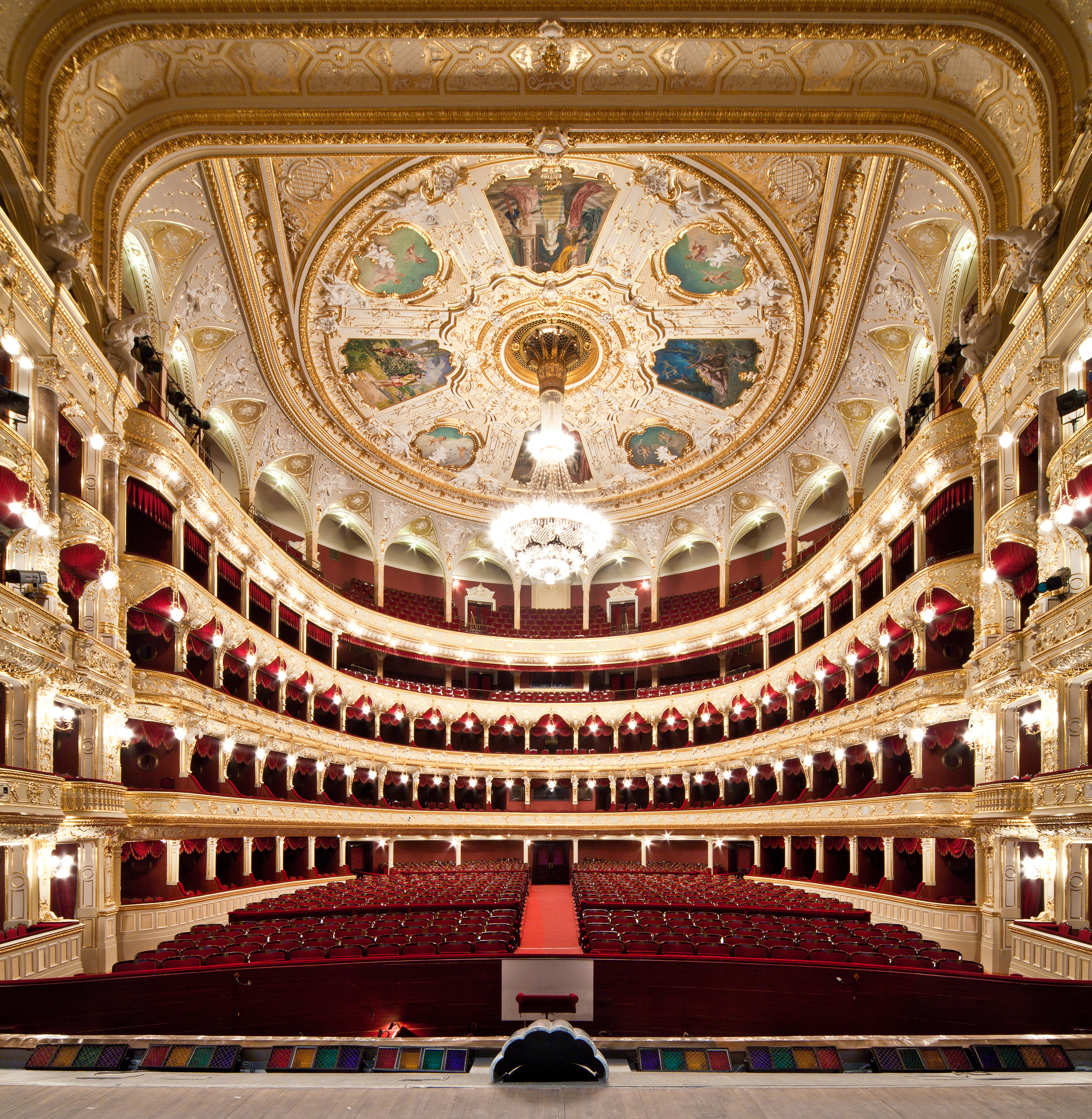
Одесский национальный академический театр оперы и балета

Ранние формы сценического искусства восходят к театрализованным действам народных праздников и культовых церемоний. Как минимум с XV века существует байлетка и вертеп.
Первые кинофильмы были сняты на Украине в 1920-х годах.
В 2007 году для поддержки и развития лучших образцов классической современной поэзии, а также возрождения лучших традиций авторского художественного и документального кино Украины на фестивале «Каштановый дом» была создана и учреждена премия им. А. и А. Тарковских.

### Кухня

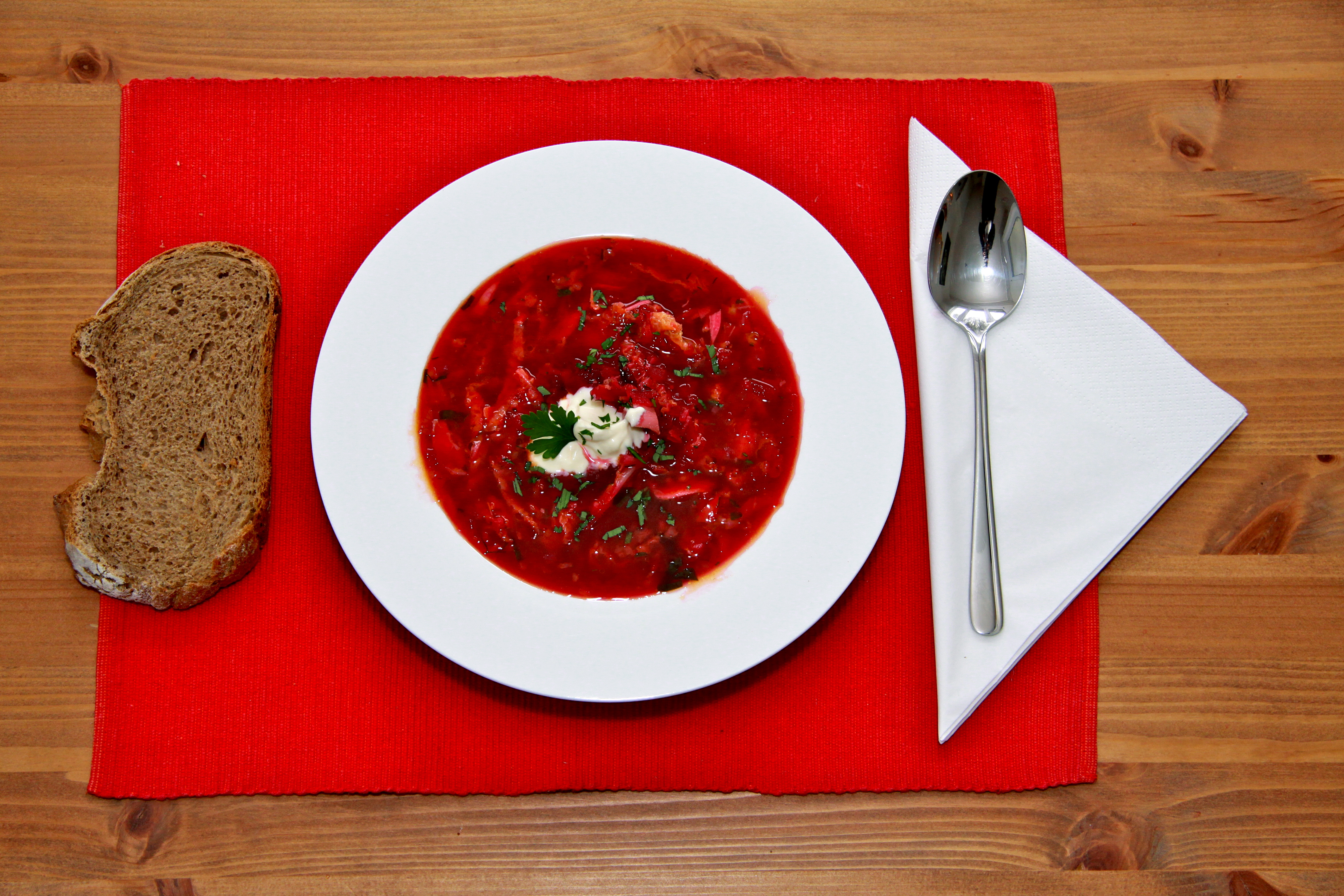
Борщ со сметаной

На каждую народную кухню прежде всего влияет конструкция места, где готовят еду, то есть домашнего очага. На Украине таким местом была «вариста піч», кострище закрытого типа. Поэтому украинская кухня в основном использует приёмы варения, тушения и печения. Даже казаки, подстрелив дичь, старались сварить из неё юшку (бульон), а не поджарить на вертеле, что более свойственно немцам, например.
Используется как мясо домашних животных, так и мясо птицы, рыба. Весьма употребляемым продуктом в украинской кухне служит свиное сало во всех видах. Использование его является чрезвычайно разнообразным. В пищу сало употребляется сырым, солёным, копчёным, жареным и является жировой основой многих блюд преимущественно праздничной кухни. Им шпигуют, как правило, всякое не свиное мясо для придания ему сочности, перетирают с чесноком и солью, получая питательную массу для бутербродов.
Среди растительной пищи первое место испокон веков занимал хлеб, причём как на закваске, так и пресный в виде галушек, пресный хлеб с маком и мёдом. Из пшеницы также делали не только муку, но и разные крупы, из которых варили кутью. В XI—XII столетии из Азии на Украину завезли гречиху, из которой начали делать муку и крупу. В украинской кухне появились гречаники, гречневые пампушки с чесноком, гречневые галушки с салом и другие блюда. Использовали также пшено, рис (с XIV века) и бобовые культуры, такие как горох, фасоль, чечевица, бобы и другие.
Излюбленным видом теста у украинцев является пресное, которого существует несколько различных видов, а для кондитерских изделий — песочное.
На втором месте — огородные и дикие овощи и фрукты. Морковь, свёкла, редька, огурцы, тыква, хрен, укроп, тмин, анис, мята, калган, яблоки, вишни, сливы, клюква, брусника, малина — вот далеко не полный перечень растительности, потребляемой очень широко. Пчелиный мёд играл заметную роль в питании, поскольку сахар на то время отсутствовал. Для приготовления также использовали различные виды животных жиров и растительных масел, уксус и орехи.

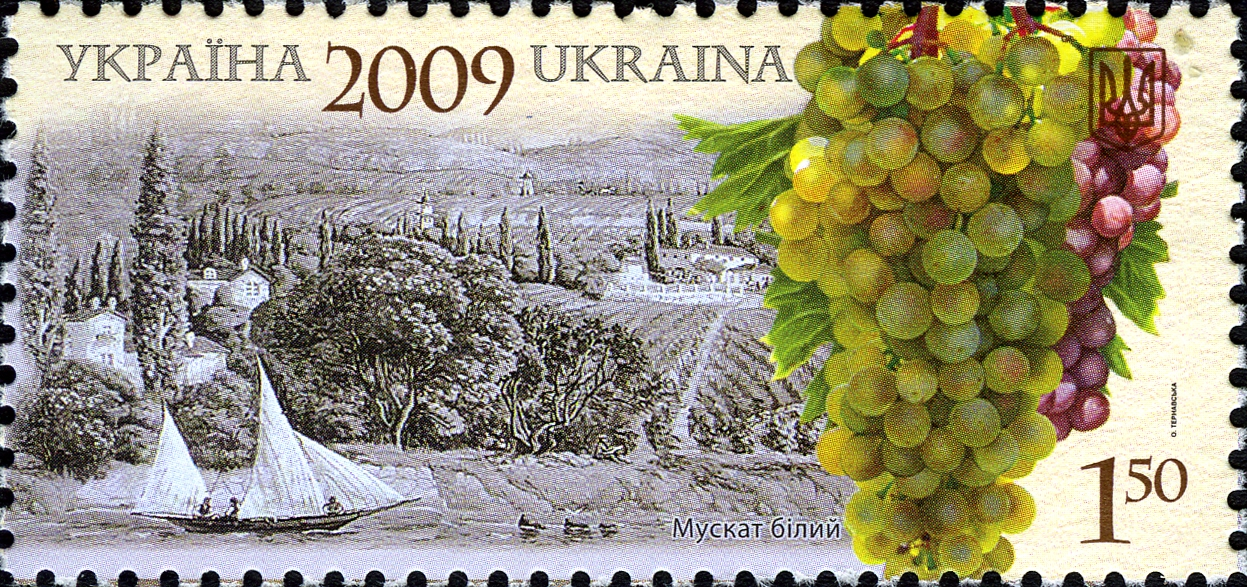
Мускат белый — серия «Виноделие на Украине». Марка Украины, 2009

Со временем из Средней Азии на Украину завезли тутовое дерево (шелковицу) и арбузы, из Америки — кукурузу, помидоры и стручковый перец, которые начали выращивать на юге Украины и широко употреблять в пищу.
Основной горячей пищей являются рыбные и мясные отвары с добавлением овощей под общим названием «юшка», что в русском языке позднее трансформировалось в слово «уха». Своеобразие украинской кухни выражается в преимущественном использовании таких продуктов как свёкла, свиное сало, пшеничная мука, а также в так называемой комбинированной тепловой обработке большого количества продуктов (украинский борщ — типичный тому пример), когда к свёкле добавляют ещё двадцать компонентов, которые оттеняют и развивают её вкус.
Среди старинных украинских напитков — полученные способом естественного брожения мёды, пиво, квасы, узвары.
В XIV веке появилась водка (горілка). На её основе делают многочисленные настойки. Кустарным способом на Украине делают самогон на основе сахара и различных сахаристых продуктов — фруктов, овощей, ягод. Распространена варенуха — горячий алкогольный напиток на основе горилки или самогона, мёда и пряностей.
С давних пор на территории современной Украины распространено виноделие, первоначально — только в Крыму, затем — в других южных областях страны. Крым, вина которого получили мировую известность в XIX веке благодаря усилиям Льва Сергеевича Голицына, до последнего времени являлся основной винодельческой областью Украины. Определённую известность также получило украинское бренди (по советской традиции именуемое коньяком).

## СМИ
Первые периодические издания на украинском языке появились на Украине в начале XX века, однако широкое развитие печатные средства массовой информации получили только после 1917 года.
Характерной чертой украинских средств массовой информации является двуязычие. Продукция выпускается как на украинском, так на русском языках. Однако многие популярные издания продают только русскоязычные материалы. Кроме этого, из-за слабого развития рынка рекламы большинство украинских медиакомпаний зависимы от поддержки спонсоров. По данным организации «Репортёры без границ» на 2010 год на Украине наблюдается «частое нарушение свободы прессы» со времени прихода к власти Виктора Януковича, а также угроза медийного плюрализма из-за конфликтов интересов спонсоров и журналистов.
Львиную долю украинского медиарынка занимает телевидение. Телевизионные предприятия делятся на национальные, частные и смешанные. К первой категории относится Национальная телекомпания Украины, ко второй — СТБ, Новый канал, ICTV, 5 канал, ТВі, а к третьей — Интер ТВ и 1+1. Последние две компании имеют наибольшую аудиторию.
Рынок телекоммуникаций на Украине в 2009 вырос на 0,5 % до $ 6 млрд или около 6 % от ВВП. 87,1 % в структуре доходов компаний составила мобильная и фиксированная связь.
Популярные печатные издания на Украине ― это общенациональные газеты «Факты и комментарии», «Сегодня», «День», «Зеркало недели», «Голос Украины», а также журнал «Корреспондент». Абсолютное большинство прессы на Украине издаётся на русском языке. Недолговечными оказались украинские издания «Esquire», «National Geographic» и «Men's Health» — они были закрыты в конце 2014 года.
Крупнейшими радиостанциями являются Национальная радиокомпания Украины, Радио «Свобода», Deutsche Welle, Украинская служба BBC, и развлекательные «Европа плюс», «Хит FM». На рынке новостей на Украине работают государственное информационное агентство Укринформ, общественное информационное агентство УНИАН и филиал российского Интерфакса — Интерфакс-Украина. Две украинские революции, а также развитие интернета создали условия для появления влиятельных общественно-политических интернет-СМИ. Среди первых была газета Украинская правда, основанная Георгием Гонгадзе в 2000, Цензор.нет и Эспрессо TV получили своих зрителей во время Евромайдана. Тогда же было основано Громадське телебачення, инициатива известных украинских журналистов, поддержанная НТКУ.
По состоянию на конец 2014 года на Украине 50 % населения пользовалось Интернетом (данные ИнАУ). Самыми популярными факторами пользования Интернетом среди украинцев остаются социальные сети. Самые активные пользователи сети — молодёжь. Самой популярной социальной сетью является Facebook, за ней следуют ВКонтакте и Одноклассники. Украинцы предпочитают Яндексу Google. Также очень популярны порталы (Ukr.net, Meta.ua), торрент-трекеры, интернет-магазины и онлайн-банкинг.

## Спорт

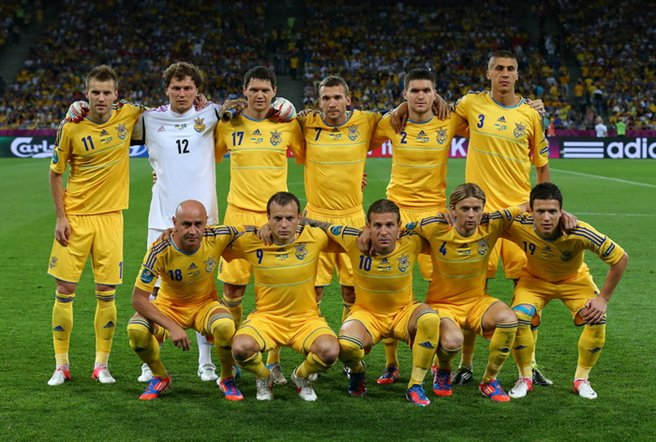
Сборная Украины по футболу

Распространение среди украинцев европейских видов спорта началось в начале XX века. Власти независимой Украины, как правило, придавали большое значение развитию и популяризации спорта, реализуя соответствующие государственные программы, в частности, через структуры Министерства по делам молодёжи и спорта.
К XXI веку в стране в той или иной степени получили распространение практически все летние виды спорта — как мужские, так и женские дисциплины. На летних Олимпийских играх 2012 года командой Украины были завоёваны 6 золотых, 5 серебряных и 9 бронзовых медалей.
В 2019 году Сборная Украины по футболу (до 20 лет) выиграла Чемпионат мира по футболу среди молодёжных команд 2019 одержав волевую победу над командой Южной Кореи со счётом 3:1 и таким образом впервые стала чемпионом мира.
В 2016 году Сборная Украины по пляжному футболу выиграла ежегодный европейский чемпионат по пляжному футболу обыграв в финале Португалию со счётом 2:1.
В 2009 году Юношеская сборная Украины по футболу (до 19 лет) обыграла в финале Англию со счётом 2:0 на домашнем чемпионате Европы таким образом впервые выиграв европейский кубок.
В 2009 году донецкий «Шахтёр» в финале Кубка УЕФА в Стамбуле обыграл бременский «Вердер» со счётом 2:1.

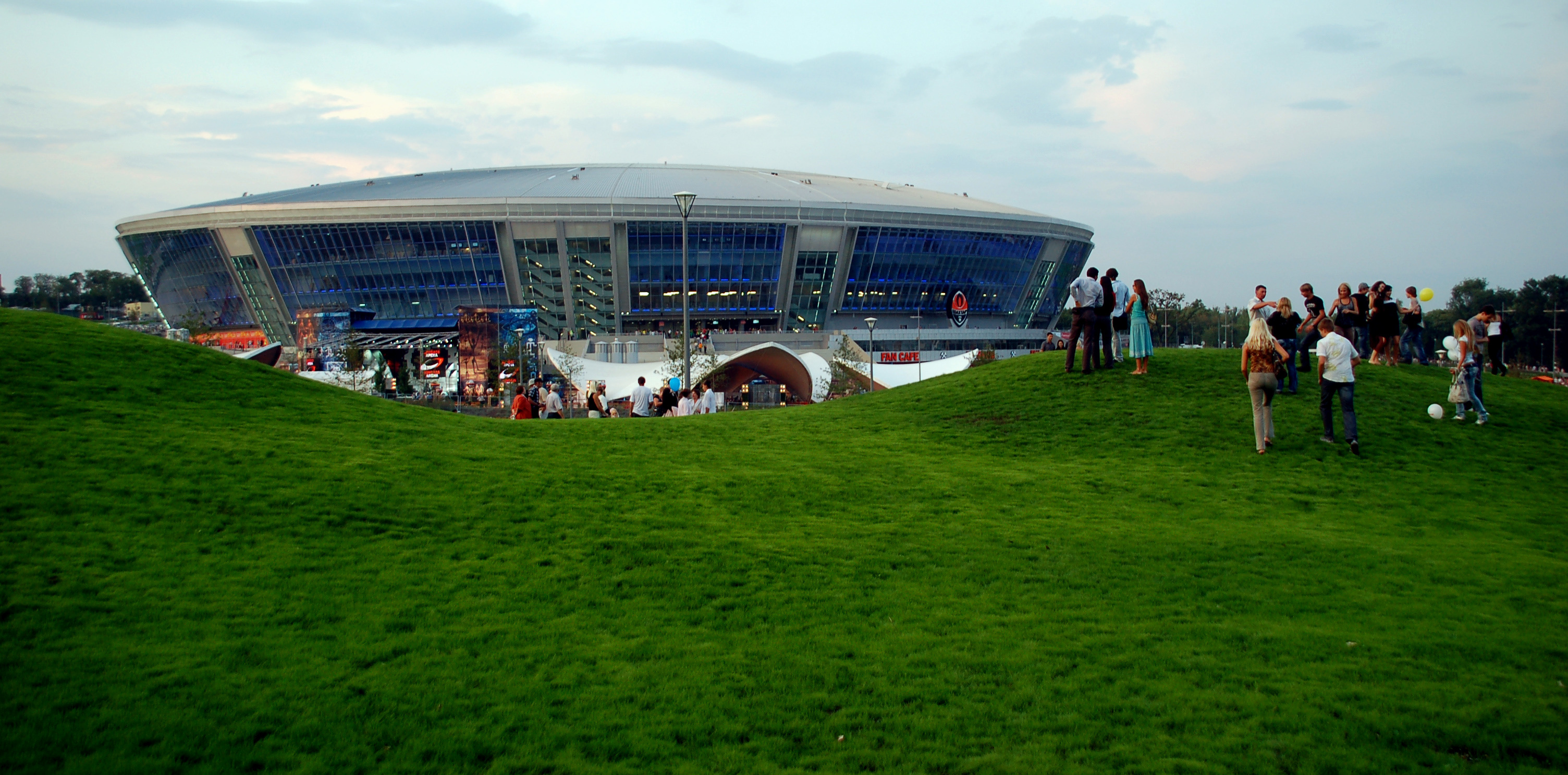
Донбасс Арена в Донецке

К числу наиболее популярных среди населения дисциплин относятся футбол, единоборства, мотоспорт, шахматы.
Крупнейший стадион — киевский «Олимпийский» (многофункциональный, на 70 тыс. зрителей). Вторым крупнейшим был донецкий «Донбасс Арена» (футбольный, на 50 тыс. зрителей), но в ходе войны он получил серьёзные повреждения и на нём соревнования не проводятся.

### Комментарии
1. ↑  Распалась на независимые княжества в 1132—1240 годах. На нынешней территории Украины образовались Киевское, Волынское, Галицкое, Переяславское, Черниговское и, частично, Туровское княжества, которые продолжили дробиться на уделы
2. ↑  Разделено между Польшей и Литвой в 1392 году
3. ↑  Ликвидирована Россией 10 (21) ноября 1764 года
4. ↑  Де-юре — от Российской республики; де-факто — от РСФСР. УНР не признала захват власти большевиками и вплоть до провозглашения независимости продолжала считать себя находящейся в федеративных связях с Российской республикой.
5. 1 2 3 4  Данный населённый пункт расположен на территории, не контролируемой властями  Украины (см. также Война в Донбассе (2014—2022))
6. 1 2 3  Этот объект расположен на территории Крымского полуострова, бо́льшая часть которого  является объектом территориальных разногласий между Россией, контролирующей спорную территорию, и Украиной, в пределах признанных большинством государств — членов ООН границ которой спорная территория находится. Согласно федеративному устройству России, на спорной территории Крыма располагаются субъекты Российской Федерации — Республика Крым и город федерального значения Севастополь. Согласно административному делению Украины, на спорной территории Крыма располагаются регионы Украины — Автономная Республика Крым и город со специальным статусом Севастополь.
7. 1 2 3 4 5  С учётом АР Крым и Севастополя, аннексированных Россией в 2014 году, а также части территорий Херсонской, Запорожской, Донецкой и Луганской областей, аннексированных Россией в 2022 году
8. ↑  Часть молдавско-украинской границы с противоположной стороны контролируется непризнанной Приднестровской Молдавской Республикой
9. ↑  При этом европейская территория России больше территории Украины, общая территория частично находящихся в Европе Турции, Казахстана, Франции (с учётом зависимых территорий) и Дании (с учётом Гренландии) также превышает территорию Украины.
10. ↑  Бо́льшая часть Крымского полуострова  является объектом территориальных разногласий между Россией, контролирующей спорную территорию, и Украиной, в пределах признанных большинством государств — членов ООН границ которой спорная территория находится. Согласно федеративному устройству России, на спорной территории Крыма располагаются субъекты Российской Федерации — Республика Крым и город федерального значения Севастополь. Согласно административному делению Украины, на спорной территории Крыма располагаются регионы Украины — Автономная Республика Крым и город со специальным статусом Севастополь.